# Provinzwahlen in Italien 1995
Die Provinzwahlen in Italien 1995 fanden am 23. April (1. Wahlgang) und am 7. Mai (Stichwahl) statt.
In der Provinz Crotone fanden die Wahlen am 7. Mai statt.

## Wahlergebnisse

### Provinz Alessandria
| Kandidaten                   | Kandidaten                        | 2. Wahlgang | 2. Wahlgang | 1. Wahlgang | 1. Wahlgang | Listen                               | Stimmen | %    | Mandate |
| Kandidaten                   | Kandidaten                        | Stimmen     | %           | Stimmen     | %           | Listen                               | Stimmen | %    | Mandate |
| ---------------------------- | --------------------------------- | ----------- | ----------- | ----------- | ----------- | ------------------------------------ | ------- | ---- | ------- |
|                              | Fabrizio Palenzonagewählt         | 131.281     | 47,2        | 100.175     | 36,0        | Partito Democratico della Sinistra   | 63.348  | 22,8 | 12      |
| Popolari                     | Fabrizio Palenzonagewählt         | 131.281     | 47,2        | 100.175     | 36,0        | 17.209                               | 6,2     | 3    |         |
| Patto dei Democratici        | Fabrizio Palenzonagewählt         | 131.281     | 47,2        | 100.175     | 36,0        | 13.938                               | 5,0     | 2    |         |
| Federazione dei Verdi        | Fabrizio Palenzonagewählt         | 131.281     | 47,2        | 100.175     | 36,0        | 5.680                                | 2,0     | 1    |         |
| ↳ Gesamt                     | Fabrizio Palenzonagewählt         | 131.281     | 47,2        | 100.175     | 36,0        | 100.175                              | 36,0    | 18   |         |
|                              | Massimo Bianchi                   | 106.655     | 38,3        | 85.469      | 30,7        | Forza Italia                         | 62.411  | 22,4 | 4       |
| Alleanza Nazionale (A)       | Massimo Bianchi                   | 106.655     | 38,3        | 85.469      | 30,7        | 29.694                               | 10,7    | 2    |         |
| Partito Popolare Italiano    | Massimo Bianchi                   | 106.655     | 38,3        | 85.469      | 30,7        | 16.840                               | 6,0     | 1    |         |
| Centro Cristiano Democratico | Massimo Bianchi                   | 106.655     | 38,3        | 85.469      | 30,7        | 6.218                                | 2,2     | –    |         |
| Verdi Verdi (B)              | Massimo Bianchi                   | 106.655     | 38,3        | 85.469      | 30,7        | 3.273                                | 1,2     | –    |         |
| Mandate der Listengruppe     | Massimo Bianchi                   | 106.655     | 38,3        | 85.469      | 30,7        | –                                    | –       | 1    |         |
| ↳ Gesamt                     | Massimo Bianchi                   | 106.655     | 38,3        | 85.469      | 30,7        | 118.436                              | 42,5    | 8    |         |
|                              | Gian Domenico Buffa               |             |             | 29.694      | 10,7        | (A)                                  | –       | –    | –       |
|                              | Gainfranco Cuttica di Revigliasco |             |             | 28.744      | 10,3        | Lega Nord                            | 28.744  | 10,3 | 2       |
|                              | Adriano Icardi                    |             |             | 27.081      | 9,7         | Partito della Rifondazione Comunista | 27.081  | 9,7  | 2       |
|                              | Simonetta Salomone                |             |             | 3.963       | 1,4         | Lista Pannella – Riformatori         | 3.963   | 1,4  | –       |
|                              | Natale Moncada                    |             |             | 3.273       | 1,2         | (B)                                  | –       | –    | –       |
| Gesamt                       | Gesamt                            | 237.936     | 100         | 278.399     | 100         |                                      | 278.399 | 100  | 30      |

### Provinz Asti
| Kandidaten                    | Kandidaten            | 2. Wahlgang | 2. Wahlgang | 1. Wahlgang | 1. Wahlgang | Listen                               | Stimmen | %    | Mandate |
| Kandidaten                    | Kandidaten            | Stimmen     | %           | Stimmen     | %           | Listen                               | Stimmen | %    | Mandate |
| ----------------------------- | --------------------- | ----------- | ----------- | ----------- | ----------- | ------------------------------------ | ------- | ---- | ------- |
|                               | Giuseppe Goriagewählt | 56.562      | 44,6        | 21.128      | 16,7        | Lokale Liste (Mitte-links)           | 21.128  | 16,7 | 14      |
|                               | Fulvio Brusa          | 50.820      | 40,1        | 43.042      | 33,9        | Forza Italia                         | 30.489  | 24,0 | 3       |
| Partito Popolare Italiano (A) | Fulvio Brusa          | 50.820      | 40,1        | 43.042      | 33,9        | 19.018                               | 15,0    | 2    |         |
| Alleanza Nazionale            | Fulvio Brusa          | 50.820      | 40,1        | 43.042      | 33,9        | 12.553                               | 9,9     | 1    |         |
| Verdi Verdi (B)               | Fulvio Brusa          | 50.820      | 40,1        | 43.042      | 33,9        | 4.248                                | 3,3     | –    |         |
| Mandate der Listengruppe      | Fulvio Brusa          | 50.820      | 40,1        | 43.042      | 33,9        | –                                    | –       | 1    |         |
| ↳ Gesamt                      | Fulvio Brusa          | 50.820      | 40,1        | 43.042      | 33,9        | 66.308                               | 52,3    | 7    |         |
|                               | Ugo Bosia             |             |             | 19.018      | 15,0        | (A)                                  | –       | –    | –       |
|                               | Pierluigi Barbano     |             |             | 18.640      | 14,7        | Lega Nord                            | 18.640  | 14,7 | 2       |
|                               | Giovanni Pensabene    |             |             | 18.046      | 14,2        | Partito della Rifondazione Comunista | 18.046  | 14,2 | 1       |
|                               | Marcello Nerattini    |             |             | 4.248       | 3,3         | (B)                                  | –       | –    | –       |
|                               | Angelo Benotto        |             |             | 2.713       | 2,1         | Piemonte Nazione d’Europa            | 2.713   | 2,1  | –       |
| Gesamt                        | Gesamt                | 107.382     | 100         | 126.835     | 100         |                                      | 126.835 | 100  | 24      |

### Provinz Biella
| Kandidaten                       | Kandidaten                     | 2. Wahlgang | 2. Wahlgang | 1. Wahlgang | 1. Wahlgang | Listen                                 | Stimmen | %    | Mandate |
| Kandidaten                       | Kandidaten                     | Stimmen     | %           | Stimmen     | %           | Listen                                 | Stimmen | %    | Mandate |
| -------------------------------- | ------------------------------ | ----------- | ----------- | ----------- | ----------- | -------------------------------------- | ------- | ---- | ------- |
|                                  | Silvia Marsoni Ubaldinigewählt | 64.160      | 55,8        | 41.386      | 36,0        | Lokale Liste (Mitte-links)             | 23.897  | 20,8 | 9       |
| Popolari Democratici             | Silvia Marsoni Ubaldinigewählt | 64.160      | 55,8        | 41.386      | 36,0        | 12.725                                 | 11,1    | 4    |         |
| Federazione dei Verdi            | Silvia Marsoni Ubaldinigewählt | 64.160      | 55,8        | 41.386      | 36,0        | 4.764                                  | 4,1     | 1    |         |
| ↳ Gesamt                         | Silvia Marsoni Ubaldinigewählt | 64.160      | 55,8        | 41.386      | 36,0        | 41.386                                 | 36,0    | 14   |         |
|                                  | Giovanni Gremmo                | 51.014      | 44,3        | 40.926      | 35,6        | Forza Italia – CCD – UdC – Federalisti | 21.572  | 18,8 | 3       |
| Alleanza Nazionale               | Giovanni Gremmo                | 51.014      | 44,3        | 40.926      | 35,6        | 19.354                                 | 16,8    | 3    |         |
| Lista Pannella – Riformatori (A) | Giovanni Gremmo                | 51.014      | 44,3        | 40.926      | 35,6        | 3.646                                  | 3,2     | –    |         |
| Mandate der Listengruppe         | Giovanni Gremmo                | 51.014      | 44,3        | 40.926      | 35,6        | –                                      | –       | 1    |         |
| ↳ Gesamt                         | Giovanni Gremmo                | 51.014      | 44,3        | 40.926      | 35,6        | 44.572                                 | 38,7    | 7    |         |
|                                  | Giancarlo Ferrari              |             |             | 17.561      | 15,3        | Lega Nord                              | 17.561  | 15,3 | 2       |
|                                  | Silvio Belletti                |             |             | 11.515      | 10,0        | Partito della Rifondazione Comunista   | 11.515  | 10,0 | 1       |
|                                  | Anna Florio                    |             |             | 3.646       | 3,2         | (A)                                    | –       | –    | –       |
| Gesamt                           | Gesamt                         | 115.174     | 100         | 115.034     | 100         |                                        | 115.034 | 100  | 24      |

### Provinz Cuneo
| Kandidaten                   | Kandidaten              | 2. Wahlgang | 2. Wahlgang | 1. Wahlgang                          | 1. Wahlgang | Listen | Stimmen | %   | Mandate |
| Kandidaten                   | Kandidaten              | Stimmen     | %           | Stimmen                              | %           | Listen | Stimmen | %   | Mandate |
| ---------------------------- | ----------------------- | ----------- | ----------- | ------------------------------------ | ----------- | ------ | ------- | --- | ------- |
|                              | Giovanni Quagliagewählt | 143.610     | 43,5        | Partito Popolare Italiano            | 76.965      | 23,3   | 10      |     |         |
| Lega Nord                    | Giovanni Quagliagewählt | 143.610     | 43,5        | 58.588                               | 17,7        | 7      |         |     |         |
| Lokale Liste                 | Giovanni Quagliagewählt | 143.610     | 43,5        | 8.057                                | 2,4         | 1      |         |     |         |
| ↳ Gesamt                     | Giovanni Quagliagewählt | 143.610     | 43,5        | 143.610                              | 43,5        | 18     |         |     |         |
|                              | Alberto Manna           | 110.048     | 33,3        | Forza Italia – UdC – Federalisti     | 72.149      | 21,8   | 5       |     |         |
| Alleanza Nazionale           | Alberto Manna           | 110.048     | 33,3        | 21.403                               | 6,5         | 1      |         |     |         |
| Centro Cristiano Democratico | Alberto Manna           | 110.048     | 33,3        | 16.496                               | 5,0         | 1      |         |     |         |
| Mandate der Listengruppe     | Alberto Manna           | 110.048     | 33,3        | –                                    | –           | 1      |         |     |         |
| ↳ Gesamt                     | Alberto Manna           | 110.048     | 33,3        | 110.048                              | 33,3        | 8      |         |     |         |
|                              | Giorgio Ferraris        | 32.049      | 9,7         | Centro-sinistra                      | 32.049      | 9,7    | 2       |     |         |
|                              | Sergio Dalmasso         | 27.252      | 8,3         | Partito della Rifondazione Comunista | 27.252      | 8,3    | 2       |     |         |
|                              | Emma Balzaretti         | 10.769      | 3,3         | Verdi Verdi                          | 10.769      | 3,3    | –       |     |         |
|                              | Alfio Marchesini        | 6.572       | 2,0         | Piemonte Nazione d’Europa            | 6.572       | 2,0    | –       |     |         |
| Gesamt                       | Gesamt                  | 278.963     | 100         | 330.300                              | 100         |        | 330.300 | 100 | 30      |

### Provinz Novara
| Kandidaten                       | Kandidaten            | 2. Wahlgang | 2. Wahlgang | 1. Wahlgang | 1. Wahlgang | Listen                                   | Stimmen | %    | Mandate |
| Kandidaten                       | Kandidaten            | Stimmen     | %           | Stimmen     | %           | Listen                                   | Stimmen | %    | Mandate |
| -------------------------------- | --------------------- | ----------- | ----------- | ----------- | ----------- | ---------------------------------------- | ------- | ---- | ------- |
|                                  | Paolo Cattaneogewählt | 97.353      | 45,6        | 72.993      | 34,2        | Partito Democratico della Sinistra       | 35.894  | 16,8 | 9       |
| Popolari                         | Paolo Cattaneogewählt | 97.353      | 45,6        | 72.993      | 34,2        | 18.656                                   | 8,7     | 5    |         |
| Patto dei Democratici            | Paolo Cattaneogewählt | 97.353      | 45,6        | 72.993      | 34,2        | 11.501                                   | 5,4     | 3    |         |
| Federazione dei Verdi            | Paolo Cattaneogewählt | 97.353      | 45,6        | 72.993      | 34,2        | 6.942                                    | 3,3     | 1    |         |
| ↳ Gesamt                         | Paolo Cattaneogewählt | 97.353      | 45,6        | 72.993      | 34,2        | 72.993                                   | 34,2    | 18   |         |
|                                  | Domenico Rossi        | 85.168      | 39,9        | 63.446      | 29,7        | Forza Italia – Partito Popolare Italiano | 63.446  | 29,7 | 6       |
| Alleanza Nazionale (A)           | Domenico Rossi        | 85.168      | 39,9        | 63.446      | 29,7        | 25.705                                   | 12,1    | 1    |         |
| Centro Cristiano Democratico (B) | Domenico Rossi        | 85.168      | 39,9        | 63.446      | 29,7        | 2.862                                    | 1,3     | –    |         |
| Mandate der Listengruppe         | Domenico Rossi        | 85.168      | 39,9        | 63.446      | 29,7        | –                                        | –       | 1    |         |
| ↳ Gesamt                         | Domenico Rossi        | 85.168      | 39,9        | 63.446      | 29,7        | 92.013                                   | 43,1    | 8    |         |
|                                  | Fabrizio Poggi        |             |             | 28.567      | 13,4        | (A) – (B)                                | –       | –    | 1       |
|                                  | Maurizio Grifoni      |             |             | 24.638      | 11,6        | Lega Nord                                | 24.638  | 11,6 | 2       |
|                                  | Bruno Pozzato         |             |             | 19.576      | 9,2         | Partito della Rifondazione Comunista     | 19.576  | 9,2  | 1       |
|                                  | Gianpiero Bonfantini  |             |             | 4.060       | 1,9         | Lista Pannella – Riformatori             | 4.060   | 1,9  | –       |
| Gesamt                           | Gesamt                | 182.521     | 100         | 213.280     | 100         |                                          | 213.280 | 100  | 30      |

### Provinz Turin
| Kandidaten                       | Kandidaten             | 2. Wahlgang | 2. Wahlgang | 1. Wahlgang | 1. Wahlgang | Listen                               | Stimmen   | %    | Mandate |
| Kandidaten                       | Kandidaten             | Stimmen     | %           | Stimmen     | %           | Listen                               | Stimmen   | %    | Mandate |
| -------------------------------- | ---------------------- | ----------- | ----------- | ----------- | ----------- | ------------------------------------ | --------- | ---- | ------- |
|                                  | Mercedes Bressogewählt | 674.678     | 50,5        | 490.233     | 36,7        | Partito Democratico della Sinistra   | 320.419   | 24,0 | 18      |
| Popolari                         | Mercedes Bressogewählt | 674.678     | 50,5        | 490.233     | 36,7        | 72.827                               | 5,5       | 4    |         |
| Patto dei Democratici            | Mercedes Bressogewählt | 674.678     | 50,5        | 490.233     | 36,7        | 45.677                               | 3,4       | 2    |         |
| Federazione dei Verdi            | Mercedes Bressogewählt | 674.678     | 50,5        | 490.233     | 36,7        | 43.415                               | 3,2       | 2    |         |
| Partito Pensionati (A)           | Mercedes Bressogewählt | 674.678     | 50,5        | 490.233     | 36,7        | 32.193                               | 2,4       | 1    |         |
| Federazione Laburista            | Mercedes Bressogewählt | 674.678     | 50,5        | 490.233     | 36,7        | 7.895                                | 0,6       | –    |         |
| ↳ Gesamt                         | Mercedes Bressogewählt | 674.678     | 50,5        | 490.233     | 36,7        | 522.426                              | 39,1      | 27   |         |
|                                  | Giuseppe Lodi          | 443.112     | 33,2        | 491.735     | 36,8        | Forza Italia                         | 290.577   | 21,7 | 7       |
| Alleanza Nazionale               | Giuseppe Lodi          | 443.112     | 33,2        | 491.735     | 36,8        | 149.565                              | 11,2      | 4    |         |
| Centro Cristiano Democratico     | Giuseppe Lodi          | 443.112     | 33,2        | 491.735     | 36,8        | 41.377                               | 3,1       | 1    |         |
| Lista Pannella – Riformatori (B) | Giuseppe Lodi          | 443.112     | 33,2        | 491.735     | 36,8        | 26.857                               | 2,0       | –    |         |
| Verdi Verdi (C)                  | Giuseppe Lodi          | 443.112     | 33,2        | 491.735     | 36,8        | 22.949                               | 1,7       | –    |         |
| Unione di Centro                 | Giuseppe Lodi          | 443.112     | 33,2        | 491.735     | 36,8        | 10.216                               | 0,8       | –    |         |
| Mandate der Listengruppe         | Giuseppe Lodi          | 443.112     | 33,2        | 491.735     | 36,8        | –                                    | –         | 1    |         |
| ↳ Gesamt                         | Giuseppe Lodi          | 443.112     | 33,2        | 491.735     | 36,8        | 541.541                              | 40,5      | 13   |         |
|                                  | Elio Marchiaro         |             |             | 144.380     | 10,8        | Partito della Rifondazione Comunista | 144.380   | 10,8 | 3       |
|                                  | Arturo Calligaro       |             |             | 114.111     | 8,5         | Lega Nord                            | 114.111   | 8,5  | 2       |
|                                  | Giovanni Vendramini    |             |             | 32.193      | 2,4         | (A)                                  | –         | –    | –       |
|                                  | Vincenzo Cucco         |             |             | 26.857      | 2,0         | (B)                                  | –         | –    | –       |
|                                  | Maurizio Lupi          |             |             | 22.949      | 1,7         | (C)                                  | –         | –    | –       |
|                                  | Michele Di Tonno       |             |             | 13.559      | 1,0         | Piemonte Nazione d’Europa            | 13.559    | 1,0  | –       |
| Gesamt                           | Gesamt                 | 1.117.790   | 100         | 1.336.017   | 100         |                                      | 1.336.017 | 100  | 45      |

### Provinz Verbano-Cusio-Ossola
| Kandidaten                | Kandidaten              | 2. Wahlgang | 2. Wahlgang | 1. Wahlgang | 1. Wahlgang | Listen                               | Stimmen | %    | Mandate |
| Kandidaten                | Kandidaten              | Stimmen     | %           | Stimmen     | %           | Listen                               | Stimmen | %    | Mandate |
| ------------------------- | ----------------------- | ----------- | ----------- | ----------- | ----------- | ------------------------------------ | ------- | ---- | ------- |
|                           | Giuseppe Ravasiogewählt | 42.604      | 42,8        | 31.276      | 31,4        | Partito Democratico della Sinistra   | 19.957  | 20,0 | 8       |
| Popolari                  | Giuseppe Ravasiogewählt | 42.604      | 42,8        | 31.276      | 31,4        | 6.788                                | 6,8     | 3    |         |
| Patto dei Democratici     | Giuseppe Ravasiogewählt | 42.604      | 42,8        | 31.276      | 31,4        | 4.531                                | 4,6     | 2    |         |
| Federazione dei Verdi (A) | Giuseppe Ravasiogewählt | 42.604      | 42,8        | 31.276      | 31,4        | 3.135                                | 3,1     | –    |         |
| ↳ Gesamt                  | Giuseppe Ravasiogewählt | 42.604      | 42,8        | 31.276      | 31,4        | 34.411                               | 34,6    | 13   |         |
|                           | Gianmauro Mottini       | 41.069      | 41,3        | 39.183      | 39,4        | Forza Italia                         | 26.778  | 26,9 | 4       |
| Alleanza Nazionale        | Gianmauro Mottini       | 41.069      | 41,3        | 39.183      | 39,4        | 12.405                               | 12,5    | 2    |         |
| Mandate der Listengruppe  | Gianmauro Mottini       | 41.069      | 41,3        | 39.183      | 39,4        | –                                    | –       | 1    |         |
| ↳ Gesamt                  | Gianmauro Mottini       | 41.069      | 41,3        | 39.183      | 39,4        | 39.183                               | 39,4    | 7    |         |
|                           | Alcide Pirazzi Maffiola |             |             | 12.655      | 12,7        | Lega Nord                            | 12.655  | 12,7 | 2       |
|                           | Renzo Fovana            |             |             | 7.745       | 7,8         | Partito della Rifondazione Comunista | 7.745   | 7,8  | 1       |
|                           | Alessandro Ambroso      |             |             | 3.160       | 3,2         | Federalisti                          | 3.160   | 3,2  | 1       |
|                           | Davide Melodia          |             |             | 3.135       | 3,1         | (A)                                  | –       | –    | –       |
|                           | Fabrizio Bonali         |             |             | 1.639       | 1,6         | Lista Pannella – Riformatori         | 1.639   | 1,6  | –       |
|                           | Nicolino Rago           |             |             | 750         | 0,8         | Lokale Liste                         | 750     | 0,8  | –       |
| Gesamt                    | Gesamt                  | 83.673      | 100         | 99.543      | 100         |                                      | 99.543  | 100  | 24      |

### Provinz Vercelli
| Kandidaten                       | Kandidaten             | 2. Wahlgang | 2. Wahlgang | 1. Wahlgang                          | 1. Wahlgang | Listen | Stimmen | %   | Mandate |
| Kandidaten                       | Kandidaten             | Stimmen     | %           | Stimmen                              | %           | Listen | Stimmen | %   | Mandate |
| -------------------------------- | ---------------------- | ----------- | ----------- | ------------------------------------ | ----------- | ------ | ------- | --- | ------- |
|                                  | Gilberto Valerigewählt | 38.880      | 33,8        | Partito Democratico della Sinistra   | 24.617      | 21,4   | 10      |     |         |
| Popolari – Patto dei Democratici | Gilberto Valerigewählt | 38.880      | 33,8        | 9.716                                | 8,4         | 3      |         |     |         |
| Federazione dei Verdi            | Gilberto Valerigewählt | 38.880      | 33,8        | 4.547                                | 3,9         | 1      |         |     |         |
| ↳ Gesamt                         | Gilberto Valerigewählt | 38.880      | 33,8        | 38.880                               | 33,8        | 14     |         |     |         |
|                                  | Luca Pedrale           | 53.451      | 46,4        | Forza Italia                         | 33.751      | 29,3   | 5       |     |         |
| Alleanza Nazionale               | Luca Pedrale           | 53.451      | 46,4        | 14.678                               | 12,7        | 2      |         |     |         |
| Centro Cristiano Democratico     | Luca Pedrale           | 53.451      | 46,4        | 3.780                                | 3,3         | –      |         |     |         |
| Lokale Liste                     | Luca Pedrale           | 53.451      | 46,4        | 1.242                                | 1,1         | –      |         |     |         |
| Mandate der Listengruppe         | Luca Pedrale           | 53.451      | 46,4        | –                                    | –           | 1      |         |     |         |
| ↳ Gesamt                         | Luca Pedrale           | 53.451      | 46,4        | 53.451                               | 46,4        | 8      |         |     |         |
|                                  | Antonella Carizzano    | 12.777      | 11,1        | Lega Nord                            | 12.777      | 11,1   | 1       |     |         |
|                                  | Luigino Barberis       | 10.031      | 8,7         | Partito della Rifondazione Comunista | 10.031      | 8,7    | 1       |     |         |
| Gesamt                           | Gesamt                 | 105.639     | 100         | 115.139                              | 100         |        | 115.139 | 100 | 24      |

### Provinz Bergamo
| Kandidaten                   | Kandidaten                    | 2. Wahlgang | 2. Wahlgang | 1. Wahlgang                                                | 1. Wahlgang | Listen | Stimmen | %   | Mandate |
| Kandidaten                   | Kandidaten                    | Stimmen     | %           | Stimmen                                                    | %           | Listen | Stimmen | %   | Mandate |
| ---------------------------- | ----------------------------- | ----------- | ----------- | ---------------------------------------------------------- | ----------- | ------ | ------- | --- | ------- |
|                              | Giovanni Cappelluzzogewählt   | 190.704     | 31,8        | Lega Nord                                                  | 190.704     | 31,8   | 22      |     |         |
|                              | Giuliano Capetti              | 157.283     | 26,2        | Forza Italia                                               | 138.367     | 23,1   | 5       |     |         |
| Centro Cristiano Democratico | Giuliano Capetti              | 157.283     | 26,2        | 18.916                                                     | 3,2         | –      |         |     |         |
| Mandate der Listengruppe     | Giuliano Capetti              | 157.283     | 26,2        | –                                                          | –           | 1      |         |     |         |
| ↳ Gesamt                     | Giuliano Capetti              | 157.283     | 26,2        | 157.283                                                    | 26,2        | 6      |         |     |         |
|                              | Zaverio Pagani                | 149.472     | 24,9        | Partito Democratico della Sinistra – Federazione dei Verdi | 64.699      | 10,8   | 2       |     |         |
| Popolari                     | Zaverio Pagani                | 149.472     | 24,9        | 64.422                                                     | 10,7        | 2      |         |     |         |
| Patto dei Democratici        | Zaverio Pagani                | 149.472     | 24,9        | 20.351                                                     | 3,4         | –      |         |     |         |
| Mandate der Listengruppe     | Zaverio Pagani                | 149.472     | 24,9        | –                                                          | –           | 1      |         |     |         |
| ↳ Gesamt                     | Zaverio Pagani                | 149.472     | 24,9        | 149.472                                                    | 24,9        | 5      |         |     |         |
|                              | Bonaventura Grumelli Pedrocca | 52.791      | 8,8         | Alleanza Nazionale                                         | 52.791      | 8,8    | 2       |     |         |
|                              | Vittorio Armanni              | 42.321      | 7,1         | Partito della Rifondazione Comunista                       | 42.321      | 7,1    | 1       |     |         |
|                              | Antonio Pasinetti             | 3.889       | 0,6         | Lokale Liste                                               | 3.889       | 0,6    | –       |     |         |
|                              | Gisberto Magri                | 3.544       | 0,6         | Fronte Autonomista                                         | 3.544       | 0,6    | –       |     |         |
| Gesamt                       | Gesamt                        | 524.016     | 100         | 600.004                                                    | 100         |        | 600.004 | 100 | 36      |

### Provinz Brescia
| Kandidaten                   | Kandidaten             | 2. Wahlgang | 2. Wahlgang | 1. Wahlgang                            | 1. Wahlgang | Listen | Stimmen | %   | Mandate |
| Kandidaten                   | Kandidaten             | Stimmen     | %           | Stimmen                                | %           | Listen | Stimmen | %   | Mandate |
| ---------------------------- | ---------------------- | ----------- | ----------- | -------------------------------------- | ----------- | ------ | ------- | --- | ------- |
|                              | Battista Lepidigewählt | 197.791     | 28,9        | Partito Democratico della Sinistra     | 95.301      | 13,9   | 11      |     |         |
| Popolari                     | Battista Lepidigewählt | 197.791     | 28,9        | 78.531                                 | 11,5        | 9      |         |     |         |
| Patto dei Democratici        | Battista Lepidigewählt | 197.791     | 28,9        | 23.959                                 | 3,5         | 2      |         |     |         |
| ↳ Gesamt                     | Battista Lepidigewählt | 197.791     | 28,9        | 197.791                                | 28,9        | 22     |         |     |         |
|                              | Adriano Paroli         | 234.344     | 34,3        | Forza Italia                           | 147.950     | 21,6   | 5       |     |         |
| Alleanza Nazionale           | Adriano Paroli         | 234.344     | 34,3        | 60.824                                 | 8,9         | 2      |         |     |         |
| Centro Cristiano Democratico | Adriano Paroli         | 234.344     | 34,3        | 25.570                                 | 3,7         | –      |         |     |         |
| Mandate der Listengruppe     | Adriano Paroli         | 234.344     | 34,3        | –                                      | –           | 1      |         |     |         |
| ↳ Gesamt                     | Adriano Paroli         | 234.344     | 34,3        | 234.344                                | 34,3        | 8      |         |     |         |
|                              | Luigi Roscia           | 154.076     | 22,5        | Lega Nord                              | 154.076     | 22,5   | 5       |     |         |
|                              | Roberto Lorenzi        | 41.620      | 6,1         | Partito della Rifondazione Comunista   | 41.620      | 6,1    | 1       |     |         |
|                              | Arrigo Varano          | 17.912      | 2,6         | Partito Pensionati                     | 17.912      | 2,6    | –       |     |         |
|                              | Piera Maculotti        | 15.152      | 2,2         | Federazione dei Verdi                  | 15.152      | 2,2    | –       |     |         |
|                              | Guglielmo Castagnetti  | 10.739      | 1,6         | Lista Pannella – Riformatori           | 10.739      | 1,6    | –       |     |         |
|                              | Guido Alberini         | 7.555       | 1,1         | Federazione Laburista                  | 7.555       | 1,1    | –       |     |         |
|                              | Elidio De Paoli        | 4.676       | 0,7         | Lega Alpina Lumbarda – Lega Pensionati | 4.676       | 0,7    | –       |     |         |
| Gesamt                       | Gesamt                 | 578.687     | 100         | 683.865                                | 100         |        | 683.865 | 100 | 36      |

### Provinz Como
| Kandidaten                   | Kandidaten            | 2. Wahlgang | 2. Wahlgang | 1. Wahlgang | 1. Wahlgang | Listen                               | Stimmen | %    | Mandate |
| Kandidaten                   | Kandidaten            | Stimmen     | %           | Stimmen     | %           | Listen                               | Stimmen | %    | Mandate |
| ---------------------------- | --------------------- | ----------- | ----------- | ----------- | ----------- | ------------------------------------ | ------- | ---- | ------- |
|                              | Giuseppe Liviogewählt | 148.632     | 45,4        | 86.276      | 26,3        | Lega Nord                            | 65.829  | 20,1 | 10      |
| Popolari (A)                 | Giuseppe Liviogewählt | 148.632     | 45,4        | 86.276      | 26,3        | 39.192                               | 12,0    | 5    |         |
| Progetto Democratico         | Giuseppe Liviogewählt | 148.632     | 45,4        | 86.276      | 26,3        | 20.447                               | 6,2     | 3    |         |
| ↳ Gesamt                     | Giuseppe Liviogewählt | 148.632     | 45,4        | 86.276      | 26,3        | 125.468                              | 38,3    | 18   |         |
|                              | Mario Taborelli       | 126.870     | 38,7        | 111.900     | 34,2        | Forza Italia                         | 97.185  | 29,7 | 6       |
| Alleanza Nazionale (B)       | Mario Taborelli       | 126.870     | 38,7        | 111.900     | 34,2        | 36.321                               | 11,1    | 2    |         |
| Centro Cristiano Democratico | Mario Taborelli       | 126.870     | 38,7        | 111.900     | 34,2        | 14.715                               | 4,5     | –    |         |
| Mandate der Listengruppe     | Mario Taborelli       | 126.870     | 38,7        | 111.900     | 34,2        | –                                    | –       | 1    |         |
| ↳ Gesamt                     | Mario Taborelli       | 126.870     | 38,7        | 111.900     | 34,2        | 148.221                              | 45,2    | 9    |         |
|                              | Giovanni Pontiggia    |             |             | 39.192      | 12,0        | (A)                                  | –       | –    | –       |
|                              | Massimo Patrignani    |             |             | 36.455      | 11,1        | Partito della Rifondazione Comunista | 36.455  | 11,1 | 2       |
|                              | Gianantonio Paganini  |             |             | 36.321      | 11,1        | (B)                                  | –       | –    | –       |
|                              | Giuseppe Crusco       |             |             | 17.460      | 5,3         | Federazione dei Verdi                | 17.460  | 5,3  | 1       |
| Gesamt                       | Gesamt                | 275.502     | 100         | 327.604     | 100         |                                      | 327.604 | 100  | 30      |

### Provinz Cremona
| Kandidaten               | Kandidaten              | 2. Wahlgang | 2. Wahlgang | 1. Wahlgang                          | 1. Wahlgang | Listen | Stimmen | %   | Mandate |
| Kandidaten               | Kandidaten              | Stimmen     | %           | Stimmen                              | %           | Listen | Stimmen | %   | Mandate |
| ------------------------ | ----------------------- | ----------- | ----------- | ------------------------------------ | ----------- | ------ | ------- | --- | ------- |
|                          | Giancarlo Coradagewählt | 79.787      | 36,5        | Partito Democratico della Sinistra   | 44.137      | 20,2   | 11      |     |         |
| Popolari                 | Giancarlo Coradagewählt | 79.787      | 36,5        | 23.557                               | 10,8        | 5      |         |     |         |
| Lokale Liste             | Giancarlo Coradagewählt | 79.787      | 36,5        | 6.307                                | 2,9         | 1      |         |     |         |
| Federazione dei Verdi    | Giancarlo Coradagewählt | 79.787      | 36,5        | 5.786                                | 2,6         | 1      |         |     |         |
| ↳ Gesamt                 | Giancarlo Coradagewählt | 79.787      | 36,5        | 79.787                               | 36,5        | 18     |         |     |         |
|                          | Gian Paolo Bonetti      | 80.850      | 37,0        | Forza Italia                         | 59.285      | 27,1   | 5       |     |         |
| Alleanza Nazionale       | Gian Paolo Bonetti      | 80.850      | 37,0        | 15.672                               | 7,2         | 1      |         |     |         |
| Partito Pensionati       | Gian Paolo Bonetti      | 80.850      | 37,0        | 5.893                                | 2,7         | –      |         |     |         |
| Mandate der Listengruppe | Gian Paolo Bonetti      | 80.850      | 37,0        | –                                    | –           | 1      |         |     |         |
| ↳ Gesamt                 | Gian Paolo Bonetti      | 80.850      | 37,0        | 80.850                               | 37,0        | 7      |         |     |         |
|                          | Mario Pedrini           | 32.609      | 14,9        | Lega Nord                            | 32.609      | 14,9   | 3       |     |         |
|                          | Daniela Polenghi        | 20.455      | 9,4         | Partito della Rifondazione Comunista | 20.455      | 9,4    | 2       |     |         |
|                          | Giancarlo Ferrari       | 5.017       | 2,3         | Lista Pannella – Riformatori         | 5.017       | 2,3    | –       |     |         |
| Gesamt                   | Gesamt                  | 205.856     | 100         | 218.718                              | 100         |        | 218.718 | 100 | 30      |

### Provinz Lecco
| Kandidaten                         | Kandidaten             | 2. Wahlgang | 2. Wahlgang | 1. Wahlgang | 1. Wahlgang | Listen                               | Stimmen | %    | Mandate |
| Kandidaten                         | Kandidaten             | Stimmen     | %           | Stimmen     | %           | Listen                               | Stimmen | %    | Mandate |
| ---------------------------------- | ---------------------- | ----------- | ----------- | ----------- | ----------- | ------------------------------------ | ------- | ---- | ------- |
|                                    | Mario Anghilerigewählt | 102.516     | 54,1        | 61.977      | 32,7        | Popolari                             | 29.465  | 15,6 | 7       |
| Partito Democratico della Sinistra | Mario Anghilerigewählt | 102.516     | 54,1        | 61.977      | 32,7        | 25.041                               | 13,2    | 6    |         |
| Lokale Liste                       | Mario Anghilerigewählt | 102.516     | 54,1        | 61.977      | 32,7        | 7.471                                | 3,9     | 1    |         |
| ↳ Gesamt                           | Mario Anghilerigewählt | 102.516     | 54,1        | 61.977      | 32,7        | 61.977                               | 32,7    | 14   |         |
|                                    | Vittorio Tonini        | 63.276      | 33,4        | 58.403      | 30,8        | Forza Italia                         | 45.716  | 24,1 | 3       |
| Alleanza Nazionale                 | Vittorio Tonini        | 63.276      | 33,4        | 58.403      | 30,8        | 12.687                               | 6,7     | 1    |         |
| Lista Pannella – Riformatori (A)   | Vittorio Tonini        | 63.276      | 33,4        | 58.403      | 30,8        | 4.447                                | 2,3     | –    |         |
| Mandate der Listengruppe           | Vittorio Tonini        | 63.276      | 33,4        | 58.403      | 30,8        | –                                    | –       | 1    |         |
| ↳ Gesamt                           | Vittorio Tonini        | 63.276      | 33,4        | 58.403      | 30,8        | 62.850                               | 33,2    | 5    |         |
|                                    | Giulio De Capitani     |             |             | 45.151      | 23,8        | Lega Nord                            | 41.365  | 21,8 | 3       |
| Liberali                           | Giulio De Capitani     | 3.786       | 2,0         | 45.151      | 23,8        | –                                    |         |      |         |
| Mandate der Listengruppe           | Giulio De Capitani     | –           | –           | 45.151      | 23,8        | 1                                    |         |      |         |
| ↳ Gesamt                           | Giulio De Capitani     | 45.151      | 23,8        | 45.151      | 23,8        | 4                                    |         |      |         |
|                                    | Franco Forlani         |             |             | 11.865      | 6,3         | Partito della Rifondazione Comunista | 11.865  | 6,3  | 1       |
|                                    | Pierfranco Mastalli    |             |             | 7.605       | 4,0         | Federazione dei Verdi                | 7.605   | 4,0  | –       |
|                                    | Vanda Panzeri          |             |             | 4.447       | 2,3         | (A)                                  | –       | –    | –       |
| Gesamt                             | Gesamt                 | 165.792     | 100         | 189.448     | 100         |                                      | 189.448 | 100  | 24      |

### Provinz Lodi
| Kandidaten                       | Kandidaten             | 2. Wahlgang | 2. Wahlgang | 1. Wahlgang | 1. Wahlgang | Listen                               | Stimmen | %    | Mandate |
| Kandidaten                       | Kandidaten             | Stimmen     | %           | Stimmen     | %           | Listen                               | Stimmen | %    | Mandate |
| -------------------------------- | ---------------------- | ----------- | ----------- | ----------- | ----------- | ------------------------------------ | ------- | ---- | ------- |
|                                  | Lorenzo Guerinigewählt | 65.904      | 53,9        | 46.346      | 37,9        | Partito Democratico della Sinistra   | 25.184  | 20,6 | 8       |
| Popolari                         | Lorenzo Guerinigewählt | 65.904      | 53,9        | 46.346      | 37,9        | 13.565                               | 11,1    | 4    |         |
| Patto dei Democratici            | Lorenzo Guerinigewählt | 65.904      | 53,9        | 46.346      | 37,9        | 4.190                                | 3,4     | 1    |         |
| Federazione dei Verdi            | Lorenzo Guerinigewählt | 65.904      | 53,9        | 46.346      | 37,9        | 3.407                                | 2,8     | 1    |         |
| ↳ Gesamt                         | Lorenzo Guerinigewählt | 65.904      | 53,9        | 46.346      | 37,9        | 46.346                               | 37,9    | 14   |         |
|                                  | Elio Caccialanza       | 46.719      | 38,2        | 46.565      | 38,1        | Forza Italia                         | 35.728  | 29,2 | 5       |
| Alleanza Nazionale               | Elio Caccialanza       | 46.719      | 38,2        | 46.565      | 38,1        | 10.837                               | 8,9     | 1    |         |
| Lista Pannella – Riformatori (A) | Elio Caccialanza       | 46.719      | 38,2        | 46.565      | 38,1        | 2.568                                | 2,1     | –    |         |
| Mandate der Listengruppe         | Elio Caccialanza       | 46.719      | 38,2        | 46.565      | 38,1        | –                                    | –       | 1    |         |
| ↳ Gesamt                         | Elio Caccialanza       | 46.719      | 38,2        | 46.565      | 38,1        | 49.133                               | 40,2    | 7    |         |
|                                  | Carlo Alerta           |             |             | 15.144      | 12,4        | Lega Nord                            | 15.144  | 12,4 | 2       |
|                                  | Aurelio Cornelli       |             |             | 11.644      | 9,5         | Partito della Rifondazione Comunista | 11.644  | 9,5  | 1       |
|                                  | Guido Biancardi        |             |             | 2.568       | 2,1         | (A)                                  | –       | –    | –       |
| Gesamt                           | Gesamt                 | 112.623     | 100         | 122.267     | 100         |                                      | 122.267 | 100  | 24      |

### Provinz Mailand
| Kandidaten                       | Kandidaten                        | 2. Wahlgang | 2. Wahlgang | 1. Wahlgang | 1. Wahlgang | Listen                                   | Stimmen   | %    | Mandate |
| Kandidaten                       | Kandidaten                        | Stimmen     | %           | Stimmen     | %           | Listen                                   | Stimmen   | %    | Mandate |
| -------------------------------- | --------------------------------- | ----------- | ----------- | ----------- | ----------- | ---------------------------------------- | --------- | ---- | ------- |
|                                  | Livio Tamberigewählt              | 1.026.678   | 45,2        | 670.403     | 29,5        | Partito Democratico della Sinistra       | 407.041   | 17,9 | 18      |
| Popolari                         | Livio Tamberigewählt              | 1.026.678   | 45,2        | 670.403     | 29,5        | 104.463                                  | 4,6       | 4    |         |
| Federazione dei Verdi            | Livio Tamberigewählt              | 1.026.678   | 45,2        | 670.403     | 29,5        | 86.349                                   | 3,8       | 3    |         |
| Patto dei Democratici            | Livio Tamberigewählt              | 1.026.678   | 45,2        | 670.403     | 29,5        | 63.758                                   | 2,8       | 2    |         |
| Federazione Laburista            | Livio Tamberigewählt              | 1.026.678   | 45,2        | 670.403     | 29,5        | 8.792                                    | 0,4       | –    |         |
| ↳ Gesamt                         | Livio Tamberigewählt              | 1.026.678   | 45,2        | 670.403     | 29,5        | 670.403                                  | 29,5      | 27   |         |
|                                  | Marco Di Tolle                    | 898.472     | 39,6        | 950.636     | 41,9        | Forza Italia                             | 702.900   | 31,0 | 8       |
| Alleanza Nazionale               | Marco Di Tolle                    | 898.472     | 39,6        | 950.636     | 41,9        | 247.736                                  | 10,9      | 3    |         |
| Lista Pannella – Riformatori (A) | Marco Di Tolle                    | 898.472     | 39,6        | 950.636     | 41,9        | 57.454                                   | 2,5       | –    |         |
| Mandate der Listengruppe         | Marco Di Tolle                    | 898.472     | 39,6        | 950.636     | 41,9        | –                                        | –         | 1    |         |
| ↳ Gesamt                         | Marco Di Tolle                    | 898.472     | 39,6        | 950.636     | 41,9        | 1.008.090                                | 44,4      | 12   |         |
|                                  | Emma Bassani                      |             |             | 275.066     | 12,1        | Lega Nord                                | 275.066   | 12,1 | 3       |
|                                  | Stefano Strada                    |             |             | 220.309     | 9,7         | Partito della Rifondazione Comunista     | 220.309   | 9,7  | 3       |
|                                  | Alessandro Giulio Litta Modignani |             |             | 57.454      | 2,5         | (A)                                      | –         | –    | –       |
|                                  | Ugo Saraio                        |             |             | 41.015      | 1,8         | Partito Pensionati                       | 41.015    | 1,8  | –       |
|                                  | Pierangelo Brivio                 |             |             | 34.647      | 1,5         | Lega per l’Autonomia – Alleanza Lombarda | 34.647    | 1,5  | –       |
|                                  | Gianmario Monaldo                 |             |             | 11.599      | 0,5         | Fiamma Tricolore                         | 11.599    | 0,5  | –       |
|                                  | Giovanni Bucci                    |             |             | 8.702       | 0,4         | Lokale Liste                             | 8.702     | 0,4  | –       |
| Gesamt                           | Gesamt                            | 1.925.150   | 100         | 2.269.831   | 100         |                                          | 2.269.831 | 100  | 45      |

### Provinz Sondrio
| Kandidaten                   | Kandidaten          | 2. Wahlgang | 2. Wahlgang | 1. Wahlgang                          | 1. Wahlgang | Listen | Stimmen | %   | Mandate |
| Kandidaten                   | Kandidaten          | Stimmen     | %           | Stimmen                              | %           | Listen | Stimmen | %   | Mandate |
| ---------------------------- | ------------------- | ----------- | ----------- | ------------------------------------ | ----------- | ------ | ------- | --- | ------- |
|                              | Enrico Dioligewählt | 30.374      | 28,7        | Popolari – Patto dei Democratici     | 16.290      | 15,4   | 8       |     |         |
| Progetto Democratico         | Enrico Dioligewählt | 30.374      | 28,7        | 14.084                               | 13,3        | 6      |         |     |         |
| ↳ Gesamt                     | Enrico Dioligewählt | 30.374      | 28,7        | 30.374                               | 28,7        | 14     |         |     |         |
|                              | Adriano Bassi       | 38.931      | 36,8        | Forza Italia                         | 26.730      | 25,2   | 4       |     |         |
| Alleanza Nazionale           | Adriano Bassi       | 38.931      | 36,8        | 6.307                                | 6,0         | –      |         |     |         |
| Centro Cristiano Democratico | Adriano Bassi       | 38.931      | 36,8        | 5.894                                | 5,6         | –      |         |     |         |
| Mandate der Listengruppe     | Adriano Bassi       | 38.931      | 36,8        | –                                    | –           | 1      |         |     |         |
| ↳ Gesamt                     | Adriano Bassi       | 38.931      | 36,8        | 38.931                               | 36,8        | 5      |         |     |         |
|                              | Paolo Arrigoni      | 29.614      | 28,0        | Lega Nord                            | 29.614      | 28,0   | 4       |     |         |
|                              | Mario Gianoncelli   | 6.972       | 6,6         | Partito della Rifondazione Comunista | 6.972       | 6,6    | 1       |     |         |
| Gesamt                       | Gesamt              | 87.054      | 100         | 105.891                              | 100         |        | 105.891 | 100 | 24      |

### Provinz Belluno
| Kandidaten                         | Kandidaten           | 2. Wahlgang | 2. Wahlgang | 1. Wahlgang                                 | 1. Wahlgang | Listen | Stimmen | %   | Mandate |
| Kandidaten                         | Kandidaten           | Stimmen     | %           | Stimmen                                     | %           | Listen | Stimmen | %   | Mandate |
| ---------------------------------- | -------------------- | ----------- | ----------- | ------------------------------------------- | ----------- | ------ | ------- | --- | ------- |
|                                    | Oscar De Bonagewählt | 48.473      | 39,1        | Lokale Liste                                | 18.070      | 14,6   | 6       |     |         |
| Partito Democratico della Sinistra | Oscar De Bonagewählt | 48.473      | 39,1        | 16.802                                      | 13,6        | 5      |         |     |         |
| Lega Autonomia Veneta              | Oscar De Bonagewählt | 48.473      | 39,1        | 7.945                                       | 6,4         | 2      |         |     |         |
| Centro-sinistra                    | Oscar De Bonagewählt | 48.473      | 39,1        | 5.656                                       | 4,6         | 1      |         |     |         |
| ↳ Gesamt                           | Oscar De Bonagewählt | 48.473      | 39,1        | 48.473                                      | 39,1        | 14     |         |     |         |
|                                    | Angelo Baraldo       | 35.535      | 28,7        | Forza Italia – Centro Cristiano Democratico | 24.364      | 19,7   | 3       |     |         |
| Alleanza Nazionale                 | Angelo Baraldo       | 35.535      | 28,7        | 11.171                                      | 9,0         | 1      |         |     |         |
| Mandate der Listengruppe           | Angelo Baraldo       | 35.535      | 28,7        | –                                           | –           | 1      |         |     |         |
| ↳ Gesamt                           | Angelo Baraldo       | 35.535      | 28,7        | 35.535                                      | 28,7        | 5      |         |     |         |
|                                    | Leonardo Colle       | 32.783      | 26,5        | Lega Nord                                   | 21.860      | 17,6   | 2       |     |         |
| Popolari                           | Leonardo Colle       | 32.783      | 26,5        | 10.923                                      | 8,8         | 1      |         |     |         |
| Mandate der Listengruppe           | Leonardo Colle       | 32.783      | 26,5        | –                                           | –           | 1      |         |     |         |
| ↳ Gesamt                           | Leonardo Colle       | 32.783      | 26,5        | 32.783                                      | 26,5        | 4      |         |     |         |
|                                    | Gino Sperandio       | 7.109       | 5,7         | Partito della Rifondazione Comunista        | 7.109       | 5,7    | 1       |     |         |
| Gesamt                             | Gesamt               | 101.770     | 100         | 123.900                                     | 100         |        | 123.900 | 100 | 24      |

### Provinz Padua
| Kandidaten                                            | Kandidaten          | 2. Wahlgang | 2. Wahlgang | 1. Wahlgang | 1. Wahlgang | Listen                                      | Stimmen | %    | Mandate |
| Kandidaten                                            | Kandidaten          | Stimmen     | %           | Stimmen     | %           | Listen                                      | Stimmen | %    | Mandate |
| ----------------------------------------------------- | ------------------- | ----------- | ----------- | ----------- | ----------- | ------------------------------------------- | ------- | ---- | ------- |
|                                                       | Renzo Saccogewählt  | 276.290     | 52,3        | 156.788     | 29,7        | Lega Nord                                   | 68.009  | 12,9 | 9       |
| Popolari                                              | Renzo Saccogewählt  | 276.290     | 52,3        | 156.788     | 29,7        | 66.554                                      | 12,6    | 8    |         |
| Federazione dei Verdi (A)                             | Renzo Saccogewählt  | 276.290     | 52,3        | 156.788     | 29,7        | 26.363                                      | 5,0     | 3    |         |
| Patto dei Democratici                                 | Renzo Saccogewählt  | 276.290     | 52,3        | 156.788     | 29,7        | 22.225                                      | 4,2     | 2    |         |
| ↳ Gesamt                                              | Renzo Saccogewählt  | 276.290     | 52,3        | 156.788     | 29,7        | 183.151                                     | 34,7    | 22   |         |
|                                                       | Pierluigi Ancilotto | 212.511     | 40,2        | 199.295     | 37,7        | Forza Italia – Centro Cristiano Democratico | 133.670 | 25,3 | 6       |
| Alleanza Nazionale                                    | Pierluigi Ancilotto | 212.511     | 40,2        | 199.295     | 37,7        | 65.625                                      | 12,4    | 2    |         |
| Lega Autonomia Veneta (B)                             | Pierluigi Ancilotto | 212.511     | 40,2        | 199.295     | 37,7        | 11.665                                      | 2,2     | –    |         |
| Mandate der Listengruppe                              | Pierluigi Ancilotto | 212.511     | 40,2        | 199.295     | 37,7        | –                                           | –       | 1    |         |
| ↳ Gesamt                                              | Pierluigi Ancilotto | 212.511     | 40,2        | 199.295     | 37,7        | 210.960                                     | 39,9    | 9    |         |
|                                                       | Ennio Ronchitelli   |             |             | 98.775      | 18,7        | Partito Democratico della Sinistra          | 90.981  | 17,2 | 3       |
| Federazione Laburista – Partito Repubblicano Italiano | Ennio Ronchitelli   | 5.059       | 1,0         | 98.775      | 18,7        | –                                           |         |      |         |
| La Rete                                               | Ennio Ronchitelli   | 2.735       | 0,5         | 98.775      | 18,7        | –                                           |         |      |         |
| Mandate der Listengruppe                              | Ennio Ronchitelli   | –           | –           | 98.775      | 18,7        | 1                                           |         |      |         |
| ↳ Gesamt                                              | Ennio Ronchitelli   | 98.775      | 18,7        | 98.775      | 18,7        | 4                                           |         |      |         |
|                                                       | Valerio Beccegato   |             |             | 26.880      | 5,1         | Partito della Rifondazione Comunista        | 26.880  | 5,1  | 1       |
|                                                       | Ivo Rossi           |             |             | 26.363      | 5,0         | (A)                                         | –       | –    | –       |
|                                                       | Giuseppe Romanin    |             |             | 11.665      | 2,2         | (B)                                         | –       | –    | –       |
|                                                       | Sebastiano Schiavon |             |             | 8.396       | 1,6         | Lista Pannella – Riformatori                | 8.396   | 1,6  | –       |
| Gesamt                                                | Gesamt              | 488.801     | 100         | 528.162     | 100         |                                             | 528.162 | 100  | 36      |

### Provinz Rovigo
| Kandidaten                             | Kandidaten           | 2. Wahlgang | 2. Wahlgang | 1. Wahlgang                          | 1. Wahlgang | Listen | Stimmen | %   | Mandate |
| Kandidaten                             | Kandidaten           | Stimmen     | %           | Stimmen                              | %           | Listen | Stimmen | %   | Mandate |
| -------------------------------------- | -------------------- | ----------- | ----------- | ------------------------------------ | ----------- | ------ | ------- | --- | ------- |
|                                        | Alberto Brigogewählt | 59.117      | 36,4        | Partito Democratico della Sinistra   | 38.472      | 23,7   | 10      |     |         |
| Popolari                               | Alberto Brigogewählt | 59.117      | 36,4        | 15.877                               | 9,8         | 4      |         |     |         |
| Liberal Socialisti – Unione Riformista | Alberto Brigogewählt | 59.117      | 36,4        | 2.758                                | 1,7         | –      |         |     |         |
| Lega Autonomia Veneta                  | Alberto Brigogewählt | 59.117      | 36,4        | 2.010                                | 1,2         | –      |         |     |         |
| ↳ Gesamt                               | Alberto Brigogewählt | 59.117      | 36,4        | 59.117                               | 36,4        | 14     |         |     |         |
|                                        | Vittorio Cogo        | 53.838      | 33,2        | Forza Italia                         | 35.713      | 22,0   | 3       |     |         |
| Alleanza Nazionale                     | Vittorio Cogo        | 53.838      | 33,2        | 18.125                               | 11,2        | 2      |         |     |         |
| Mandate der Listengruppe               | Vittorio Cogo        | 53.838      | 33,2        | –                                    | –           | 1      |         |     |         |
| ↳ Gesamt                               | Vittorio Cogo        | 53.838      | 33,2        | 53.838                               | 33,2        | 6      |         |     |         |
|                                        | Cosimo Oliva         | 18.770      | 11,6        | Lega Nord                            | 11.063      | 6,8    | 1       |     |         |
| Patto dei Democratici                  | Cosimo Oliva         | 18.770      | 11,6        | 7.707                                | 4,8         | –      |         |     |         |
| Mandate der Listengruppe               | Cosimo Oliva         | 18.770      | 11,6        | –                                    | –           | 1      |         |     |         |
| ↳ Gesamt                               | Cosimo Oliva         | 18.770      | 11,6        | 18.770                               | 11,6        | 2      |         |     |         |
|                                        | Giulio Azzalin       | 16.993      | 10,5        | Partito della Rifondazione Comunista | 16.993      | 10,5   | 2       |     |         |
|                                        | Giorgio Vianello     | 7.014       | 4,3         | Centro Cristiano Democratico         | 7.014       | 4,3    | –       |     |         |
|                                        | Pietro Tracco        | 6.504       | 4,0         | Federazione dei Verdi                | 6.504       | 4,0    | –       |     |         |
| Gesamt                                 | Gesamt               | 146.058     | 100         | 162.236                              | 100         |        | 162.236 | 100 | 24      |

### Provinz Treviso
| Kandidaten               | Kandidaten                 | 2. Wahlgang | 2. Wahlgang | 1. Wahlgang                                           | 1. Wahlgang | Listen | Stimmen | %   | Mandate |
| Kandidaten               | Kandidaten                 | Stimmen     | %           | Stimmen                                               | %           | Listen | Stimmen | %   | Mandate |
| ------------------------ | -------------------------- | ----------- | ----------- | ----------------------------------------------------- | ----------- | ------ | ------- | --- | ------- |
|                          | Giovanni Mazzonettogewählt | 205.505     | 43,5        | Lega Nord                                             | 106.432     | 22,5   | 12      |     |         |
| Popolari                 | Giovanni Mazzonettogewählt | 205.505     | 43,5        | 57.531                                                | 12,2        | 6      |         |     |         |
| Lega Autonomia Veneta    | Giovanni Mazzonettogewählt | 205.505     | 43,5        | 26.462                                                | 5,6         | 3      |         |     |         |
| Patto dei Democratici    | Giovanni Mazzonettogewählt | 205.505     | 43,5        | 15.080                                                | 3,2         | 1      |         |     |         |
| ↳ Gesamt                 | Giovanni Mazzonettogewählt | 205.505     | 43,5        | 205.505                                               | 43,5        | 22     |         |     |         |
|                          | Fausto Favaro              | 147.294     | 31,2        | Forza Italia – Centro Cristiano Democratico           | 99.906      | 21,1   | 6       |     |         |
| Alleanza Nazionale       | Fausto Favaro              | 147.294     | 31,2        | 47.388                                                | 10,0        | 2      |         |     |         |
| Mandate der Listengruppe | Fausto Favaro              | 147.294     | 31,2        | –                                                     | –           | 1      |         |     |         |
| ↳ Gesamt                 | Fausto Favaro              | 147.294     | 31,2        | 147.294                                               | 31,2        | 9      |         |     |         |
|                          | Tiziano Gava               | 63.303      | 13,4        | Partito Democratico della Sinistra                    | 63.303      | 13,4   | 3       |     |         |
|                          | Gianni Maddalon            | 21.978      | 4,6         | Federazione dei Verdi                                 | 17.888      | 3,8    | –       |     |         |
| Autonome Liste           | Gianni Maddalon            | 21.978      | 4,6         | 4.090                                                 | 0,9         | –      |         |     |         |
| Mandate der Listengruppe | Gianni Maddalon            | 21.978      | 4,6         | –                                                     | –           | 1      |         |     |         |
| ↳ Gesamt                 | Gianni Maddalon            | 21.978      | 4,6         | 21.978                                                | 4,6         | 1      |         |     |         |
|                          | Nicola Atalmi              | 20.267      | 4,3         | Partito della Rifondazione Comunista                  | 20.267      | 4,3    | 1       |     |         |
|                          | Giuseppe Lamedica          | 6.671       | 1,4         | Lista Pannella – Riformatori                          | 6.671       | 1,4    | –       |     |         |
|                          | Paolo Tacchi               | 5.018       | 1,1         | Federazione Laburista – Partito Repubblicano Italiano | 5.018       | 1,1    | –       |     |         |
|                          | Beniamino Faoro            | 2.734       | 0,6         | Lokale Liste                                          | 2.734       | 0,6    | –       |     |         |
| Gesamt                   | Gesamt                     | 392.863     | 100         | 472.770                                               | 100         |        | 472.770 | 100 | 36      |

### Provinz Venedig
| Kandidaten                                            | Kandidaten             | 2. Wahlgang | 2. Wahlgang | 1. Wahlgang                          | 1. Wahlgang | Listen | Stimmen | %   | Mandate |
| Kandidaten                                            | Kandidaten             | Stimmen     | %           | Stimmen                              | %           | Listen | Stimmen | %   | Mandate |
| ----------------------------------------------------- | ---------------------- | ----------- | ----------- | ------------------------------------ | ----------- | ------ | ------- | --- | ------- |
|                                                       | Luigino Busattogewählt | 225.103     | 42,9        | Partito Democratico della Sinistra   | 122.059     | 23,3   | 13      |     |         |
| Popolari                                              | Luigino Busattogewählt | 225.103     | 42,9        | 34.962                               | 6,7         | 4      |         |     |         |
| Federazione dei Verdi                                 | Luigino Busattogewählt | 225.103     | 42,9        | 26.010                               | 5,0         | 2      |         |     |         |
| Patto dei Democratici                                 | Luigino Busattogewählt | 225.103     | 42,9        | 23.612                               | 4,5         | 2      |         |     |         |
| Lega Autonomia Veneta                                 | Luigino Busattogewählt | 225.103     | 42,9        | 14.164                               | 2,7         | 1      |         |     |         |
| Federazione Laburista – Partito Repubblicano Italiano | Luigino Busattogewählt | 225.103     | 42,9        | 4.296                                | 0,8         | –      |         |     |         |
| ↳ Gesamt                                              | Luigino Busattogewählt | 225.103     | 42,9        | 225.103                              | 42,9        | 22     |         |     |         |
|                                                       | Paolo Della Vecchia    | 189.655     | 36,1        | Forza Italia                         | 117.995     | 22,5   | 6       |     |         |
| Alleanza Nazionale                                    | Paolo Della Vecchia    | 189.655     | 36,1        | 52.100                               | 9,9         | 2      |         |     |         |
| Centro Cristiano Democratico                          | Paolo Della Vecchia    | 189.655     | 36,1        | 19.560                               | 3,7         | 1      |         |     |         |
| Mandate der Listengruppe                              | Paolo Della Vecchia    | 189.655     | 36,1        | –                                    | –           | 1      |         |     |         |
| ↳ Gesamt                                              | Paolo Della Vecchia    | 189.655     | 36,1        | 189.655                              | 36,1        | 10     |         |     |         |
|                                                       | Alberto Mazzonetto     | 53.272      | 10,1        | Lega Nord                            | 53.272      | 10,1   | 2       |     |         |
|                                                       | Francesco Bonato       | 48.879      | 9,3         | Partito della Rifondazione Comunista | 48.879      | 9,3    | 2       |     |         |
|                                                       | Giuseppe Toninelli     | 8.024       | 1,5         | Lista Pannella – Riformatori         | 8.024       | 1,5    | –       |     |         |
| Gesamt                                                | Gesamt                 | 442.760     | 100         | 524.933                              | 100         |        | 524.933 | 100 | 36      |

### Provinz Verona
| Kandidaten                                            | Kandidaten              | 2. Wahlgang | 2. Wahlgang | 1. Wahlgang                          | 1. Wahlgang | Listen | Stimmen | %   | Mandate |
| Kandidaten                                            | Kandidaten              | Stimmen     | %           | Stimmen                              | %           | Listen | Stimmen | %   | Mandate |
| ----------------------------------------------------- | ----------------------- | ----------- | ----------- | ------------------------------------ | ----------- | ------ | ------- | --- | ------- |
|                                                       | Antonio Borghesigewählt | 178.176     | 35,4        | Lega Nord                            | 85.061      | 16,9   | 11      |     |         |
| Popolari                                              | Antonio Borghesigewählt | 178.176     | 35,4        | 44.992                               | 8,9         | 6      |         |     |         |
| Patto dei Democratici                                 | Antonio Borghesigewählt | 178.176     | 35,4        | 21.916                               | 4,4         | 2      |         |     |         |
| Federazione dei Verdi                                 | Antonio Borghesigewählt | 178.176     | 35,4        | 16.773                               | 3,3         | 2      |         |     |         |
| Lega Autonomia Veneta                                 | Antonio Borghesigewählt | 178.176     | 35,4        | 9.434                                | 1,9         | 1      |         |     |         |
| ↳ Gesamt                                              | Antonio Borghesigewählt | 178.176     | 35,4        | 178.176                              | 35,4        | 22     |         |     |         |
|                                                       | Aventino Frau           | 222.936     | 44,3        | Forza Italia                         | 113.545     | 22,6   | 5       |     |         |
| Alleanza Nazionale                                    | Aventino Frau           | 222.936     | 44,3        | 60.309                               | 12,0        | 2      |         |     |         |
| Partito Popolare Italiano                             | Aventino Frau           | 222.936     | 44,3        | 25.868                               | 5,1         | 1      |         |     |         |
| Centro Cristiano Democratico                          | Aventino Frau           | 222.936     | 44,3        | 23.214                               | 4,6         | 1      |         |     |         |
| Mandate der Listengruppe                              | Aventino Frau           | 222.936     | 44,3        | –                                    | –           | 1      |         |     |         |
| ↳ Gesamt                                              | Aventino Frau           | 222.936     | 44,3        | 222.936                              | 44,3        | 10     |         |     |         |
|                                                       | Silvia Mostarda         | 67.151      | 13,3        | Partito Democratico della Sinistra   | 64.706      | 12,9   | 2       |     |         |
| Federazione Laburista – Partito Repubblicano Italiano | Silvia Mostarda         | 67.151      | 13,3        | 2.445                                | 0,5         | –      |         |     |         |
| Mandate der Listengruppe                              | Silvia Mostarda         | 67.151      | 13,3        | –                                    | –           | 1      |         |     |         |
| ↳ Gesamt                                              | Silvia Mostarda         | 67.151      | 13,3        | 67.151                               | 13,3        | 3      |         |     |         |
|                                                       | Floridio Soave          | 24.619      | 4,9         | Partito della Rifondazione Comunista | 24.619      | 4,9    | 1       |     |         |
|                                                       | Giulio Tamassia         | 7.757       | 1,5         | Lista Pannella – Riformatori         | 7.757       | 1,5    | –       |     |         |
|                                                       | Franco Canteri          | 2.426       | 0,5         | Partito della Legge Naturale         | 2.426       | 0,5    | –       |     |         |
| Gesamt                                                | Gesamt                  | 427.934     | 100         | 503.065                              | 100         |        | 503.065 | 100 | 36      |

### Provinz Vicenza
| Kandidaten                         | Kandidaten             | 2. Wahlgang | 2. Wahlgang | 1. Wahlgang | 1. Wahlgang | Listen                                      | Stimmen | %    | Mandate |
| Kandidaten                         | Kandidaten             | Stimmen     | %           | Stimmen     | %           | Listen                                      | Stimmen | %    | Mandate |
| ---------------------------------- | ---------------------- | ----------- | ----------- | ----------- | ----------- | ------------------------------------------- | ------- | ---- | ------- |
|                                    | Giuseppe Doppiogewählt | 268.003     | 56,7        | 148.581     | 31,4        | Lega Nord (A)                               | 115.905 | 24,5 | 9       |
| Popolari                           | Giuseppe Doppiogewählt | 268.003     | 56,7        | 148.581     | 31,4        | 63.312                                      | 13,4    | 6    |         |
| Partito Democratico della Sinistra | Giuseppe Doppiogewählt | 268.003     | 56,7        | 148.581     | 31,4        | 44.277                                      | 9,4     | 4    |         |
| Patto dei Democratici              | Giuseppe Doppiogewählt | 268.003     | 56,7        | 148.581     | 31,4        | 23.382                                      | 4,9     | 2    |         |
| Federazione dei Verdi              | Giuseppe Doppiogewählt | 268.003     | 56,7        | 148.581     | 31,4        | 17.610                                      | 3,7     | 1    |         |
| ↳ Gesamt                           | Giuseppe Doppiogewählt | 268.003     | 56,7        | 148.581     | 31,4        | 264.486                                     | 55,9    | 22   |         |
|                                    | Giuseppe Castaman      | 168.281     | 35,6        | 160.708     | 34,0        | Forza Italia – Centro Cristiano Democratico | 111.194 | 23,5 | 7       |
| Alleanza Nazionale                 | Giuseppe Castaman      | 168.281     | 35,6        | 160.708     | 34,0        | 49.514                                      | 10,5    | 3    |         |
| Mandate der Listengruppe           | Giuseppe Castaman      | 168.281     | 35,6        | 160.708     | 34,0        | –                                           | –       | 1    |         |
| ↳ Gesamt                           | Giuseppe Castaman      | 168.281     | 35,6        | 160.708     | 34,0        | 160.708                                     | 34,0    | 11   |         |
|                                    | Manuela Dal Lago       |             |             | 137.295     | 29,0        | (A)                                         | –       | –    | –       |
| Lega Autonomia Veneta              | Manuela Dal Lago       | 21.390      | 4,5         | 137.295     | 29,0        | 1                                           |         |      |         |
| Mandate der Listengruppe           | Manuela Dal Lago       | –           | –           | 137.295     | 29,0        | 1                                           |         |      |         |
| ↳ Gesamt                           | Manuela Dal Lago       | 21.390      | 4,5         | 137.295     | 29,0        | 2                                           |         |      |         |
|                                    | Luciano Ceretta        |             |             | 19.291      | 4,1         | Partito della Rifondazione Comunista        | 19.291  | 4,1  | 1       |
|                                    | Ferdinando Landi       |             |             | 7.128       | 1,5         | Lista Pannella – Riformatori                | 7.128   | 1,5  | –       |
| Gesamt                             | Gesamt                 | 436.284     | 100         | 473.003     | 100         |                                             | 473.003 | 100  | 36      |

### Provinz Pordenone
| Kandidaten   | Kandidaten           | 2. Wahlgang | 2. Wahlgang | 1. Wahlgang                          | 1. Wahlgang | Listen | Stimmen | %   | Mandate |
| Kandidaten   | Kandidaten           | Stimmen     | %           | Stimmen                              | %           | Listen | Stimmen | %   | Mandate |
| ------------ | -------------------- | ----------- | ----------- | ------------------------------------ | ----------- | ------ | ------- | --- | ------- |
|              | Alberto Rossigewählt | 60.185      | 34,4        | Lega Nord                            | 34.320      | 19,6   | 8       |     |         |
| Centro       | Alberto Rossigewählt | 60.185      | 34,4        | 21.658                               | 12,4        | 5      |         |     |         |
| Lokale Liste | Alberto Rossigewählt | 60.185      | 34,4        | 4.207                                | 2,4         | 1      |         |     |         |
| ↳ Gesamt     | Alberto Rossigewählt | 60.185      | 34,4        | 60.185                               | 34,4        | 14     |         |     |         |
|              | Aldo Boschi          | 53.912      | 30,8        | Centro-destra                        | 53.912      | 30,8   | 6       |     |         |
|              | Roberto Campaner     | 33.848      | 19,3        | Centro-sinistra                      | 33.848      | 19,3   | 3       |     |         |
|              | Pio De Angelis       | 15.017      | 8,6         | Partito della Rifondazione Comunista | 15.017      | 8,6    | 1       |     |         |
|              | Lorenzo Magagnotti   | 5.957       | 3,4         | Lega Autonomia Friuli                | 5.957       | 3,4    | –       |     |         |
|              | Gino Gaiatto         | 3.502       | 2,0         | Lista Civica                         | 3.502       | 2,0    | –       |     |         |
|              | Primo Perosa         | 2.578       | 1,5         | Partito della Legge Naturale         | 2.578       | 1,5    | –       |     |         |
| Gesamt       | Gesamt               | 150.870     | 100         | 174.999                              | 100         |        | 174.999 | 100 | 24      |

### Provinz Udine
| Kandidaten                             | Kandidaten              | 2. Wahlgang | 2. Wahlgang | 1. Wahlgang | 1. Wahlgang | Listen                                       | Stimmen | %    | Mandate |
| Kandidaten                             | Kandidaten              | Stimmen     | %           | Stimmen     | %           | Listen                                       | Stimmen | %    | Mandate |
| -------------------------------------- | ----------------------- | ----------- | ----------- | ----------- | ----------- | -------------------------------------------- | ------- | ---- | ------- |
|                                        | Giovanni Pelizzogewählt | 163.967     | 49,6        | 94.806      | 28,7        | Partito Popolare Italiano                    | 53.072  | 16,1 | 6       |
| Partito Democratico della Sinistra (A) | Giovanni Pelizzogewählt | 163.967     | 49,6        | 94.806      | 28,7        | 50.545                                       | 15,3    | 6    |         |
| Lega Nord                              | Giovanni Pelizzogewählt | 163.967     | 49,6        | 94.806      | 28,7        | 41.734                                       | 12,6    | 5    |         |
| Lega Friuli (B)                        | Giovanni Pelizzogewählt | 163.967     | 49,6        | 94.806      | 28,7        | 12.980                                       | 3,9     | 1    |         |
| ↳ Gesamt                               | Giovanni Pelizzogewählt | 163.967     | 49,6        | 94.806      | 28,7        | 158.331                                      | 47,9    | 18   |         |
|                                        | Romano Venier           | 125.494     | 38,0        | 126.527     | 38,3        | Forza Italia                                 | 72.968  | 22,1 | 5       |
| Alleanza Nazionale                     | Romano Venier           | 125.494     | 38,0        | 126.527     | 38,3        | 39.205                                       | 11,9    | 3    |         |
| Centro Cristiano Democratico           | Romano Venier           | 125.494     | 38,0        | 126.527     | 38,3        | 9.769                                        | 3,0     | –    |         |
| Lista Pannella – Riformatori           | Romano Venier           | 125.494     | 38,0        | 126.527     | 38,3        | 4.585                                        | 1,4     | –    |         |
| Mandate der Listengruppe               | Romano Venier           | 125.494     | 38,0        | 126.527     | 38,3        | –                                            | –       | 1    |         |
| ↳ Gesamt                               | Romano Venier           | 125.494     | 38,0        | 126.527     | 38,3        | 126.527                                      | 38,3    | 9    |         |
|                                        | Mario Banelli           |             |             | 50.545      | 15,3        | (A)                                          | –       | –    | –       |
|                                        | Mauro Bigot             |             |             | 24.083      | 7,3         | PRI – Cristiano Sociali – Alleanza Verde FVG | 12.863  | 3,9  | 1       |
| Patto dei Democratici                  | Mauro Bigot             | 11.220      | 3,4         | 24.083      | 7,3         | –                                            |         |      |         |
| Mandate der Listengruppe               | Mauro Bigot             | –           | –           | 24.083      | 7,3         | 1                                            |         |      |         |
| ↳ Gesamt                               | Mauro Bigot             | 24.083      | 7,3         | 24.083      | 7,3         | 2                                            |         |      |         |
|                                        | Roberto Valentini       |             |             | 21.392      | 6,5         | Partito della Rifondazione Comunista         | 21.392  | 6,5  | 1       |
|                                        | Alberto Di Caporiacco   |             |             | 12.980      | 3,9         | (B)                                          | –       | –    | –       |
| Gesamt                                 | Gesamt                  | 289.461     | 100         | 330.333     | 100         |                                              | 330.333 | 100  | 30      |

### Provinz Imperia
| Kandidaten                     | Kandidaten               | 2. Wahlgang | 2. Wahlgang | 1. Wahlgang                                                | 1. Wahlgang | Listen | Stimmen | %   | Mandate |
| Kandidaten                     | Kandidaten               | Stimmen     | %           | Stimmen                                                    | %           | Listen | Stimmen | %   | Mandate |
| ------------------------------ | ------------------------ | ----------- | ----------- | ---------------------------------------------------------- | ----------- | ------ | ------- | --- | ------- |
|                                | Gabriele Boscettogewählt | 60.333      | 46,2        | Forza Italia – AN – CCD                                    | 60.333      | 46,2   | 14      |     |         |
|                                | Ugo Genesio              | 42.237      | 32,4        | Partito Democratico della Sinistra – Federazione Laburista | 24.237      | 18,6   | 3       |     |         |
| Popolari – Socialisti Italiani | Ugo Genesio              | 42.237      | 32,4        | 10.420                                                     | 8,0         | 1      |         |     |         |
| Federazione dei Verdi          | Ugo Genesio              | 42.237      | 32,4        | 7.580                                                      | 5,8         | 1      |         |     |         |
| Mandate der Listengruppe       | Ugo Genesio              | 42.237      | 32,4        | –                                                          | –           | 1      |         |     |         |
| ↳ Gesamt                       | Ugo Genesio              | 42.237      | 32,4        | 42.237                                                     | 32,4        | 6      |         |     |         |
|                                | Zefferino Ardissone      | 14.144      | 10,8        | Partito della Rifondazione Comunista                       | 14.144      | 10,8   | 2       |     |         |
|                                | Roberto Guasco           | 13.833      | 10,6        | Lega Nord                                                  | 13.833      | 10,6   | 2       |     |         |
| Gesamt                         | Gesamt                   | 114.682     | 100         | 130.547                                                    | 100         |        | 130.547 | 100 | 24      |

### Provinz Savona
| Kandidaten                       | Kandidaten                  | 2. Wahlgang | 2. Wahlgang | 1. Wahlgang | 1. Wahlgang | Listen                               | Stimmen | %    | Mandate |
| Kandidaten                       | Kandidaten                  | Stimmen     | %           | Stimmen     | %           | Listen                               | Stimmen | %    | Mandate |
| -------------------------------- | --------------------------- | ----------- | ----------- | ----------- | ----------- | ------------------------------------ | ------- | ---- | ------- |
|                                  | Alessandro Garassinigewählt | 95.568      | 51,6        | 66.867      | 36,1        | Partito Democratico della Sinistra   | 45.137  | 24,4 | 10      |
| Popolari – Patto dei Democratici | Alessandro Garassinigewählt | 95.568      | 51,6        | 66.867      | 36,1        | 14.643                               | 7,9     | 3    |         |
| Federazione dei Verdi            | Alessandro Garassinigewählt | 95.568      | 51,6        | 66.867      | 36,1        | 4.859                                | 2,6     | 1    |         |
| Patto di Solidarietà             | Alessandro Garassinigewählt | 95.568      | 51,6        | 66.867      | 36,1        | 2.228                                | 1,2     | –    |         |
| ↳ Gesamt                         | Alessandro Garassinigewählt | 95.568      | 51,6        | 66.867      | 36,1        | 66.867                               | 36,1    | 14   |         |
|                                  | Gian Carlo Zunino           | 71.550      | 38,6        | 52.083      | 28,1        | Forza Italia                         | 49.473  | 26,7 | 5       |
| Alleanza Nazionale (A)           | Gian Carlo Zunino           | 71.550      | 38,6        | 52.083      | 28,1        | 19.297                               | 10,4    | 2    |         |
| Partito Pensionati (B)           | Gian Carlo Zunino           | 71.550      | 38,6        | 52.083      | 28,1        | 4.039                                | 2,2     | –    |         |
| Lista Pannella – Riformatori     | Gian Carlo Zunino           | 71.550      | 38,6        | 52.083      | 28,1        | 2.610                                | 1,4     | –    |         |
| Mandate der Listengruppe         | Gian Carlo Zunino           | 71.550      | 38,6        | 52.083      | 28,1        | –                                    | –       | 1    |         |
| ↳ Gesamt                         | Gian Carlo Zunino           | 71.550      | 38,6        | 52.083      | 28,1        | 75.419                               | 40,7    | 8    |         |
|                                  | Luciano Chiarenza           |             |             | 19.297      | 10,4        | (A)                                  | –       | –    | –       |
|                                  | Bruno Marengo               |             |             | 18.395      | 9,9         | Partito della Rifondazione Comunista | 18.395  | 9,9  | 1       |
|                                  | Roberto Angella             |             |             | 15.706      | 8,5         | Lega Nord                            | 14.522  | 7,8  | –       |
| Partito Repubblicano Italiano    | Roberto Angella             | 1.184       | 0,6         | 15.706      | 8,5         | –                                    |         |      |         |
| Mandate der Listengruppe         | Roberto Angella             | –           | –           | 15.706      | 8,5         | 1                                    |         |      |         |
| ↳ Gesamt                         | Roberto Angella             | 15.706      | 8,5         | 15.706      | 8,5         | 1                                    |         |      |         |
|                                  | Mario Robutti               |             |             | 8.947       | 4,8         | Lokale Liste                         | 8.947   | 4,8  | –       |
|                                  | Giovanni Genta              |             |             | 4.039       | 2,2         | (B)                                  | –       | –    | –       |
| Gesamt                           | Gesamt                      | 167.118     | 100         | 185.334     | 100         |                                      | 185.334 | 100  | 24      |

### Provinz Bologna
| Kandidaten            | Kandidaten            | Stimmen | %    | Listen                               | Stimmen | %    | Mandate |
| --------------------- | --------------------- | ------- | ---- | ------------------------------------ | ------- | ---- | ------- |
|                       | Vittorio Prodigewählt | 377.068 | 59,5 | Partito Democratico della Sinistra   | 310.280 | 49,0 | 19      |
| Centro                | Vittorio Prodigewählt | 377.068 | 59,5 | 41.852                               | 6,6     | 2    |         |
| Federazione dei Verdi | Vittorio Prodigewählt | 377.068 | 59,5 | 24.936                               | 3,9     | 1    |         |
| ↳ Gesamt              | Vittorio Prodigewählt | 377.068 | 59,5 | 377.068                              | 59,5    | 22   |         |
|                       | Sergio Guidotti       | 164.964 | 26,0 | Lista Civica (Mitte-rechts)          | 164.964 | 26,0 | 10      |
|                       | Nello Adelmi          | 50.921  | 8,0  | Partito della Rifondazione Comunista | 50.921  | 8,0  | 4       |
|                       | Angelo Scavone        | 20.405  | 3,2  | Lista Pannella – Riformatori         | 20.405  | 3,2  | 2       |
|                       | Luciano Baccilieri    | 20.365  | 3,2  | Lega Nord                            | 20.365  | 3,2  | 2       |
| Gesamt                | Gesamt                | 633.723 | 100  |                                      | 633.723 | 100  | 40      |

### Provinz Ferrara
| Kandidaten                                          | Kandidaten             | Stimmen | %    | Listen                               | Stimmen | %    | Mandate |
| --------------------------------------------------- | ---------------------- | ------- | ---- | ------------------------------------ | ------- | ---- | ------- |
|                                                     | Paolo Siconolfigewählt | 126.347 | 50,7 | Partito Democratico della Sinistra   | 104.878 | 42,1 | 16      |
| Popolari – PSDI                                     | Paolo Siconolfigewählt | 126.347 | 50,7 | 11.467                               | 4,6     | 1    |         |
| Partito Repubblicano Italiano – Socialisti Italiani | Paolo Siconolfigewählt | 126.347 | 50,7 | 10.002                               | 4,0     | 1    |         |
| ↳ Gesamt                                            | Paolo Siconolfigewählt | 126.347 | 50,7 | 126.347                              | 50,7    | 18   |         |
|                                                     | Lorenzo Rivelli        | 52.637  | 21,1 | Lista Civica (Mitte-rechts)          | 52.637  | 21,1 | 5       |
|                                                     | Stefano Cavallini      | 27.661  | 11,1 | Lokale Liste                         | 15.003  | 6,0  | 1       |
| Federazione dei Verdi                               | Stefano Cavallini      | 27.661  | 11,1 | 12.658                               | 5,1     | 1    |         |
| Mandate der Listengruppe                            | Stefano Cavallini      | 27.661  | 11,1 | –                                    | –       | 1    |         |
| ↳ Gesamt                                            | Stefano Cavallini      | 27.661  | 11,1 | 27.661                               | 11,1    | 3    |         |
|                                                     | Delfina Tromboni       | 22.030  | 8,8  | Partito della Rifondazione Comunista | 22.030  | 8,8  | 2       |
|                                                     | Luca Teodori           | 10.711  | 4,3  | Lega Nord                            | 10.711  | 4,3  | 1       |
|                                                     | Aldo Benetti           | 9.679   | 3,9  | Lista Pannella – Riformatori         | 9.679   | 3,9  | 1       |
| Gesamt                                              | Gesamt                 | 249.065 | 100  |                                      | 249.065 | 100  | 30      |

### Provinz Forlì-Cesena
| Kandidaten                    | Kandidaten           | Stimmen | %    | Listen                               | Stimmen | %    | Mandate |
| ----------------------------- | -------------------- | ------- | ---- | ------------------------------------ | ------- | ---- | ------- |
|                               | Piero Gallinagewählt | 142.244 | 57,6 | Partito Democratico della Sinistra   | 95.389  | 38,6 | 13      |
| Popolari                      | Piero Gallinagewählt | 142.244 | 57,6 | 18.183                               | 7,4     | 2    |         |
| Partito Repubblicano Italiano | Piero Gallinagewählt | 142.244 | 57,6 | 17.497                               | 7,1     | 2    |         |
| Patto dei Democratici         | Piero Gallinagewählt | 142.244 | 57,6 | 11.175                               | 4,5     | 1    |         |
| ↳ Gesamt                      | Piero Gallinagewählt | 142.244 | 57,6 | 142.244                              | 57,6    | 18   |         |
|                               | Antonio Norvegna     | 69.053  | 28,0 | Forza Italia – AN – CCD              | 69.053  | 28,0 | 9       |
|                               | Brian Masini         | 21.129  | 8,6  | Partito della Rifondazione Comunista | 21.129  | 8,6  | 2       |
|                               | Oscar Tordi          | 8.573   | 3,5  | Federazione dei Verdi                | 8.573   | 3,5  | 1       |
|                               | Francesco Ferro      | 5.859   | 2,4  | Lega Nord                            | 5.859   | 2,4  | –       |
| Gesamt                        | Gesamt               | 246.858 | 100  |                                      | 246.858 | 100  | 30      |

### Provinz Modena
| Kandidaten            | Kandidaten               | Stimmen | %    | Listen                               | Stimmen | %    | Mandate |
| --------------------- | ------------------------ | ------- | ---- | ------------------------------------ | ------- | ---- | ------- |
|                       | Graziano Pattuzzigewählt | 265.018 | 62,4 | Partito Democratico della Sinistra   | 197.075 | 46,4 | 16      |
| Popolari              | Graziano Pattuzzigewählt | 265.018 | 62,4 | 29.081                               | 6,8     | 2    |         |
| Patto dei Democratici | Graziano Pattuzzigewählt | 265.018 | 62,4 | 23.502                               | 5,5     | 1    |         |
| Federazione dei Verdi | Graziano Pattuzzigewählt | 265.018 | 62,4 | 15.360                               | 3,6     | 1    |         |
| ↳ Gesamt              | Graziano Pattuzzigewählt | 265.018 | 62,4 | 265.018                              | 62,4    | 20   |         |
|                       | Adriano Dallari          | 94.945  | 22,3 | Lokale Liste (Mitte-rechts)          | 94.945  | 22,3 | 7       |
|                       | Alfredo Silvestri        | 35.151  | 8,3  | Partito della Rifondazione Comunista | 35.151  | 8,3  | 2       |
|                       | Giorgio Barbieri         | 19.729  | 4,6  | Lega Nord                            | 19.729  | 4,6  | 1       |
|                       | Benedetta Graziani       | 10.074  | 2,4  | Lista Pannella – Riformatori         | 10.074  | 2,4  | –       |
| Gesamt                | Gesamt                   | 424.917 | 100  |                                      | 424.917 | 100  | 30      |

### Provinz Parma
| Kandidaten            | Kandidaten               | 2. Wahlgang | 2. Wahlgang | 1. Wahlgang                          | 1. Wahlgang | Listen | Stimmen | %   | Mandate |
| Kandidaten            | Kandidaten               | Stimmen     | %           | Stimmen                              | %           | Listen | Stimmen | %   | Mandate |
| --------------------- | ------------------------ | ----------- | ----------- | ------------------------------------ | ----------- | ------ | ------- | --- | ------- |
|                       | Corrado Truffelligewählt | 126.317     | 47,4        | Partito Democratico della Sinistra   | 81.297      | 30,5   | 13      |     |         |
| Popolari              | Corrado Truffelligewählt | 126.317     | 47,4        | 24.511                               | 9,2         | 3      |         |     |         |
| Patto dei Democratici | Corrado Truffelligewählt | 126.317     | 47,4        | 11.908                               | 4,5         | 1      |         |     |         |
| Federazione dei Verdi | Corrado Truffelligewählt | 126.317     | 47,4        | 7.550                                | 2,8         | 1      |         |     |         |
| Federazione Laburista | Corrado Truffelligewählt | 126.317     | 47,4        | 1.051                                | 0,4         | –      |         |     |         |
| ↳ Gesamt              | Corrado Truffelligewählt | 126.317     | 47,4        | 126.317                              | 47,4        | 18     |         |     |         |
|                       | Giorgio Aiello           | 57.676      | 21,6        | Forza Italia – CCD – Federalisti     | 57.676      | 21,6   | 5       |     |         |
|                       | Massimo De Matteis       | 30.076      | 11,3        | Alleanza Nazionale                   | 30.076      | 11,3   | 3       |     |         |
|                       | Pier Paolo Novari        | 29.260      | 11,0        | Partito della Rifondazione Comunista | 29.260      | 11,0   | 3       |     |         |
|                       | Giovanni Carmi           | 19.335      | 7,3         | Lega Nord                            | 19.335      | 7,3    | 1       |     |         |
|                       | Alberto Notari           | 3.936       | 1,5         | Lista Pannella – Riformatori         | 3.936       | 1,5    | –       |     |         |
| Gesamt                | Gesamt                   | 229.185     | 100         | 266.600                              | 100         |        | 266.600 | 100 | 30      |

### Provinz Piacenza
| Kandidaten                   | Kandidaten          | 2. Wahlgang | 2. Wahlgang | 1. Wahlgang                          | 1. Wahlgang | Listen | Stimmen | %   | Mandate |
| Kandidaten                   | Kandidaten          | Stimmen     | %           | Stimmen                              | %           | Listen | Stimmen | %   | Mandate |
| ---------------------------- | ------------------- | ----------- | ----------- | ------------------------------------ | ----------- | ------ | ------- | --- | ------- |
|                              | Dario Squerigewählt | 66.185      | 37,1        | Partito Democratico della Sinistra   | 40.672      | 22,8   | 9       |     |         |
| Popolari                     | Dario Squerigewählt | 66.185      | 37,1        | 12.662                               | 7,1         | 3      |         |     |         |
| Patto dei Democratici        | Dario Squerigewählt | 66.185      | 37,1        | 7.777                                | 4,4         | 1      |         |     |         |
| Lista Pensionati             | Dario Squerigewählt | 66.185      | 37,1        | 5.074                                | 2,8         | 1      |         |     |         |
| ↳ Gesamt                     | Dario Squerigewählt | 66.185      | 37,1        | 66.185                               | 37,1        | 14     |         |     |         |
|                              | Massimo Bergamaschi | 69.264      | 38,9        | Forza Italia – Federalisti           | 36.042      | 20,2   | 4       |     |         |
| Alleanza Nazionale           | Massimo Bergamaschi | 69.264      | 38,9        | 24.917                               | 14,0        | 3      |         |     |         |
| Centro Cristiano Democratico | Massimo Bergamaschi | 69.264      | 38,9        | 8.305                                | 4,7         | –      |         |     |         |
| Mandate der Listengruppe     | Massimo Bergamaschi | 69.264      | 38,9        | –                                    | –           | 1      |         |     |         |
| ↳ Gesamt                     | Massimo Bergamaschi | 69.264      | 38,9        | 69.264                               | 38,9        | 8      |         |     |         |
|                              | Silvia Pantano      | 17.024      | 9,6         | Lega Nord                            | 17.024      | 9,6    | 1       |     |         |
|                              | Franco Sprega       | 15.551      | 8,7         | Partito della Rifondazione Comunista | 15.551      | 8,7    | 1       |     |         |
|                              | Fabrizio Binelli    | 4.574       | 2,6         | Federazione dei Verdi – La Rete      | 4.574       | 2,6    | –       |     |         |
|                              | Paolo Brega         | 2.976       | 1,7         | Lista Pannella – Riformatori         | 2.976       | 1,7    | –       |     |         |
|                              | Carlo Cammi         | 1.491       | 0,8         | Federazione Laburista                | 1.491       | 0,8    | –       |     |         |
|                              | Andrea Benzi        | 1.196       | 0,7         | Autonome Liste                       | 1.196       | 0,7    | –       |     |         |
| Gesamt                       | Gesamt              | 169.905     | 100         | 178.261                              | 100         |        | 178.261 | 100 | 24      |

### Provinz Reggio nell’Emilia
| Kandidaten            | Kandidaten           | Stimmen | %    | Listen                               | Stimmen | %    | Mandate |
| --------------------- | -------------------- | ------- | ---- | ------------------------------------ | ------- | ---- | ------- |
|                       | Roberto Ruinigewählt | 198.719 | 66,2 | Partito Democratico della Sinistra   | 140.902 | 47,0 | 16      |
| Popolari              | Roberto Ruinigewählt | 198.719 | 66,2 | 32.283                               | 10,8    | 3    |         |
| Patto dei Democratici | Roberto Ruinigewählt | 198.719 | 66,2 | 15.796                               | 5,3     | 1    |         |
| Federazione dei Verdi | Roberto Ruinigewählt | 198.719 | 66,2 | 9.738                                | 3,2     | 1    |         |
| ↳ Gesamt              | Roberto Ruinigewählt | 198.719 | 66,2 | 198.719                              | 66,2    | 21   |         |
|                       | Giacomo Pietranera   | 55.298  | 18,4 | Lokale Liste (Mitte-rechts)          | 55.298  | 18,4 | 6       |
|                       | Guido Giannetto      | 27.342  | 9,1  | Partito della Rifondazione Comunista | 27.342  | 9,1  | 2       |
|                       | Paolo Roggero        | 13.529  | 4,5  | Lega Nord                            | 13.529  | 4,5  | 1       |
|                       | Amos Govi            | 5.149   | 1,7  | Lista Pannella – Riformatori         | 5.149   | 1,7  | –       |
| Gesamt                | Gesamt               | 300.037 | 100  |                                      | 300.037 | 100  | 30      |

### Provinz Rimini
| Kandidaten            | Kandidaten           | Stimmen | %    | Listen                                      | Stimmen | %    | Mandate |
| --------------------- | -------------------- | ------- | ---- | ------------------------------------------- | ------- | ---- | ------- |
|                       | Ermanno Bichigewählt | 93.422  | 51,4 | Partito Democratico della Sinistra          | 72.845  | 40,0 | 11      |
| Patto dei Democratici | Ermanno Bichigewählt | 93.422  | 51,4 | 14.221                                      | 7,8     | 2    |         |
| Federazione dei Verdi | Ermanno Bichigewählt | 93.422  | 51,4 | 6.356                                       | 3,5     | 1    |         |
| ↳ Gesamt              | Ermanno Bichigewählt | 93.422  | 51,4 | 93.422                                      | 51,4    | 14   |         |
|                       | Marco Lombardi       | 39.440  | 21,7 | Forza Italia – CCD – Lega Nord – PRI – SOLE | 39.440  | 21,7 | 5       |
|                       | Bruno Moretti        | 26.897  | 14,8 | Alleanza Nazionale                          | 26.897  | 14,8 | 3       |
|                       | Giancarlo Rossi      | 15.022  | 8,3  | Partito della Rifondazione Comunista        | 15.022  | 8,3  | 2       |
|                       | Giorgio Amadei       | 2.847   | 1,6  | Lista Ecologica                             | 2.847   | 1,6  | –       |
|                       | Nicola Vitullo       | 2.713   | 1,5  | Lista Pannella – Riformatori                | 2.713   | 1,5  | –       |
|                       | Aldo Cappellini      | 1.546   | 0,8  | Federazione Laburista                       | 1.546   | 0,8  | –       |
| Gesamt                | Gesamt               | 181.887 | 100  |                                             | 181.887 | 100  | 24      |

### Provinz Arezzo
| Kandidaten                           | Kandidaten          | Stimmen | %    | Listen                                      | Stimmen | %    | Mandate |
| ------------------------------------ | ------------------- | ------- | ---- | ------------------------------------------- | ------- | ---- | ------- |
|                                      | Mauro Tarchigewählt | 114.540 | 53,9 | Partito Democratico della Sinistra          | 86.255  | 40,6 | 14      |
| Partito della Rifondazione Comunista | Mauro Tarchigewählt | 114.540 | 53,9 | 23.114                                      | 10,9    | 4    |         |
| Federazione dei Verdi                | Mauro Tarchigewählt | 114.540 | 53,9 | 5.171                                       | 2,4     | –    |         |
| ↳ Gesamt                             | Mauro Tarchigewählt | 114.540 | 53,9 | 114.540                                     | 53,9    | 18   |         |
|                                      | Gilberto Tiezzi     | 41.079  | 19,3 | Forza Italia – Centro Cristiano Democratico | 41.079  | 19,3 | 6       |
|                                      | Valerio Baroni      | 33.688  | 15,8 | Alleanza Nazionale                          | 33.688  | 15,8 | 4       |
|                                      | Luciano Ralli       | 19.253  | 9,1  | Popolari – Patto dei Democratici            | 19.253  | 9,1  | 2       |
|                                      | Francesco Scatragli | 4.047   | 1,9  | Lista Pannella – Riformatori                | 4.047   | 1,9  | –       |
| Gesamt                               | Gesamt              | 212.607 | 100  |                                             | 212.607 | 100  | 30      |

### Provinz Florenz
| Kandidaten                                        | Kandidaten              | Stimmen | %    | Listen                               | Stimmen | %    | Mandate |
| ------------------------------------------------- | ----------------------- | ------- | ---- | ------------------------------------ | ------- | ---- | ------- |
|                                                   | Michele Gesualdigewählt | 364.197 | 56,7 | Partito Democratico della Sinistra   | 290.112 | 45,2 | 19      |
| Partito Popolare Italiano – Patto dei Democratici | Michele Gesualdigewählt | 364.197 | 56,7 | 36.177                               | 5,6     | 2    |         |
| Federazione dei Verdi                             | Michele Gesualdigewählt | 364.197 | 56,7 | 20.769                               | 3,2     | 1    |         |
| Federazione Laburista                             | Michele Gesualdigewählt | 364.197 | 56,7 | 11.087                               | 1,7     | –    |         |
| Partito Repubblicano Italiano                     | Michele Gesualdigewählt | 364.197 | 56,7 | 6.052                                | 0,9     | –    |         |
| ↳ Gesamt                                          | Michele Gesualdigewählt | 364.197 | 56,7 | 364.197                              | 56,7    | 22   |         |
|                                                   | Giovanni Pallanti       | 124.205 | 19,3 | Forza Italia                         | 124.205 | 19,3 | 7       |
|                                                   | Alessandro Giorgetti    | 73.883  | 11,5 | Alleanza Nazionale                   | 73.883  | 11,5 | 4       |
|                                                   | Sandro Cocchi           | 64.339  | 10,0 | Partito della Rifondazione Comunista | 64.339  | 10,0 | 3       |
|                                                   | Valerio Giannellini     | 9.058   | 1,4  | Lista Pannella – Riformatori         | 9.058   | 1,4  | –       |
|                                                   | Carla Lanfranchi        | 6.578   | 1,0  | Movimento Autonomista Toscano        | 6.578   | 1,0  | –       |
| Gesamt                                            | Gesamt                  | 642.260 | 100  |                                      | 642.260 | 100  | 36      |

### Provinz Grosseto
| Kandidaten | Kandidaten             | 2. Wahlgang | 2. Wahlgang | 1. Wahlgang                          | 1. Wahlgang | Listen | Stimmen | %   | Mandate |
| Kandidaten | Kandidaten             | Stimmen     | %           | Stimmen                              | %           | Listen | Stimmen | %   | Mandate |
| ---------- | ---------------------- | ----------- | ----------- | ------------------------------------ | ----------- | ------ | ------- | --- | ------- |
|            | Stefano Gentiligewählt | 53.201      | 36,8        | Lokale Liste (Mitte-links)           | 53.201      | 36,8   | 14      |     |         |
|            | Giovanni Tamburro      | 44.374      | 30,7        | Centro-destra                        | 44.374      | 30,7   | 6       |     |         |
|            | Roberto Barocci        | 26.007      | 18,0        | Partito della Rifondazione Comunista | 26.007      | 18,0   | 3       |     |         |
|            | Lamberto Ciani         | 10.273      | 7,1         | Federazione Laburista                | 10.273      | 7,1    | 1       |     |         |
|            | Antonio Schiaretti     | 6.472       | 4,5         | Lista Pannella – Riformatori         | 6.472       | 4,5    | –       |     |         |
|            | Giancarlo Galli        | 4.173       | 2,9         | Movimento Autonomista Toscano        | 4.173       | 2,9    | –       |     |         |
| Gesamt     | Gesamt                 | 132.073     | 100         | 144.500                              | 100         |        | 144.500 | 100 | 24      |

### Provinz Livorno
| Kandidaten                                | Kandidaten              | Stimmen | %    | Listen                               | Stimmen | %    | Mandate |
| ----------------------------------------- | ----------------------- | ------- | ---- | ------------------------------------ | ------- | ---- | ------- |
|                                           | Claudio Fronteragewählt | 127.176 | 56,5 | Partito Democratico della Sinistra   | 97.481  | 43,3 | 15      |
| Popolari                                  | Claudio Fronteragewählt | 127.176 | 56,5 | 8.378                                | 3,7     | 1    |         |
| Federazione dei Verdi                     | Claudio Fronteragewählt | 127.176 | 56,5 | 7.737                                | 3,4     | 1    |         |
| Patto dei Democratici                     | Claudio Fronteragewählt | 127.176 | 56,5 | 7.214                                | 3,2     | 1    |         |
| Federazione Laburista – Cristiano Sociali | Claudio Fronteragewählt | 127.176 | 56,5 | 3.704                                | 1,6     | –    |         |
| Partito Repubblicano Italiano             | Claudio Fronteragewählt | 127.176 | 56,5 | 2.662                                | 1,2     | –    |         |
| ↳ Gesamt                                  | Claudio Fronteragewählt | 127.176 | 56,5 | 127.176                              | 56,5    | 18   |         |
|                                           | Alberto Fremura         | 65.111  | 28,9 | Forza Italia                         | 38.464  | 17,1 | 4       |
| Alleanza Nazionale                        | Alberto Fremura         | 65.111  | 28,9 | 26.647                               | 11,8    | 3    |         |
| Mandate der Listengruppe                  | Alberto Fremura         | 65.111  | 28,9 | –                                    | –       | 1    |         |
| ↳ Gesamt                                  | Alberto Fremura         | 65.111  | 28,9 | 65.111                               | 28,9    | 8    |         |
|                                           | Paola Pellegrini        | 29.239  | 13,0 | Partito della Rifondazione Comunista | 29.239  | 13,0 | 4       |
|                                           | Francesco Piga          | 3.542   | 1,6  | Lista Pannella – Riformatori         | 3.542   | 1,6  | –       |
| Gesamt                                    | Gesamt                  | 225.068 | 100  |                                      | 225.068 | 100  | 30      |

### Provinz Pisa
| Kandidaten                           | Kandidaten              | Stimmen | %    | Listen                             | Stimmen | %    | Mandate |
| ------------------------------------ | ----------------------- | ------- | ---- | ---------------------------------- | ------- | ---- | ------- |
|                                      | Gino Nunesgewählt       | 157.672 | 62,1 | Partito Democratico della Sinistra | 100.192 | 39,5 | 14      |
| Partito della Rifondazione Comunista | Gino Nunesgewählt       | 157.672 | 62,1 | 34.188                             | 13,5    | 4    |         |
| Patto dei Democratici                | Gino Nunesgewählt       | 157.672 | 62,1 | 11.185                             | 4,4     | 1    |         |
| Federazione dei Verdi                | Gino Nunesgewählt       | 157.672 | 62,1 | 7.441                              | 2,9     | 1    |         |
| Federazione Laburista                | Gino Nunesgewählt       | 157.672 | 62,1 | 4.666                              | 1,8     | –    |         |
| ↳ Gesamt                             | Gino Nunesgewählt       | 157.672 | 62,1 | 157.672                            | 62,1    | 20   |         |
|                                      | Francesco Guardavaccaro | 75.796  | 29,9 | Forza Italia                       | 41.013  | 16,2 | 4       |
| Alleanza Nazionale                   | Francesco Guardavaccaro | 75.796  | 29,9 | 34.783                             | 13,7    | 4    |         |
| Mandate der Listengruppe             | Francesco Guardavaccaro | 75.796  | 29,9 | –                                  | –       | 1    |         |
| ↳ Gesamt                             | Francesco Guardavaccaro | 75.796  | 29,9 | 75.796                             | 29,9    | 9    |         |
|                                      | Michele Parenti         | 14.639  | 5,8  | Popolari                           | 14.639  | 5,8  | 1       |
|                                      | Gilberto Casini         | 3.680   | 1,4  | Lista Pannella – Riformatori       | 3.680   | 1,4  | –       |
|                                      | Alessandro Ordi         | 2.110   | 0,8  | Partito Repubblicano Italiano      | 2.110   | 0,8  | –       |
| Gesamt                               | Gesamt                  | 253.897 | 100  |                                    | 253.897 | 100  | 30      |

### Provinz Pistoia
| Kandidaten                    | Kandidaten                  | 2. Wahlgang | 2. Wahlgang | 1. Wahlgang | 1. Wahlgang | Listen                               | Stimmen | %    | Mandate |
| Kandidaten                    | Kandidaten                  | Stimmen     | %           | Stimmen     | %           | Listen                               | Stimmen | %    | Mandate |
| ----------------------------- | --------------------------- | ----------- | ----------- | ----------- | ----------- | ------------------------------------ | ------- | ---- | ------- |
|                               | Aldo Antonio Morelligewählt | 91.747      | 53,3        | 77.869      | 45,3        | Partito Democratico della Sinistra   | 64.555  | 37,5 | 12      |
| Patto dei Democratici         | Aldo Antonio Morelligewählt | 91.747      | 53,3        | 77.869      | 45,3        | 8.229                                | 4,8     | 1    |         |
| Federazione dei Verdi         | Aldo Antonio Morelligewählt | 91.747      | 53,3        | 77.869      | 45,3        | 5.085                                | 3,0     | 1    |         |
| ↳ Gesamt                      | Aldo Antonio Morelligewählt | 91.747      | 53,3        | 77.869      | 45,3        | 77.869                               | 45,3    | 14   |         |
|                               | Carluccio Ceccarelli        | 53.266      | 31,0        | 51.601      | 30,0        | Forza Italia – AN – CCD              | 51.601  | 30,0 | 5       |
| Partito Popolare Italiano (A) | Carluccio Ceccarelli        | 53.266      | 31,0        | 51.601      | 30,0        | 11.601                               | 6,7     | 1    |         |
| Mandate der Listengruppe      | Carluccio Ceccarelli        | 53.266      | 31,0        | 51.601      | 30,0        | –                                    | –       | 1    |         |
| ↳ Gesamt                      | Carluccio Ceccarelli        | 53.266      | 31,0        | 51.601      | 30,0        | 63.202                               | 36,7    | 7    |         |
|                               | Francesco Berti             |             |             | 24.495      | 14,2        | Partito della Rifondazione Comunista | 24.495  | 14,2 | 3       |
|                               | Federico Gorbi              |             |             | 11.601      | 6,7         | (A)                                  | –       | –    | –       |
|                               | Gian Paolo Barsi            |             |             | 3.434       | 2,0         | Lega Nord                            | 3.434   | 2,0  | –       |
|                               | Gino Masini                 |             |             | 3.004       | 1,7         | Lista Pannella – Riformatori         | 3.004   | 1,7  | –       |
| Gesamt                        | Gesamt                      | 145.013     | 100         | 172.004     | 100         |                                      | 172.004 | 100  | 24      |

### Provinz Prato
| Kandidaten                       | Kandidaten              | 2. Wahlgang | 2. Wahlgang | 1. Wahlgang | 1. Wahlgang | Listen                               | Stimmen | %    | Mandate |
| Kandidaten                       | Kandidaten              | Stimmen     | %           | Stimmen     | %           | Listen                               | Stimmen | %    | Mandate |
| -------------------------------- | ----------------------- | ----------- | ----------- | ----------- | ----------- | ------------------------------------ | ------- | ---- | ------- |
|                                  | Daniele Mannoccigewählt | 80.043      | 56,0        | 68.652      | 48,0        | Progetto Democratico                 | 57.313  | 40,1 | 13      |
| Popolari                         | Daniele Mannoccigewählt | 80.043      | 56,0        | 68.652      | 48,0        | 7.298                                | 5,1     | 1    |         |
| Patto dei Democratici            | Daniele Mannoccigewählt | 80.043      | 56,0        | 68.652      | 48,0        | 4.041                                | 2,8     | –    |         |
| ↳ Gesamt                         | Daniele Mannoccigewählt | 80.043      | 56,0        | 68.652      | 48,0        | 68.652                               | 48,0    | 14   |         |
|                                  | Goffredo Borchi         | 37.379      | 26,1        | 31.176      | 21,8        | Forza Italia                         | 31.176  | 21,8 | 4       |
| Alleanza Nazionale (A)           | Goffredo Borchi         | 37.379      | 26,1        | 31.176      | 21,8        | 20.249                               | 14,2    | 3    |         |
| Lista Pannella – Riformatori (B) | Goffredo Borchi         | 37.379      | 26,1        | 31.176      | 21,8        | 2.432                                | 1,7     | –    |         |
| Mandate der Listengruppe         | Goffredo Borchi         | 37.379      | 26,1        | 31.176      | 21,8        | –                                    | –       | 1    |         |
| ↳ Gesamt                         | Goffredo Borchi         | 37.379      | 26,1        | 31.176      | 21,8        | 53.857                               | 37,7    | 8    |         |
|                                  | Vincenzo Bellini        |             |             | 20.249      | 14,2        | (A)                                  | –       | –    | –       |
|                                  | Gino Benvenuti          |             |             | 17.871      | 12,5        | Partito della Rifondazione Comunista | 17.871  | 12,5 | 2       |
|                                  | Antonino Cardaci        |             |             | 2.573       | 1,8         | Lega Nord – GAP – PSR                | 2.573   | 1,8  | –       |
|                                  | Vittorio Giugni         |             |             | 2.432       | 1,7         | (B)                                  | –       | –    | –       |
| Gesamt                           | Gesamt                  | 117.422     | 100         | 142.953     | 100         |                                      | 142.953 | 100  | 24      |

### Provinz Siena
| Kandidaten                      | Kandidaten                 | Stimmen | %    | Listen                               | Stimmen | %    | Mandate |
| ------------------------------- | -------------------------- | ------- | ---- | ------------------------------------ | ------- | ---- | ------- |
|                                 | Alessandro Starninigewählt | 96.783  | 54,6 | Partito Democratico della Sinistra   | 85.247  | 48,1 | 13      |
| Patto dei Democratici           | Alessandro Starninigewählt | 96.783  | 54,6 | 7.906                                | 4,5     | 1    |         |
| Federazione dei Verdi – La Rete | Alessandro Starninigewählt | 96.783  | 54,6 | 3.630                                | 2,0     | –    |         |
| ↳ Gesamt                        | Alessandro Starninigewählt | 96.783  | 54,6 | 96.783                               | 54,6    | 14   |         |
|                                 | Paolo Barbagallo           | 30.213  | 17,0 | Forza Italia                         | 30.213  | 17,0 | 4       |
|                                 | Mauro Lenzi                | 20.086  | 11,3 | Partito della Rifondazione Comunista | 20.086  | 11,3 | 3       |
|                                 | Lorenzo Rosso              | 18.459  | 10,4 | Alleanza Nazionale                   | 18.459  | 10,4 | 2       |
|                                 | Pier Paolo Fiorenzani      | 9.262   | 5,2  | Popolari                             | 9.262   | 5,2  | 1       |
|                                 | Rossana Mancini            | 2.510   | 1,4  | Lista Pannella – Riformatori         | 2.510   | 1,4  | –       |
| Gesamt                          | Gesamt                     | 177.313 | 100  |                                      | 177.313 | 100  | 24      |

### Provinz Perugia
| Kandidaten                           | Kandidaten                | Stimmen | %    | Listen                                                          | Stimmen | %    | Mandate |
| ------------------------------------ | ------------------------- | ------- | ---- | --------------------------------------------------------------- | ------- | ---- | ------- |
|                                      | Mariano Borgognonigewählt | 237.652 | 60,1 | Partito Democratico della Sinistra                              | 144.542 | 36,5 | 12      |
| Partito della Rifondazione Comunista | Mariano Borgognonigewählt | 237.652 | 60,1 | 42.174                                                          | 10,7    | 3    |         |
| Insieme per l’Umbria                 | Mariano Borgognonigewählt | 237.652 | 60,1 | 15.399                                                          | 3,9     | 1    |         |
| Patto dei Democratici                | Mariano Borgognonigewählt | 237.652 | 60,1 | 14.477                                                          | 3,7     | 1    |         |
| Federazione Laburista                | Mariano Borgognonigewählt | 237.652 | 60,1 | 12.798                                                          | 3,2     | 1    |         |
| Federazione dei Verdi                | Mariano Borgognonigewählt | 237.652 | 60,1 | 8.262                                                           | 2,1     | –    |         |
| ↳ Gesamt                             | Mariano Borgognonigewählt | 237.652 | 60,1 | 237.652                                                         | 60,1    | 18   |         |
|                                      | Francesco Bartolini       | 153.980 | 38,9 | Alleanza Nazionale – Uniti per l’Umbria – Caccia Pesca Ambiente | 64.654  | 16,3 | 5       |
| Forza Italia                         | Francesco Bartolini       | 153.980 | 38,9 | 60.687                                                          | 15,3    | 5    |         |
| Partito Popolare Italiano            | Francesco Bartolini       | 153.980 | 38,9 | 22.125                                                          | 5,6     | 1    |         |
| Centro Cristiano Democratico         | Francesco Bartolini       | 153.980 | 38,9 | 6.514                                                           | 1,6     | –    |         |
| Mandate der Listengruppe             | Francesco Bartolini       | 153.980 | 38,9 | –                                                               | –       | 1    |         |
| ↳ Gesamt                             | Francesco Bartolini       | 153.980 | 38,9 | 153.980                                                         | 38,9    | 12   |         |
|                                      | Pierfrancesco Pellegrino  | 4.034   | 1,0  | Lista Pannella – Riformatori                                    | 4.034   | 1,0  | –       |
| Gesamt                               | Gesamt                    | 395.666 | 100  |                                                                 | 395.666 | 100  | 30      |

### Provinz Terni
| Kandidaten                           | Kandidaten         | Stimmen | %    | Listen                                                          | Stimmen | %    | Mandate |
| ------------------------------------ | ------------------ | ------- | ---- | --------------------------------------------------------------- | ------- | ---- | ------- |
|                                      | Nicola Molègewählt | 80.467  | 54,3 | Partito Democratico della Sinistra                              | 54.555  | 36,8 | 11      |
| Partito della Rifondazione Comunista | Nicola Molègewählt | 80.467  | 54,3 | 14.826                                                          | 10,0    | 2    |         |
| Insieme per l’Umbria                 | Nicola Molègewählt | 80.467  | 54,3 | 6.824                                                           | 4,6     | 1    |         |
| Federazione dei Verdi                | Nicola Molègewählt | 80.467  | 54,3 | 2.355                                                           | 1,6     | –    |         |
| Federazione Laburista                | Nicola Molègewählt | 80.467  | 54,3 | 1.907                                                           | 1,3     | –    |         |
| ↳ Gesamt                             | Nicola Molègewählt | 80.467  | 54,3 | 80.467                                                          | 54,3    | 14   |         |
|                                      | Alberto Orsini     | 59.426  | 40,1 | Alleanza Nazionale – Uniti per l’Umbria – Caccia Pesca Ambiente | 27.125  | 18,3 | 4       |
| Forza Italia                         | Alberto Orsini     | 59.426  | 40,1 | 22.205                                                          | 15,0    | 3    |         |
| Partito Popolare Italiano            | Alberto Orsini     | 59.426  | 40,1 | 6.296                                                           | 4,2     | 1    |         |
| Centro Cristiano Democratico         | Alberto Orsini     | 59.426  | 40,1 | 3.800                                                           | 2,6     | –    |         |
| Mandate der Listengruppe             | Alberto Orsini     | 59.426  | 40,1 | –                                                               | –       | 1    |         |
| ↳ Gesamt                             | Alberto Orsini     | 59.426  | 40,1 | 59.426                                                          | 40,1    | 9    |         |
|                                      | Raffaele Iannotti  | 6.106   | 4,1  | Patto dei Democratici                                           | 6.106   | 4,1  | 1       |
|                                      | Massimo Quadraccia | 1.363   | 0,9  | Lista Pannella – Riformatori                                    | 1.363   | 0,9  | –       |
|                                      | Emilia Torelli     | 863     | 0,6  | Socialisti e Laici – Sinistra Liberale                          | 863     | 0,6  | –       |
| Gesamt                               | Gesamt             | 148.225 | 100  |                                                                 | 148.225 | 100  | 24      |

### Provinz Ascoli Piceno
| Kandidaten                           | Kandidaten               | 2. Wahlgang | 2. Wahlgang | 1. Wahlgang | 1. Wahlgang | Listen                             | Stimmen | %    | Mandate |
| Kandidaten                           | Kandidaten               | Stimmen     | %           | Stimmen     | %           | Listen                             | Stimmen | %    | Mandate |
| ------------------------------------ | ------------------------ | ----------- | ----------- | ----------- | ----------- | ---------------------------------- | ------- | ---- | ------- |
|                                      | Pietro Colonnellagewählt | 114.919     | 50,0        | 104.291     | 45,4        | Partito Democratico della Sinistra | 60.660  | 26,4 | 11      |
| Partito della Rifondazione Comunista | Pietro Colonnellagewählt | 114.919     | 50,0        | 104.291     | 45,4        | 24.399                             | 10,6    | 4    |         |
| Popolari (A)                         | Pietro Colonnellagewählt | 114.919     | 50,0        | 104.291     | 45,4        | 13.088                             | 5,7     | 2    |         |
| Patto dei Democratici                | Pietro Colonnellagewählt | 114.919     | 50,0        | 104.291     | 45,4        | 9.778                              | 4,3     | 1    |         |
| Federazione dei Verdi                | Pietro Colonnellagewählt | 114.919     | 50,0        | 104.291     | 45,4        | 5.222                              | 2,3     | –    |         |
| Partito Repubblicano Italiano        | Pietro Colonnellagewählt | 114.919     | 50,0        | 104.291     | 45,4        | 4.232                              | 1,8     | –    |         |
| ↳ Gesamt                             | Pietro Colonnellagewählt | 114.919     | 50,0        | 104.291     | 45,4        | 117.379                            | 51,1    | 18   |         |
|                                      | Guido Castelli           | 88.765      | 38,7        | 86.745      | 37,8        | Alleanza Nazionale                 | 40.670  | 17,7 | 4       |
| Forza Italia                         | Guido Castelli           | 88.765      | 38,7        | 86.745      | 37,8        | 37.864                             | 16,5    | 4    |         |
| Partito Popolare Italiano (B)        | Guido Castelli           | 88.765      | 38,7        | 86.745      | 37,8        | 20.941                             | 9,1     | 2    |         |
| Centro Cristiano Democratico         | Guido Castelli           | 88.765      | 38,7        | 86.745      | 37,8        | 8.211                              | 3,6     | 1    |         |
| Mandate der Listengruppe             | Guido Castelli           | 88.765      | 38,7        | 86.745      | 37,8        | –                                  | –       | 1    |         |
| ↳ Gesamt                             | Guido Castelli           | 88.765      | 38,7        | 86.745      | 37,8        | 107.686                            | 46,9    | 12   |         |
|                                      | Romualdo Cafini          |             |             | 20.941      | 9,1         | (B)                                | –       | –    | –       |
|                                      | Emidio Andreani          |             |             | 13.088      | 5,7         | (A)                                | –       | –    | –       |
|                                      | Antonio Iacopini         |             |             | 2.942       | 1,3         | Fiamma Tricolore                   | 2.942   | 1,3  | –       |
|                                      | Vincenzo Tirabassi       |             |             | 1.630       | 0,7         | Lega Nord                          | 1.630   | 0,7  | –       |
| Gesamt                               | Gesamt                   | 203.684     | 100         | 229.637     | 100         |                                    | 229.637 | 100  | 30      |

### Provinz Macerata
| Kandidaten                           | Kandidaten              | 2. Wahlgang | 2. Wahlgang | 1. Wahlgang | 1. Wahlgang | Listen                             | Stimmen | %    | Mandate |
| Kandidaten                           | Kandidaten              | Stimmen     | %           | Stimmen     | %           | Listen                             | Stimmen | %    | Mandate |
| ------------------------------------ | ----------------------- | ----------- | ----------- | ----------- | ----------- | ---------------------------------- | ------- | ---- | ------- |
|                                      | Sauro Pigliapocogewählt | 90.624      | 48,2        | 82.557      | 43,9        | Partito Democratico della Sinistra | 45.693  | 24,3 | 9       |
| Partito della Rifondazione Comunista | Sauro Pigliapocogewählt | 90.624      | 48,2        | 82.557      | 43,9        | 18.496                             | 9,8     | 3    |         |
| Patto dei Democratici                | Sauro Pigliapocogewählt | 90.624      | 48,2        | 82.557      | 43,9        | 10.545                             | 5,6     | 2    |         |
| Federazione dei Verdi                | Sauro Pigliapocogewählt | 90.624      | 48,2        | 82.557      | 43,9        | 4.993                              | 2,7     | –    |         |
| Partito Repubblicano Italiano        | Sauro Pigliapocogewählt | 90.624      | 48,2        | 82.557      | 43,9        | 2.830                              | 1,5     | –    |         |
| ↳ Gesamt                             | Sauro Pigliapocogewählt | 90.624      | 48,2        | 82.557      | 43,9        | 82.557                             | 43,9    | 14   |         |
|                                      | Evio Hermas Ercoli      | 77.423      | 41,2        | 68.769      | 36,6        | Forza Italia                       | 34.424  | 18,3 | 3       |
| Partito Popolare Italiano (A)        | Evio Hermas Ercoli      | 77.423      | 41,2        | 68.769      | 36,6        | 29.613                             | 15,8    | 3    |         |
| Alleanza Nazionale                   | Evio Hermas Ercoli      | 77.423      | 41,2        | 68.769      | 36,6        | 29.499                             | 15,7    | 3    |         |
| Centro Cristiano Democratico         | Evio Hermas Ercoli      | 77.423      | 41,2        | 68.769      | 36,6        | 4.846                              | 2,6     | –    |         |
| Lista Pannella – Riformatori (B)     | Evio Hermas Ercoli      | 77.423      | 41,2        | 68.769      | 36,6        | 2.330                              | 1,2     | –    |         |
| Mandate der Listengruppe             | Evio Hermas Ercoli      | 77.423      | 41,2        | 68.769      | 36,6        | –                                  | –       | 1    |         |
| ↳ Gesamt                             | Evio Hermas Ercoli      | 77.423      | 41,2        | 68.769      | 36,6        | 100.712                            | 53,6    | 10   |         |
|                                      | Antonio Pettinari       |             |             | 29.613      | 15,8        | (A)                                | –       | –    | –       |
|                                      | Achille Castagnani      |             |             | 3.038       | 1,6         | Fiamma Tricolore                   | 3.038   | 1,6  | –       |
|                                      | Ruggero Morresi         |             |             | 2.330       | 1,2         | (B)                                | –       | –    | –       |
|                                      | Pierino Rossetti        |             |             | 1.547       | 0,8         | Lega Nord                          | 1.547   | 0,8  | –       |
| Gesamt                               | Gesamt                  | 168.047     | 100         | 187.854     | 100         |                                    | 187.854 | 100  | 24      |

### Provinz Pesaro und Urbino
| Kandidaten                           | Kandidaten                | Stimmen | %    | Listen                             | Stimmen | %    | Mandate |
| ------------------------------------ | ------------------------- | ------- | ---- | ---------------------------------- | ------- | ---- | ------- |
|                                      | Umberto Bernardinigewählt | 137.949 | 62,5 | Partito Democratico della Sinistra | 86.206  | 39,1 | 13      |
| Partito della Rifondazione Comunista | Umberto Bernardinigewählt | 137.949 | 62,5 | 22.642                             | 10,3    | 3    |         |
| Patto dei Democratici                | Umberto Bernardinigewählt | 137.949 | 62,5 | 15.379                             | 7,0     | 2    |         |
| Federazione dei Verdi                | Umberto Bernardinigewählt | 137.949 | 62,5 | 9.203                              | 4,2     | 1    |         |
| Insieme per Cambiare                 | Umberto Bernardinigewählt | 137.949 | 62,5 | 4.519                              | 2,0     | –    |         |
| ↳ Gesamt                             | Umberto Bernardinigewählt | 137.949 | 62,5 | 137.949                            | 62,5    | 19   |         |
|                                      | Luigi Ragazzini           | 70.782  | 32,1 | Forza Italia                       | 44.405  | 20,1 | 6       |
| Alleanza Nazionale                   | Luigi Ragazzini           | 70.782  | 32,1 | 26.377                             | 12,0    | 3    |         |
| Mandate der Listengruppe             | Luigi Ragazzini           | 70.782  | 32,1 | –                                  | –       | 1    |         |
| ↳ Gesamt                             | Luigi Ragazzini           | 70.782  | 32,1 | 70.782                             | 32,1    | 10   |         |
|                                      | Giovanni Ioni             | 7.683   | 3,5  | Centro Cristiano Democratico       | 7.683   | 3,5  | 1       |
|                                      | Lino Pandini              | 2.405   | 1,1  | Lega Nord                          | 2.405   | 1,1  | –       |
|                                      | Enrico Andreoni           | 1.830   | 0,8  | Lokale Liste                       | 1.830   | 0,8  | –       |
| Gesamt                               | Gesamt                    | 220.649 | 100  |                                    | 220.649 | 100  | 30      |

### Provinz Frosinone
| Kandidaten                    | Kandidaten            | 2. Wahlgang | 2. Wahlgang | 1. Wahlgang                          | 1. Wahlgang | Listen | Stimmen | %   | Mandate |
| Kandidaten                    | Kandidaten            | Stimmen     | %           | Stimmen                              | %           | Listen | Stimmen | %   | Mandate |
| ----------------------------- | --------------------- | ----------- | ----------- | ------------------------------------ | ----------- | ------ | ------- | --- | ------- |
|                               | Loreto Gentilegewählt | 123.454     | 41,8        | Partito Democratico della Sinistra   | 53.824      | 18,2   | 8       |     |         |
| Popolari                      | Loreto Gentilegewählt | 123.454     | 41,8        | 23.248                               | 7,9         | 3      |         |     |         |
| Federazione Laburista – PSDI  | Loreto Gentilegewählt | 123.454     | 41,8        | 18.756                               | 6,4         | 3      |         |     |         |
| Patto dei Democratici         | Loreto Gentilegewählt | 123.454     | 41,8        | 13.131                               | 4,4         | 2      |         |     |         |
| Partito Repubblicano Italiano | Loreto Gentilegewählt | 123.454     | 41,8        | 7.998                                | 2,7         | 1      |         |     |         |
| Federazione dei Verdi         | Loreto Gentilegewählt | 123.454     | 41,8        | 6.497                                | 2,2         | 1      |         |     |         |
| ↳ Gesamt                      | Loreto Gentilegewählt | 123.454     | 41,8        | 123.454                              | 41,8        | 18     |         |     |         |
|                               | Pasqualino Annunziata | 136.409     | 46,2        | Forza Italia                         | 47.065      | 15,9   | 4       |     |         |
| Alleanza Nazionale            | Pasqualino Annunziata | 136.409     | 46,2        | 46.773                               | 15,8        | 4      |         |     |         |
| Centro Cristiano Democratico  | Pasqualino Annunziata | 136.409     | 46,2        | 22.561                               | 7,6         | 1      |         |     |         |
| Partito Popolare Italiano     | Pasqualino Annunziata | 136.409     | 46,2        | 20.010                               | 6,8         | 1      |         |     |         |
| Mandate der Listengruppe      | Pasqualino Annunziata | 136.409     | 46,2        | –                                    | –           | 1      |         |     |         |
| ↳ Gesamt                      | Pasqualino Annunziata | 136.409     | 46,2        | 136.409                              | 46,2        | 11     |         |     |         |
|                               | Dionisio Paglia       | 24.430      | 8,3         | Partito della Rifondazione Comunista | 24.430      | 8,3    | 1       |     |         |
|                               | Franco Villa          | 8.997       | 3,0         | Fiamma Tricolore                     | 8.997       | 3,0    | –       |     |         |
|                               | Vincenzo Taccheri     | 1.937       | 0,7         | Lega Italia Federale                 | 1.937       | 0,7    | –       |     |         |
| Gesamt                        | Gesamt                | 265.943     | 100         | 295.227                              | 100         |        | 295.227 | 100 | 30      |

### Provinz Latina
| Kandidaten                   | Kandidaten             | Stimmen | %    | Listen                               | Stimmen | %    | Mandate |
| ---------------------------- | ---------------------- | ------- | ---- | ------------------------------------ | ------- | ---- | ------- |
|                              | Paride Martellagewählt | 178.439 | 59,2 | Forza Italia                         | 70.153  | 23,3 | 8       |
| Alleanza Nazionale           | Paride Martellagewählt | 178.439 | 59,2 | 59.368                               | 19,7    | 7    |         |
| Partito Popolare Italiano    | Paride Martellagewählt | 178.439 | 59,2 | 22.055                               | 7,3     | 2    |         |
| Centro Cristiano Democratico | Paride Martellagewählt | 178.439 | 59,2 | 19.711                               | 6,5     | 2    |         |
| Unione di Centro             | Paride Martellagewählt | 178.439 | 59,2 | 7.152                                | 2,4     | –    |         |
| ↳ Gesamt                     | Paride Martellagewählt | 178.439 | 59,2 | 178.439                              | 59,2    | 19   |         |
|                              | Amodio Di Marzo        | 92.417  | 30,7 | Partito Democratico della Sinistra   | 38.072  | 12,6 | 4       |
| Popolari                     | Amodio Di Marzo        | 92.417  | 30,7 | 16.004                               | 5,3     | 2    |         |
| Progetto Democratico         | Amodio Di Marzo        | 92.417  | 30,7 | 15.426                               | 5,1     | 1    |         |
| Patto dei Democratici        | Amodio Di Marzo        | 92.417  | 30,7 | 14.793                               | 4,9     | 1    |         |
| Federazione dei Verdi        | Amodio Di Marzo        | 92.417  | 30,7 | 6.290                                | 2,1     | –    |         |
| Lega Italia Federale         | Amodio Di Marzo        | 92.417  | 30,7 | 1.832                                | 0,6     | –    |         |
| Mandate der Listengruppe     | Amodio Di Marzo        | 92.417  | 30,7 | –                                    | –       | 1    |         |
| ↳ Gesamt                     | Amodio Di Marzo        | 92.417  | 30,7 | 92.417                               | 30,7    | 9    |         |
|                              | Rinaldo Ceccano        | 19.817  | 6,6  | Partito della Rifondazione Comunista | 19.817  | 6,6  | 2       |
|                              | Loreto Domizi          | 5.987   | 2,0  | Fiamma Tricolore                     | 5.987   | 2,0  | –       |
|                              | Umberto Tacconi        | 4.737   | 1,6  | Lista Pannella – Riformatori         | 4.737   | 1,6  | –       |
| Gesamt                       | Gesamt                 | 301.397 | 100  |                                      | 301.397 | 100  | 30      |

### Provinz Rieti
| Kandidaten                                                              | Kandidaten              | 2. Wahlgang | 2. Wahlgang | 1. Wahlgang | 1. Wahlgang | Listen                             | Stimmen | %    | Mandate |
| Kandidaten                                                              | Kandidaten              | Stimmen     | %           | Stimmen     | %           | Listen                             | Stimmen | %    | Mandate |
| ----------------------------------------------------------------------- | ----------------------- | ----------- | ----------- | ----------- | ----------- | ---------------------------------- | ------- | ---- | ------- |
|                                                                         | Giosuè Calabresegewählt | 46.151      | 48,6        | 36.710      | 38,7        | Partito Democratico della Sinistra | 21.078  | 22,2 | 7       |
| Partito della Rifondazione Comunista (A)                                | Giosuè Calabresegewählt | 46.151      | 48,6        | 36.710      | 38,7        | 7.190                              | 7,6     | 2    |         |
| Popolari                                                                | Giosuè Calabresegewählt | 46.151      | 48,6        | 36.710      | 38,7        | 6.920                              | 7,3     | 2    |         |
| Patto dei Democratici                                                   | Giosuè Calabresegewählt | 46.151      | 48,6        | 36.710      | 38,7        | 5.646                              | 6,0     | 2    |         |
| Partito Repubblicano Italiano – Partito Socialista Democratico Italiano | Giosuè Calabresegewählt | 46.151      | 48,6        | 36.710      | 38,7        | 3.066                              | 3,2     | 1    |         |
| Federazione dei Verdi (B)                                               | Giosuè Calabresegewählt | 46.151      | 48,6        | 36.710      | 38,7        | 1.414                              | 1,5     | –    |         |
| ↳ Gesamt                                                                | Giosuè Calabresegewählt | 46.151      | 48,6        | 36.710      | 38,7        | 45.314                             | 47,8    | 14   |         |
|                                                                         | Mauro Lattanzi          | 42.422      | 44,7        | 46.057      | 48,5        | Alleanza Nazionale                 | 18.361  | 19,4 | 4       |
| Forza Italia                                                            | Mauro Lattanzi          | 42.422      | 44,7        | 46.057      | 48,5        | 13.902                             | 14,7    | 3    |         |
| Partito Popolare Italiano                                               | Mauro Lattanzi          | 42.422      | 44,7        | 46.057      | 48,5        | 6.976                              | 7,4     | 1    |         |
| Centro Cristiano Democratico                                            | Mauro Lattanzi          | 42.422      | 44,7        | 46.057      | 48,5        | 6.818                              | 7,2     | 1    |         |
| Mandate der Listengruppe                                                | Mauro Lattanzi          | 42.422      | 44,7        | 46.057      | 48,5        | –                                  | –       | 1    |         |
| ↳ Gesamt                                                                | Mauro Lattanzi          | 42.422      | 44,7        | 46.057      | 48,5        | 46.057                             | 48,5    | 10   |         |
|                                                                         | Emolo Ceccarelli        |             |             | 7.190       | 7,6         | (A)                                | –       | –    | –       |
|                                                                         | Alberto De Sanctis      |             |             | 1.549       | 1,6         | Lega Italia Federale               | 1.549   | 1,6  | –       |
|                                                                         | Roberto Ragnini         |             |             | 1.414       | 1,5         | (B)                                | –       | –    | –       |
|                                                                         | Lamberto Iacobelli      |             |             | 1.377       | 1,5         | Fiamma Tricolore                   | 1.377   | 1,5  | –       |
|                                                                         | Mauro Zanella           |             |             | 580         | 0,6         | Lista Pannella – Riformatori       | 580     | 0,6  | –       |
| Gesamt                                                                  | Gesamt                  | 88.573      | 100         | 94.877      | 100         |                                    | 94.877  | 100  | 24      |

### Provinz Rom
| Kandidaten                                                      | Kandidaten             | 2. Wahlgang | 2. Wahlgang | 1. Wahlgang | 1. Wahlgang | Listen                             | Stimmen   | %    | Mandate |
| Kandidaten                                                      | Kandidaten             | Stimmen     | %           | Stimmen     | %           | Listen                             | Stimmen   | %    | Mandate |
| --------------------------------------------------------------- | ---------------------- | ----------- | ----------- | ----------- | ----------- | ---------------------------------- | --------- | ---- | ------- |
|                                                                 | Giorgio Fregosigewählt | 993.315     | 42,9        | 860.474     | 37,1        | Partito Democratico della Sinistra | 612.567   | 26,4 | 17      |
| Partito della Rifondazione Comunista (A)                        | Giorgio Fregosigewählt | 993.315     | 42,9        | 860.474     | 37,1        | 192.916                            | 8,3       | 4    |         |
| Federazione dei Verdi                                           | Giorgio Fregosigewählt | 993.315     | 42,9        | 860.474     | 37,1        | 83.368                             | 3,6       | 2    |         |
| Popolari                                                        | Giorgio Fregosigewählt | 993.315     | 42,9        | 860.474     | 37,1        | 72.563                             | 3,1       | 2    |         |
| Patto dei Democratici                                           | Giorgio Fregosigewählt | 993.315     | 42,9        | 860.474     | 37,1        | 55.392                             | 2,4       | 1    |         |
| Partito Repubblicano Italiano                                   | Giorgio Fregosigewählt | 993.315     | 42,9        | 860.474     | 37,1        | 22.922                             | 1,0       | –    |         |
| Federazione Laburista – Partito Socialista Democratico Italiano | Giorgio Fregosigewählt | 993.315     | 42,9        | 860.474     | 37,1        | 13.662                             | 0,6       | –    |         |
| Lega Italia Federale (B)                                        | Giorgio Fregosigewählt | 993.315     | 42,9        | 860.474     | 37,1        | 7.330                              | 0,3       | –    |         |
| La Rete (C)                                                     | Giorgio Fregosigewählt | 993.315     | 42,9        | 860.474     | 37,1        | 3.647                              | 0,2       | –    |         |
| ↳ Gesamt                                                        | Giorgio Fregosigewählt | 993.315     | 42,9        | 860.474     | 37,1        | 1.064.367                          | 45,9      | 26   |         |
|                                                                 | Silvano Moffa          | 952.290     | 41,1        | 1.132.825   | 48,9        | Alleanza Nazionale                 | 589.531   | 25,4 | 9       |
| Forza Italia                                                    | Silvano Moffa          | 952.290     | 41,1        | 1.132.825   | 48,9        | 386.965                            | 16,7      | 6    |         |
| Partito Popolare Italiano                                       | Silvano Moffa          | 952.290     | 41,1        | 1.132.825   | 48,9        | 86.009                             | 3,7       | 1    |         |
| Centro Cristiano Democratico                                    | Silvano Moffa          | 952.290     | 41,1        | 1.132.825   | 48,9        | 70.320                             | 3,0       | 1    |         |
| Lista Pannella – Riformatori (D)                                | Silvano Moffa          | 952.290     | 41,1        | 1.132.825   | 48,9        | 31.974                             | 1,4       | –    |         |
| Verdi Federalisti (E)                                           | Silvano Moffa          | 952.290     | 41,1        | 1.132.825   | 48,9        | 23.946                             | 1,0       | –    |         |
| Pensionati Uomini Vivi (F)                                      | Silvano Moffa          | 952.290     | 41,1        | 1.132.825   | 48,9        | 17.391                             | 0,8       | –    |         |
| Mandate der Listengruppe                                        | Silvano Moffa          | 952.290     | 41,1        | 1.132.825   | 48,9        | –                                  | –         | 1    |         |
| ↳ Gesamt                                                        | Silvano Moffa          | 952.290     | 41,1        | 1.132.825   | 48,9        | 1.206.136                          | 52,1      | 18   |         |
|                                                                 | Salvatore Bonadonna    |             |             | 196.563     | 8,5         | (A) – (C)                          | –         | –    | 1       |
|                                                                 | Primo Mastrantoni      |             |             | 49.903      | 2,2         | (D)                                | –         | –    | –       |
| Socialisti e Laici – Sinistra Liberale                          | Primo Mastrantoni      | 17.929      | 0,8         | 49.903      | 2,2         | –                                  |           |      |         |
| ↳ Gesamt                                                        | Primo Mastrantoni      | 17.929      | 0,8         | 49.903      | 2,2         | –                                  |           |      |         |
|                                                                 | Roberto Bigliardo      |             |             | 28.159      | 1,2         | Fiamma Tricolore                   | 28.159    | 1,2  | –       |
|                                                                 | Laura Scalabrini       |             |             | 23.946      | 1,0         | (E)                                | –         | –    | –       |
|                                                                 | Giuseppe Polini        |             |             | 17.391      | 0,8         | (F)                                | –         | –    | –       |
|                                                                 | Augusto Giustini       |             |             | 7.330       | 0,3         | (B)                                | –         | –    | –       |
| Gesamt                                                          | Gesamt                 | 1.945.605   | 100         | 2.316.591   | 100         |                                    | 2.316.591 | 100  | 45      |

### Provinz Chieti
| Kandidaten                               | Kandidaten                 | 2. Wahlgang | 2. Wahlgang | 1. Wahlgang | 1. Wahlgang | Listen                             | Stimmen | %    | Mandate |
| Kandidaten                               | Kandidaten                 | Stimmen     | %           | Stimmen     | %           | Listen                             | Stimmen | %    | Mandate |
| ---------------------------------------- | -------------------------- | ----------- | ----------- | ----------- | ----------- | ---------------------------------- | ------- | ---- | ------- |
|                                          | Manfredi Pulsinelligewählt | 103.275     | 44,5        | 86.496      | 37,3        | Partito Democratico della Sinistra | 51.100  | 22,0 | 9       |
| Partito della Rifondazione Comunista (A) | Manfredi Pulsinelligewählt | 103.275     | 44,5        | 86.496      | 37,3        | 22.667                             | 9,8     | 3    |         |
| Popolari                                 | Manfredi Pulsinelligewählt | 103.275     | 44,5        | 86.496      | 37,3        | 16.657                             | 7,2     | 2    |         |
| Patto dei Democratici                    | Manfredi Pulsinelligewählt | 103.275     | 44,5        | 86.496      | 37,3        | 12.481                             | 5,4     | 2    |         |
| Federazione dei Verdi                    | Manfredi Pulsinelligewählt | 103.275     | 44,5        | 86.496      | 37,3        | 6.258                              | 2,7     | 1    |         |
| Lista Pannella – Riformatori (B)         | Manfredi Pulsinelligewählt | 103.275     | 44,5        | 86.496      | 37,3        | 5.790                              | 2,5     | 1    |         |
| ↳ Gesamt                                 | Manfredi Pulsinelligewählt | 103.275     | 44,5        | 86.496      | 37,3        | 114.953                            | 49,6    | 18   |         |
|                                          | Rocco Di Marco             | 92.895      | 40,1        | 108.420     | 46,8        | Alleanza Nazionale                 | 45.654  | 19,7 | 5       |
| Forza Italia                             | Rocco Di Marco             | 92.895      | 40,1        | 108.420     | 46,8        | 41.203                             | 17,8    | 4    |         |
| Centro Cristiano Democratico             | Rocco Di Marco             | 92.895      | 40,1        | 108.420     | 46,8        | 21.563                             | 9,3     | 2    |         |
| Mandate der Listengruppe                 | Rocco Di Marco             | 92.895      | 40,1        | 108.420     | 46,8        | –                                  | –       | 1    |         |
| ↳ Gesamt                                 | Rocco Di Marco             | 92.895      | 40,1        | 108.420     | 46,8        | 108.420                            | 46,8    | 12   |         |
|                                          | Pasquale D’Angelo          |             |             | 22.667      | 9,8         | (A)                                | –       | –    | –       |
|                                          | Nicola Cucullo             |             |             | 8.533       | 3,7         | Fiamma Tricolore                   | 8.533   | 3,7  | –       |
|                                          | Antonio Bomba              |             |             | 5.790       | 2,5         | (B)                                | –       | –    | –       |
| Gesamt                                   | Gesamt                     | 196.170     | 100         | 231.906     | 100         |                                    | 231.906 | 100  | 30      |

### Provinz L’Aquila
| Kandidaten                               | Kandidaten                | 2. Wahlgang | 2. Wahlgang | 1. Wahlgang | 1. Wahlgang | Listen                             | Stimmen | %    | Mandate |
| Kandidaten                               | Kandidaten                | Stimmen     | %           | Stimmen     | %           | Listen                             | Stimmen | %    | Mandate |
| ---------------------------------------- | ------------------------- | ----------- | ----------- | ----------- | ----------- | ---------------------------------- | ------- | ---- | ------- |
|                                          | Palmiero Susigewählt      | 78.779      | 42,7        | 87.925      | 47,7        | Forza Italia                       | 38.247  | 20,7 | 6       |
| Alleanza Nazionale                       | Palmiero Susigewählt      | 78.779      | 42,7        | 87.925      | 47,7        | 36.011                             | 19,5    | 6    |         |
| Centro Cristiano Democratico             | Palmiero Susigewählt      | 78.779      | 42,7        | 87.925      | 47,7        | 13.667                             | 7,4     | 2    |         |
| Lista Pannella – Riformatori (A)         | Palmiero Susigewählt      | 78.779      | 42,7        | 87.925      | 47,7        | 4.819                              | 2,6     | –    |         |
| Socialdemocrazia Liberale Europea (B)    | Palmiero Susigewählt      | 78.779      | 42,7        | 87.925      | 47,7        | 1.768                              | 1,0     | –    |         |
| ↳ Gesamt                                 | Palmiero Susigewählt      | 78.779      | 42,7        | 87.925      | 47,7        | 94.512                             | 51,3    | 14   |         |
|                                          | Angelo Sabatini           | 74.144      | 40,2        | 68.276      | 37,0        | Partito Democratico della Sinistra | 36.885  | 20,0 | 4       |
| Popolari                                 | Angelo Sabatini           | 74.144      | 40,2        | 68.276      | 37,0        | 15.698                             | 8,5     | 2    |         |
| Patto dei Democratici                    | Angelo Sabatini           | 74.144      | 40,2        | 68.276      | 37,0        | 15.693                             | 8,5     | 2    |         |
| Partito della Rifondazione Comunista (C) | Angelo Sabatini           | 74.144      | 40,2        | 68.276      | 37,0        | 12.248                             | 6,6     | 1    |         |
| Federazione dei Verdi (D)                | Angelo Sabatini           | 74.144      | 40,2        | 68.276      | 37,0        | 5.308                              | 2,9     | –    |         |
| Mandate der Listengruppe                 | Angelo Sabatini           | 74.144      | 40,2        | 68.276      | 37,0        | –                                  | –       | 1    |         |
| ↳ Gesamt                                 | Angelo Sabatini           | 74.144      | 40,2        | 68.276      | 37,0        | 85.832                             | 46,6    | 10   |         |
|                                          | Maria Domenica Pollicelli |             |             | 12.248      | 6,6         | (C)                                | –       | –    | –       |
|                                          | Mario Pizzola             |             |             | 5.308       | 2,9         | (D)                                | –       | –    | –       |
|                                          | Pierluigi Tancredi        |             |             | 4.819       | 2,6         | (A)                                | –       | –    | –       |
|                                          | Paolo Vecchioli           |             |             | 4.031       | 2,2         | Fiamma Tricolore                   | 4.031   | 2,2  | –       |
|                                          | Giancarlo Matteotti       |             |             | 1.768       | 1,0         | (B)                                | –       | –    | –       |
| Gesamt                                   | Gesamt                    | 152.923     | 100         | 184.375     | 100         |                                    | 184.375 | 100  | 24      |

### Provinz Pescara
| Kandidaten                               | Kandidaten               | 2. Wahlgang | 2. Wahlgang | 1. Wahlgang | 1. Wahlgang | Listen                             | Stimmen | %    | Mandate |
| Kandidaten                               | Kandidaten               | Stimmen     | %           | Stimmen     | %           | Listen                             | Stimmen | %    | Mandate |
| ---------------------------------------- | ------------------------ | ----------- | ----------- | ----------- | ----------- | ---------------------------------- | ------- | ---- | ------- |
|                                          | Luciano D’Alfonsogewählt | 87.958      | 48,7        | 79.737      | 44,1        | Partito Democratico della Sinistra | 43.110  | 23,9 | 7       |
| Partito della Rifondazione Comunista (A) | Luciano D’Alfonsogewählt | 87.958      | 48,7        | 79.737      | 44,1        | 17.709                             | 9,8     | 3    |         |
| Popolari                                 | Luciano D’Alfonsogewählt | 87.958      | 48,7        | 79.737      | 44,1        | 16.404                             | 9,1     | 2    |         |
| Patto dei Democratici                    | Luciano D’Alfonsogewählt | 87.958      | 48,7        | 79.737      | 44,1        | 9.553                              | 5,3     | 1    |         |
| Federazione dei Verdi                    | Luciano D’Alfonsogewählt | 87.958      | 48,7        | 79.737      | 44,1        | 6.434                              | 3,6     | 1    |         |
| Progetto Democratico                     | Luciano D’Alfonsogewählt | 87.958      | 48,7        | 79.737      | 44,1        | 3.395                              | 1,9     | –    |         |
| Federazione Laburista                    | Luciano D’Alfonsogewählt | 87.958      | 48,7        | 79.737      | 44,1        | 841                                | 0,5     | –    |         |
| ↳ Gesamt                                 | Luciano D’Alfonsogewählt | 87.958      | 48,7        | 79.737      | 44,1        | 97.446                             | 53,9    | 14   |         |
|                                          | Ezio Ardizzi             | 67.675      | 37,4        | 75.751      | 41,9        | Forza Italia                       | 32.119  | 17,8 | 4       |
| Alleanza Nazionale                       | Ezio Ardizzi             | 67.675      | 37,4        | 75.751      | 41,9        | 31.254                             | 17,3    | 4    |         |
| Centro Cristiano Democratico             | Ezio Ardizzi             | 67.675      | 37,4        | 75.751      | 41,9        | 12.378                             | 6,8     | 1    |         |
| Lista Pannella – Riformatori (B)         | Ezio Ardizzi             | 67.675      | 37,4        | 75.751      | 41,9        | 4.916                              | 2,7     | –    |         |
| Mandate der Listengruppe                 | Ezio Ardizzi             | 67.675      | 37,4        | 75.751      | 41,9        | –                                  | –       | 1    |         |
| ↳ Gesamt                                 | Ezio Ardizzi             | 67.675      | 37,4        | 75.751      | 41,9        | 80.667                             | 44,6    | 10   |         |
|                                          | Angelo Di Rosa           |             |             | 17.709      | 9,8         | (A)                                | –       | –    | –       |
|                                          | Mario Di Zenobio         |             |             | 4.916       | 2,7         | (B)                                | –       | –    | –       |
|                                          | Bruno Pacifico           |             |             | 2.625       | 1,5         | Fiamma Tricolore                   | 2.625   | 1,5  | –       |
| Gesamt                                   | Gesamt                   | 155.633     | 100         | 180.738     | 100         |                                    | 180.738 | 100  | 24      |

### Provinz Teramo
| Kandidaten                       | Kandidaten             | 2. Wahlgang | 2. Wahlgang | 1. Wahlgang | 1. Wahlgang | Listen                               | Stimmen | %    | Mandate |
| Kandidaten                       | Kandidaten             | Stimmen     | %           | Stimmen     | %           | Listen                               | Stimmen | %    | Mandate |
| -------------------------------- | ---------------------- | ----------- | ----------- | ----------- | ----------- | ------------------------------------ | ------- | ---- | ------- |
|                                  | Claudio Ruffinigewählt | 93.008      | 53,4        | 79.157      | 45,4        | Partito Democratico della Sinistra   | 46.953  | 27,0 | 9       |
| Patto dei Democratici            | Claudio Ruffinigewählt | 93.008      | 53,4        | 79.157      | 45,4        | 13.492                               | 7,7     | 2    |         |
| Popolari                         | Claudio Ruffinigewählt | 93.008      | 53,4        | 79.157      | 45,4        | 13.276                               | 7,6     | 2    |         |
| Federazione dei Verdi            | Claudio Ruffinigewählt | 93.008      | 53,4        | 79.157      | 45,4        | 5.436                                | 3,1     | 1    |         |
| ↳ Gesamt                         | Claudio Ruffinigewählt | 93.008      | 53,4        | 79.157      | 45,4        | 79.157                               | 45,4    | 14   |         |
|                                  | Renato Melasecca       | 57.970      | 33,3        | 68.987      | 39,6        | Alleanza Nazionale                   | 30.065  | 17,3 | 4       |
| Forza Italia                     | Renato Melasecca       | 57.970      | 33,3        | 68.987      | 39,6        | 29.071                               | 16,7    | 3    |         |
| Centro Cristiano Democratico     | Renato Melasecca       | 57.970      | 33,3        | 68.987      | 39,6        | 9.851                                | 5,7     | 1    |         |
| Lokale Liste (A)                 | Renato Melasecca       | 57.970      | 33,3        | 68.987      | 39,6        | 3.604                                | 2,1     | –    |         |
| Lista Pannella – Riformatori (B) | Renato Melasecca       | 57.970      | 33,3        | 68.987      | 39,6        | 3.095                                | 1,8     | –    |         |
| Mandate der Listengruppe         | Renato Melasecca       | 57.970      | 33,3        | 68.987      | 39,6        | –                                    | –       | 1    |         |
| ↳ Gesamt                         | Renato Melasecca       | 57.970      | 33,3        | 68.987      | 39,6        | 75.686                               | 43,4    | 9    |         |
|                                  | Antonio Macera         |             |             | 16.334      | 9,4         | Partito della Rifondazione Comunista | 16.334  | 9,4  | 1       |
|                                  | Vincenzo Tassoni       |             |             | 3.604       | 2,1         | (A)                                  | –       | –    | –       |
|                                  | Giovanni Proti         |             |             | 3.095       | 1,8         | (B)                                  | –       | –    | –       |
|                                  | Bruno Di Pietro        |             |             | 3.020       | 1,7         | Fiamma Tricolore                     | 3.020   | 1,7  | –       |
| Gesamt                           | Gesamt                 | 150.978     | 100         | 174.197     | 100         |                                      | 174.197 | 100  | 24      |

### Provinz Campobasso
| Kandidaten                           | Kandidaten             | 2. Wahlgang | 2. Wahlgang | 1. Wahlgang | 1. Wahlgang | Listen                             | Stimmen | %    | Mandate |
| Kandidaten                           | Kandidaten             | Stimmen     | %           | Stimmen     | %           | Listen                             | Stimmen | %    | Mandate |
| ------------------------------------ | ---------------------- | ----------- | ----------- | ----------- | ----------- | ---------------------------------- | ------- | ---- | ------- |
|                                      | Antonio Chieffogewählt | 73.782      | 52,8        | 67.370      | 48,2        | Partito Democratico della Sinistra | 27.455  | 19,6 | 7       |
| Popolari                             | Antonio Chieffogewählt | 73.782      | 52,8        | 67.370      | 48,2        | 13.757                             | 9,8     | 3    |         |
| Partito della Rifondazione Comunista | Antonio Chieffogewählt | 73.782      | 52,8        | 67.370      | 48,2        | 11.419                             | 8,2     | 2    |         |
| Patto dei Democratici                | Antonio Chieffogewählt | 73.782      | 52,8        | 67.370      | 48,2        | 11.233                             | 8,0     | 2    |         |
| Federazione dei Verdi                | Antonio Chieffogewählt | 73.782      | 52,8        | 67.370      | 48,2        | 3.506                              | 2,5     | –    |         |
| ↳ Gesamt                             | Antonio Chieffogewählt | 73.782      | 52,8        | 67.370      | 48,2        | 67.370                             | 48,2    | 14   |         |
|                                      | Michele Picciano       | 51.025      | 36,5        | 60.129      | 43,0        | Alleanza Nazionale                 | 23.782  | 17,0 | 3       |
| Forza Italia                         | Michele Picciano       | 51.025      | 36,5        | 60.129      | 43,0        | 18.444                             | 13,2    | 2    |         |
| Partito Popolare Italiano            | Michele Picciano       | 51.025      | 36,5        | 60.129      | 43,0        | 14.340                             | 10,3    | 2    |         |
| Centro Cristiano Democratico (A)     | Michele Picciano       | 51.025      | 36,5        | 60.129      | 43,0        | 12.318                             | 8,8     | 2    |         |
| Partito Popolare Progressista        | Michele Picciano       | 51.025      | 36,5        | 60.129      | 43,0        | 3.563                              | 2,5     | –    |         |
| Mandate der Listengruppe             | Michele Picciano       | 51.025      | 36,5        | 60.129      | 43,0        | –                                  | –       | 1    |         |
| ↳ Gesamt                             | Michele Picciano       | 51.025      | 36,5        | 60.129      | 43,0        | 72.447                             | 51,8    | 10   |         |
|                                      | Nicola Mammoli         |             |             | 12.318      | 8,8         | (A)                                | –       | –    | –       |
| Gesamt                               | Gesamt                 | 124.807     | 100         | 139.817     | 100         |                                    | 139.817 | 100  | 24      |

### Provinz Isernia
| Kandidaten                               | Kandidaten                 | 2. Wahlgang | 2. Wahlgang | 1. Wahlgang | 1. Wahlgang | Listen                             | Stimmen | %    | Mandate |
| Kandidaten                               | Kandidaten                 | Stimmen     | %           | Stimmen     | %           | Listen                             | Stimmen | %    | Mandate |
| ---------------------------------------- | -------------------------- | ----------- | ----------- | ----------- | ----------- | ---------------------------------- | ------- | ---- | ------- |
|                                          | Domenico Pellegrinogewählt | 25.429      | 45,7        | 10.920      | 19,6        | Partito Democratico della Sinistra | 10.920  | 19,6 | 6       |
| Patto dei Democratici (A)                | Domenico Pellegrinogewählt | 25.429      | 45,7        | 10.920      | 19,6        | 7.480                              | 13,4    | 4    |         |
| Popolari (B)                             | Domenico Pellegrinogewählt | 25.429      | 45,7        | 10.920      | 19,6        | 6.897                              | 12,4    | 3    |         |
| Partito della Rifondazione Comunista (C) | Domenico Pellegrinogewählt | 25.429      | 45,7        | 10.920      | 19,6        | 2.190                              | 3,9     | 1    |         |
| ↳ Gesamt                                 | Domenico Pellegrinogewählt | 25.429      | 45,7        | 10.920      | 19,6        | 27.487                             | 49,4    | 14   |         |
|                                          | Giovanni Petrollini        | 22.081      | 39,7        | 22.318      | 40,1        | Forza Italia                       | 9.556   | 17,2 | 3       |
| Alleanza Nazionale                       | Giovanni Petrollini        | 22.081      | 39,7        | 22.318      | 40,1        | 7.942                              | 14,3    | 3    |         |
| Centro Cristiano Democratico (D)         | Giovanni Petrollini        | 22.081      | 39,7        | 22.318      | 40,1        | 5.872                              | 10,5    | 2    |         |
| Lokale Liste                             | Giovanni Petrollini        | 22.081      | 39,7        | 22.318      | 40,1        | 4.820                              | 8,7     | 1    |         |
| Mandate der Listengruppe                 | Giovanni Petrollini        | 22.081      | 39,7        | 22.318      | 40,1        | –                                  | –       | 1    |         |
| ↳ Gesamt                                 | Giovanni Petrollini        | 22.081      | 39,7        | 22.318      | 40,1        | 28.190                             | 50,6    | 10   |         |
|                                          | Attilio Peluso             |             |             | 7.480       | 13,4        | (A)                                | –       | –    | –       |
|                                          | Francesco Rossi            |             |             | 6.897       | 12,4        | (B)                                | –       | –    | –       |
|                                          | Fortunato Pinelli          |             |             | 5.872       | 10,5        | (D)                                | –       | –    | –       |
|                                          | Luigia Altopiedi           |             |             | 2.190       | 3,9         | (C)                                | –       | –    | –       |
| Gesamt                                   | Gesamt                     | 47.510      | 100         | 55.677      | 100         |                                    | 55.677  | 100  | 24      |

### Provinz Avellino
| Kandidaten                           | Kandidaten            | 2. Wahlgang | 2. Wahlgang | 1. Wahlgang | 1. Wahlgang | Listen                       | Stimmen | %    | Mandate |
| Kandidaten                           | Kandidaten            | Stimmen     | %           | Stimmen     | %           | Listen                       | Stimmen | %    | Mandate |
| ------------------------------------ | --------------------- | ----------- | ----------- | ----------- | ----------- | ---------------------------- | ------- | ---- | ------- |
|                                      | Luigi Anzalonegewählt | 123.826     | 48,7        | 69.218      | 27,2        | Popolari (A)                 | 61.250  | 24,1 | 8       |
| Partito Democratico della Sinistra   | Luigi Anzalonegewählt | 123.826     | 48,7        | 69.218      | 27,2        | 47.139                       | 18,5    | 6    |         |
| Patto dei Democratici (B)            | Luigi Anzalonegewählt | 123.826     | 48,7        | 69.218      | 27,2        | 18.159                       | 7,1     | 2    |         |
| Partito della Rifondazione Comunista | Luigi Anzalonegewählt | 123.826     | 48,7        | 69.218      | 27,2        | 17.736                       | 7,0     | 2    |         |
| Federazione dei Verdi                | Luigi Anzalonegewählt | 123.826     | 48,7        | 69.218      | 27,2        | 4.343                        | 1,7     | –    |         |
| ↳ Gesamt                             | Luigi Anzalonegewählt | 123.826     | 48,7        | 69.218      | 27,2        | 148.627                      | 58,5    | 18   |         |
|                                      | Bruno Cosentini       | 89.862      | 35,3        | 76.386      | 30,0        | Alleanza Nazionale           | 38.664  | 15,2 | 4       |
| Forza Italia                         | Bruno Cosentini       | 89.862      | 35,3        | 76.386      | 30,0        | 37.722                       | 14,8    | 4    |         |
| Centro Cristiano Democratico (C)     | Bruno Cosentini       | 89.862      | 35,3        | 76.386      | 30,0        | 27.530                       | 10,8    | 3    |         |
| Mandate der Listengruppe             | Bruno Cosentini       | 89.862      | 35,3        | 76.386      | 30,0        | –                            | –       | 1    |         |
| ↳ Gesamt                             | Bruno Cosentini       | 89.862      | 35,3        | 76.386      | 30,0        | 103.916                      | 40,9    | 12   |         |
|                                      | Donato Pennetta       |             |             | 61.250      | 24,1        | (A)                          | –       | –    | –       |
|                                      | Franco Di Cecilia     |             |             | 27.530      | 10,8        | (C)                          | –       | –    | –       |
|                                      | Brunella Asfaldo      |             |             | 18.159      | 7,1         | (B)                          | –       | –    | –       |
|                                      | Alessandro Pacilio    |             |             | 1.730       | 0,7         | Lista Pannella – Riformatori | 1.730   | 0,7  | –       |
| Gesamt                               | Gesamt                | 213.688     | 100         | 254.273     | 100         |                              | 254.273 | 100  | 30      |

### Provinz Benevento
| Kandidaten                              | Kandidaten           | 2. Wahlgang | 2. Wahlgang | 1. Wahlgang | 1. Wahlgang | Listen                               | Stimmen | %    | Mandate |
| Kandidaten                              | Kandidaten           | Stimmen     | %           | Stimmen     | %           | Listen                               | Stimmen | %    | Mandate |
| --------------------------------------- | -------------------- | ----------- | ----------- | ----------- | ----------- | ------------------------------------ | ------- | ---- | ------- |
|                                         | Roberto Russogewählt | 75.828      | 43,0        | 59.343      | 33,7        | Centro Cristiano Democratico (A)     | 32.193  | 18,3 | 5       |
| Alleanza Nazionale                      | Roberto Russogewählt | 75.828      | 43,0        | 59.343      | 33,7        | 23.441                               | 13,3    | 4    |         |
| Forza Italia                            | Roberto Russogewählt | 75.828      | 43,0        | 59.343      | 33,7        | 22.748                               | 12,9    | 3    |         |
| Partito Popolare Italiano               | Roberto Russogewählt | 75.828      | 43,0        | 59.343      | 33,7        | 13.154                               | 7,5     | 2    |         |
| ↳ Gesamt                                | Roberto Russogewählt | 75.828      | 43,0        | 59.343      | 33,7        | 91.536                               | 51,9    | 14   |         |
|                                         | Floriano Panza       | 68.909      | 39,1        | 72.502      | 41,1        | Partito Democratico della Sinistra   | 28.714  | 16,3 | 4       |
| Popolari                                | Floriano Panza       | 68.909      | 39,1        | 72.502      | 41,1        | 21.981                               | 12,5    | 3    |         |
| Patto dei Democratici                   | Floriano Panza       | 68.909      | 39,1        | 72.502      | 41,1        | 16.082                               | 9,1     | 2    |         |
| Partito Socialista Democratico Italiano | Floriano Panza       | 68.909      | 39,1        | 72.502      | 41,1        | 5.725                                | 3,2     | –    |         |
| Lokale Liste (B)                        | Floriano Panza       | 68.909      | 39,1        | 72.502      | 41,1        | 2.425                                | 1,4     | –    |         |
| Mandate der Listengruppe                | Floriano Panza       | 68.909      | 39,1        | 72.502      | 41,1        | –                                    | –       | 1    |         |
| ↳ Gesamt                                | Floriano Panza       | 68.909      | 39,1        | 72.502      | 41,1        | 74.927                               | 42,5    | 10   |         |
|                                         | Leopoldo Mirra       |             |             | 32.193      | 18,3        | (A)                                  | –       | –    | –       |
|                                         | Erasmo Timoteo       |             |             | 6.905       | 3,9         | Partito della Rifondazione Comunista | 6.905   | 3,9  | –       |
|                                         | Luigi Bocchino       |             |             | 2.899       | 1,6         | Fiamma Tricolore                     | 2.899   | 1,6  | –       |
|                                         | Sergio Pacillo       |             |             | 2.425       | 1,4         | (B)                                  | –       | –    | –       |
| Gesamt                                  | Gesamt               | 144.737     | 100         | 176.267     | 100         |                                      | 176.267 | 100  | 24      |

### Provinz Neapel
| Kandidaten                                  | Kandidaten            | 2. Wahlgang | 2. Wahlgang | 1. Wahlgang | 1. Wahlgang | Listen                                   | Stimmen   | %    | Mandate |
| Kandidaten                                  | Kandidaten            | Stimmen     | %           | Stimmen     | %           | Listen                                   | Stimmen   | %    | Mandate |
| ------------------------------------------- | --------------------- | ----------- | ----------- | ----------- | ----------- | ---------------------------------------- | --------- | ---- | ------- |
|                                             | Amato Lambertigewählt | 612.336     | 40,8        | 642.240     | 42,8        | Partito Democratico della Sinistra       | 356.488   | 23,8 | 14      |
| Partito della Rifondazione Comunista        | Amato Lambertigewählt | 612.336     | 40,8        | 642.240     | 42,8        | 139.053                                  | 9,3       | 5    |         |
| Patto dei Democratici                       | Amato Lambertigewählt | 612.336     | 40,8        | 642.240     | 42,8        | 61.526                                   | 4,1       | 2    |         |
| Federazione dei Verdi                       | Amato Lambertigewählt | 612.336     | 40,8        | 642.240     | 42,8        | 47.929                                   | 3,2       | 2    |         |
| Federazione Laburista                       | Amato Lambertigewählt | 612.336     | 40,8        | 642.240     | 42,8        | 37.244                                   | 2,5       | 1    |         |
| Partito Repubblicano Italiano (A)           | Amato Lambertigewählt | 612.336     | 40,8        | 642.240     | 42,8        | 25.223                                   | 1,7       | 1    |         |
| Partito Socialista Democratico Italiano (B) | Amato Lambertigewählt | 612.336     | 40,8        | 642.240     | 42,8        | 16.254                                   | 1,1       | –    |         |
| ↳ Gesamt                                    | Amato Lambertigewählt | 612.336     | 40,8        | 642.240     | 42,8        | 683.717                                  | 45,6      | 25   |         |
|                                             | Onorato Visone        | 454.695     | 30,3        | 691.771     | 46,1        | Forza Italia                             | 272.653   | 18,2 | 7       |
| Alleanza Nazionale                          | Onorato Visone        | 454.695     | 30,3        | 691.771     | 46,1        | 241.011                                  | 16,1      | 6    |         |
| Partito Popolare Italiano                   | Onorato Visone        | 454.695     | 30,3        | 691.771     | 46,1        | 104.330                                  | 7,0       | 2    |         |
| Centro Cristiano Democratico                | Onorato Visone        | 454.695     | 30,3        | 691.771     | 46,1        | 73.777                                   | 4,9       | 2    |         |
| Mandate der Listengruppe                    | Onorato Visone        | 454.695     | 30,3        | 691.771     | 46,1        | –                                        | –         | 1    |         |
| ↳ Gesamt                                    | Onorato Visone        | 454.695     | 30,3        | 691.771     | 46,1        | 691.771                                  | 46,1      | 18   |         |
|                                             | Enrico Forte          |             |             | 82.131      | 5,5         | Popolari                                 | 65.877    | 4,4  | 2       |
| (B)                                         | Enrico Forte          | –           | –           | 82.131      | 5,5         | –                                        |           |      |         |
| Mandate der Listengruppe                    | Enrico Forte          | –           | –           | 82.131      | 5,5         | 1                                        |           |      |         |
| ↳ Gesamt                                    | Enrico Forte          | 65.877      | 4,4         | 82.131      | 5,5         | 3                                        |           |      |         |
|                                             | Giuseppe Ossorio      |             |             | 25.223      | 1,7         | (A)                                      | –         | –    | –       |
|                                             | Raffaele Bruno        |             |             | 22.324      | 1,5         | Fiamma Tricolore                         | 22.324    | 1,5  | –       |
|                                             | Reparato Spampanato   |             |             | 17.951      | 1,2         | Lista Pannella – Riformatori             | 17.951    | 1,2  | –       |
|                                             | Ermete Ferraro        |             |             | 11.753      | 0,8         | Verdi Diritti Ambiente Lavoro Arcobaleno | 11.753    | 0,8  | –       |
|                                             | Lucio Barone          |             |             | 5.784       | 0,4         | Alleanza Meridionale                     | 5.784     | 0,4  | –       |
| Gesamt                                      | Gesamt                | 1.067.031   | 100         | 1.499.177   | 100         |                                          | 1.499.177 | 100  | 46      |

### Provinz Salerno
| Kandidaten                       | Kandidaten            | 2. Wahlgang | 2. Wahlgang | 1. Wahlgang | 1. Wahlgang | Listen                               | Stimmen | %    | Mandate |
| Kandidaten                       | Kandidaten            | Stimmen     | %           | Stimmen     | %           | Listen                               | Stimmen | %    | Mandate |
| -------------------------------- | --------------------- | ----------- | ----------- | ----------- | ----------- | ------------------------------------ | ------- | ---- | ------- |
|                                  | Alfonso Andriagewählt | 253.724     | 42,5        | 245.957     | 41,2        | Partito Democratico della Sinistra   | 108.586 | 18,2 | 10      |
| Popolari                         | Alfonso Andriagewählt | 253.724     | 42,5        | 245.957     | 41,2        | 73.089                               | 12,2    | 7    |         |
| Patto dei Democratici            | Alfonso Andriagewählt | 253.724     | 42,5        | 245.957     | 41,2        | 44.808                               | 7,5     | 4    |         |
| Federazione dei Verdi            | Alfonso Andriagewählt | 253.724     | 42,5        | 245.957     | 41,2        | 19.474                               | 3,3     | 1    |         |
| ↳ Gesamt                         | Alfonso Andriagewählt | 253.724     | 42,5        | 245.957     | 41,2        | 245.957                              | 41,2    | 22   |         |
|                                  | Carlo Chirico         | 241.646     | 40,5        | 210.073     | 35,2        | Alleanza Nazionale                   | 105.745 | 17,7 | 5       |
| Forza Italia                     | Carlo Chirico         | 241.646     | 40,5        | 210.073     | 35,2        | 104.328                              | 17,5    | 4    |         |
| Centro Cristiano Democratico (A) | Carlo Chirico         | 241.646     | 40,5        | 210.073     | 35,2        | 65.528                               | 11,0    | 3    |         |
| Sinistra Liberale (B)            | Carlo Chirico         | 241.646     | 40,5        | 210.073     | 35,2        | 14.586                               | 2,4     | –    |         |
| Mandate der Listengruppe         | Carlo Chirico         | 241.646     | 40,5        | 210.073     | 35,2        | –                                    | –       | 1    |         |
| ↳ Gesamt                         | Carlo Chirico         | 241.646     | 40,5        | 210.073     | 35,2        | 290.187                              | 48,6    | 13   |         |
|                                  | Roberto Manzione      |             |             | 80.114      | 13,4        | (A) – (B)                            | –       | –    | –       |
|                                  | Vincenzo Grimaldi     |             |             | 41.401      | 6,9         | Partito della Rifondazione Comunista | 41.401  | 6,9  | 1       |
|                                  | Corrado Lucibello     |             |             | 11.633      | 1,9         | Fiamma Tricolore                     | 11.633  | 1,9  | –       |
|                                  | Maurizio Provenza     |             |             | 8.065       | 1,4         | Lista Pannella – Riformatori         | 8.065   | 1,4  | –       |
| Gesamt                           | Gesamt                | 495.370     | 100         | 597.243     | 100         |                                      | 597.243 | 100  | 36      |

### Provinz Bari
| Kandidaten                               | Kandidaten                  | 2. Wahlgang | 2. Wahlgang | 1. Wahlgang | 1. Wahlgang | Listen                             | Stimmen | %    | Mandate |
| Kandidaten                               | Kandidaten                  | Stimmen     | %           | Stimmen     | %           | Listen                             | Stimmen | %    | Mandate |
| ---------------------------------------- | --------------------------- | ----------- | ----------- | ----------- | ----------- | ---------------------------------- | ------- | ---- | ------- |
|                                          | Francesco Sorrentinogewählt | 324.105     | 40,3        | 368.362     | 45,8        | Alleanza Nazionale                 | 158.941 | 19,8 | 11      |
| Forza Italia                             | Francesco Sorrentinogewählt | 324.105     | 40,3        | 368.362     | 45,8        | 152.646                            | 19,0    | 10   |         |
| Partito Popolare Italiano (A)            | Francesco Sorrentinogewählt | 324.105     | 40,3        | 368.362     | 45,8        | 60.514                             | 7,5     | 4    |         |
| Centro Cristiano Democratico             | Francesco Sorrentinogewählt | 324.105     | 40,3        | 368.362     | 45,8        | 42.517                             | 5,3     | 2    |         |
| Ambiente Club                            | Francesco Sorrentinogewählt | 324.105     | 40,3        | 368.362     | 45,8        | 14.258                             | 1,8     | –    |         |
| ↳ Gesamt                                 | Francesco Sorrentinogewählt | 324.105     | 40,3        | 368.362     | 45,8        | 428.876                            | 53,3    | 27   |         |
|                                          | Giovanni Di Cagno           | 310.599     | 38,6        | 258.502     | 32,1        | Partito Democratico della Sinistra | 140.833 | 17,5 | 8       |
| Partito della Rifondazione Comunista (B) | Giovanni Di Cagno           | 310.599     | 38,6        | 258.502     | 32,1        | 63.234                             | 7,9     | 3    |         |
| Patto dei Democratici                    | Giovanni Di Cagno           | 310.599     | 38,6        | 258.502     | 32,1        | 49.825                             | 6,2     | 2    |         |
| Popolari                                 | Giovanni Di Cagno           | 310.599     | 38,6        | 258.502     | 32,1        | 43.285                             | 5,4     | 2    |         |
| Federazione Laburista – PRI – PSDI (C)   | Giovanni Di Cagno           | 310.599     | 38,6        | 258.502     | 32,1        | 26.383                             | 3,3     | 1    |         |
| Federazione dei Verdi                    | Giovanni Di Cagno           | 310.599     | 38,6        | 258.502     | 32,1        | 24.559                             | 3,1     | 1    |         |
| Mandate der Listengruppe                 | Giovanni Di Cagno           | 310.599     | 38,6        | 258.502     | 32,1        | –                                  | –       | 1    |         |
| ↳ Gesamt                                 | Giovanni Di Cagno           | 310.599     | 38,6        | 258.502     | 32,1        | 348.119                            | 43,3    | 18   |         |
|                                          | Nicola Occhiofino           |             |             | 63.234      | 7,9         | (B)                                | –       | –    | –       |
|                                          | Domenico Ricchiuti          |             |             | 60.514      | 7,5         | (A)                                | –       | –    | –       |
|                                          | Raffaele Belardi            |             |             | 26.383      | 3,3         | (C)                                | –       | –    | –       |
|                                          | Pasquale Tria               |             |             | 12.605      | 1,6         | Lista Pannella – Riformatori       | 12.605  | 1,6  | –       |
|                                          | Giuseppe Tosca              |             |             | 11.572      | 1,4         | Fiamma Tricolore                   | 11.572  | 1,4  | –       |
|                                          | Michele Ladisa              |             |             | 3.578       | 0,4         | Lokale Liste                       | 3.578   | 0,4  | –       |
| Gesamt                                   | Gesamt                      | 634.704     | 100         | 804.750     | 100         |                                    | 804.750 | 100  | 45      |

### Provinz Brindisi
| Kandidaten                                | Kandidaten           | Stimmen | %    | Listen                               | Stimmen | %    | Mandate |
| ----------------------------------------- | -------------------- | ------- | ---- | ------------------------------------ | ------- | ---- | ------- |
|                                           | Nicola Frugisgewählt | 124.678 | 57,0 | Alleanza Nazionale                   | 44.102  | 20,1 | 7       |
| Forza Italia                              | Nicola Frugisgewählt | 124.678 | 57,0 | 43.772                               | 20,0    | 6    |         |
| Partito Popolare Italiano                 | Nicola Frugisgewählt | 124.678 | 57,0 | 22.735                               | 10,4    | 3    |         |
| Centro Cristiano Democratico              | Nicola Frugisgewählt | 124.678 | 57,0 | 14.069                               | 6,4     | 2    |         |
| ↳ Gesamt                                  | Nicola Frugisgewählt | 124.678 | 57,0 | 124.678                              | 57,0    | 18   |         |
|                                           | Adolfo Gianfreda     | 74.732  | 34,1 | Partito Democratico della Sinistra   | 49.588  | 22,7 | 7       |
| Popolari – Patto dei Democratici          | Adolfo Gianfreda     | 74.732  | 34,1 | 18.637                               | 8,5     | 2    |         |
| Federazione dei Verdi – Cristiano Sociali | Adolfo Gianfreda     | 74.732  | 34,1 | 6.507                                | 3,0     | –    |         |
| Mandate der Listengruppe                  | Adolfo Gianfreda     | 74.732  | 34,1 | –                                    | –       | 1    |         |
| ↳ Gesamt                                  | Adolfo Gianfreda     | 74.732  | 34,1 | 74.732                               | 34,1    | 10   |         |
|                                           | Cosimo Ligorio       | 15.399  | 7,0  | Partito della Rifondazione Comunista | 15.399  | 7,0  | 2       |
|                                           | Cosimo Vitale        | 2.807   | 1,3  | Lista Pannella – Riformatori         | 2.807   | 1,3  | –       |
|                                           | Beniamino Mola       | 1.269   | 0,6  | Lega Italia Federale                 | 1.269   | 0,6  | –       |
| Gesamt                                    | Gesamt               | 218.885 | 100  |                                      | 218.885 | 100  | 30      |

### Provinz Lecce
| Kandidaten                               | Kandidaten          | 2. Wahlgang | 2. Wahlgang | 1. Wahlgang | 1. Wahlgang | Listen                             | Stimmen | %    | Mandate |
| Kandidaten                               | Kandidaten          | Stimmen     | %           | Stimmen     | %           | Listen                             | Stimmen | %    | Mandate |
| ---------------------------------------- | ------------------- | ----------- | ----------- | ----------- | ----------- | ---------------------------------- | ------- | ---- | ------- |
|                                          | Lorenzo Riagewählt  | 194.273     | 42,7        | 174.980     | 38,4        | Partito Democratico della Sinistra | 86.975  | 19,1 | 10      |
| Popolari                                 | Lorenzo Riagewählt  | 194.273     | 42,7        | 174.980     | 38,4        | 42.018                             | 9,2     | 4    |         |
| Patto dei Democratici                    | Lorenzo Riagewählt  | 194.273     | 42,7        | 174.980     | 38,4        | 35.147                             | 7,7     | 4    |         |
| Partito della Rifondazione Comunista (A) | Lorenzo Riagewählt  | 194.273     | 42,7        | 174.980     | 38,4        | 24.523                             | 5,4     | 2    |         |
| Lokale Liste (B)                         | Lorenzo Riagewählt  | 194.273     | 42,7        | 174.980     | 38,4        | 17.361                             | 3,8     | 1    |         |
| Federazione dei Verdi                    | Lorenzo Riagewählt  | 194.273     | 42,7        | 174.980     | 38,4        | 10.840                             | 2,4     | 1    |         |
| ↳ Gesamt                                 | Lorenzo Riagewählt  | 194.273     | 42,7        | 174.980     | 38,4        | 216.864                            | 47,6    | 22   |         |
|                                          | Antonio Tamborrino  | 186.580     | 41,0        | 116.582     | 25,6        | Forza Italia                       | 69.134  | 15,2 | 4       |
| Alleanza Nazionale (C)                   | Antonio Tamborrino  | 186.580     | 41,0        | 116.582     | 25,6        | 85.244                             | 18,7    | 4    |         |
| Partito Popolare Italiano                | Antonio Tamborrino  | 186.580     | 41,0        | 116.582     | 25,6        | 47.448                             | 10,4    | 3    |         |
| Centro Cristiano Democratico (D)         | Antonio Tamborrino  | 186.580     | 41,0        | 116.582     | 25,6        | 30.030                             | 6,6     | 1    |         |
| Mandate der Listengruppe                 | Antonio Tamborrino  | 186.580     | 41,0        | 116.582     | 25,6        | –                                  | –       | 1    |         |
| ↳ Gesamt                                 | Antonio Tamborrino  | 186.580     | 41,0        | 116.582     | 25,6        | 231.856                            | 50,9    | 13   |         |
|                                          | Antonio De Matteis  |             |             | 115.274     | 25,3        | (C) – (D)                          | –       | –    | 1       |
|                                          | Giuseppe Merico     |             |             | 24.523      | 5,4         | (A)                                | –       | –    | –       |
|                                          | Giancarlo Ciricugno |             |             | 17.361      | 3,8         | (B)                                | –       | –    | –       |
|                                          | Ennio Licci         |             |             | 6.420       | 1,4         | Fiamma Tricolore                   | 6.420   | 1,4  | –       |
| Gesamt                                   | Gesamt              | 380.853     | 100         | 455.140     | 100         |                                    | 455.140 | 100  | 36      |

### Provinz Tarent
| Kandidaten                                                          | Kandidaten              | 2. Wahlgang | 2. Wahlgang | 1. Wahlgang | 1. Wahlgang | Listen                             | Stimmen | %    | Mandate |
| Kandidaten                                                          | Kandidaten              | Stimmen     | %           | Stimmen     | %           | Listen                             | Stimmen | %    | Mandate |
| ------------------------------------------------------------------- | ----------------------- | ----------- | ----------- | ----------- | ----------- | ---------------------------------- | ------- | ---- | ------- |
|                                                                     | Marcello Cantoregewählt | 136.589     | 42,9        | 150.113     | 47,2        | Alleanza Nazionale                 | 50.654  | 15,9 | 6       |
| Forza Italia                                                        | Marcello Cantoregewählt | 136.589     | 42,9        | 150.113     | 47,2        | 49.618                             | 15,6    | 6    |         |
| Partito Popolare Italiano                                           | Marcello Cantoregewählt | 136.589     | 42,9        | 150.113     | 47,2        | 33.292                             | 10,5    | 4    |         |
| Centro Cristiano Democratico                                        | Marcello Cantoregewählt | 136.589     | 42,9        | 150.113     | 47,2        | 16.549                             | 5,2     | 2    |         |
| ↳ Gesamt                                                            | Marcello Cantoregewählt | 136.589     | 42,9        | 150.113     | 47,2        | 150.113                            | 47,2    | 18   |         |
|                                                                     | Luigi Morea             | 132.966     | 41,8        | 91.962      | 28,9        | Partito Democratico della Sinistra | 69.019  | 21,7 | 6       |
| Partito della Rifondazione Comunista (A)                            | Luigi Morea             | 132.966     | 41,8        | 91.962      | 28,9        | 21.086                             | 6,6     | 1    |         |
| Patto dei Democratici                                               | Luigi Morea             | 132.966     | 41,8        | 91.962      | 28,9        | 15.999                             | 5,0     | 1    |         |
| Popolari (B)                                                        | Luigi Morea             | 132.966     | 41,8        | 91.962      | 28,9        | 13.494                             | 4,2     | 1    |         |
| Federazione dei Verdi                                               | Luigi Morea             | 132.966     | 41,8        | 91.962      | 28,9        | 4.064                              | 1,3     | –    |         |
| Partito Repubblicano Italiano                                       | Luigi Morea             | 132.966     | 41,8        | 91.962      | 28,9        | 2.880                              | 0,9     | –    |         |
| Federazione Laburista – Partito Socialista Democratico Italiano (C) | Luigi Morea             | 132.966     | 41,8        | 91.962      | 28,9        | 2.729                              | 0,9     | –    |         |
| Mandate der Listengruppe                                            | Luigi Morea             | 132.966     | 41,8        | 91.962      | 28,9        | –                                  | –       | 1    |         |
| ↳ Gesamt                                                            | Luigi Morea             | 132.966     | 41,8        | 91.962      | 28,9        | 129.271                            | 40,6    | 10   |         |
|                                                                     | Salvatore Fallone       |             |             | 31.164      | 9,8         | Lega d’Azione Meridionale          | 31.164  | 9,8  | 2       |
|                                                                     | Donato Paradiso         |             |             | 21.086      | 6,6         | (A)                                | –       | –    | –       |
|                                                                     | Aldo Maggi              |             |             | 13.494      | 4,2         | (B)                                | –       | –    | –       |
|                                                                     | Francesco Di Lauro      |             |             | 2.949       | 0,9         | Lista Pannella – Riformatori       | 2.949   | 0,9  | –       |
|                                                                     | Antonio Calò            |             |             | 2.729       | 0,9         | (C)                                | –       | –    | –       |
|                                                                     | Francesco Rago          |             |             | 2.224       | 0,7         | Ambiente Club                      | 2.224   | 0,7  | –       |
|                                                                     | Giuseppe Quaranta       |             |             | 1.294       | 0,4         | Lega Italia Federale               | 1.294   | 0,4  | –       |
|                                                                     | Cosimo Damiano Delauro  |             |             | 1.027       | 0,3         | Puglia Nostra                      | 1.027   | 0,3  | –       |
| Gesamt                                                              | Gesamt                  | 269.555     | 100         | 318.042     | 100         |                                    | 318.042 | 100  | 30      |

### Provinz Matera
| Kandidaten                   | Kandidaten              | Stimmen | %    | Listen                               | Stimmen | %    | Mandate |
| ---------------------------- | ----------------------- | ------- | ---- | ------------------------------------ | ------- | ---- | ------- |
|                              | Angelo Tatarannogewählt | 57.852  | 50,3 | Partito Democratico della Sinistra   | 28.112  | 24,4 | 7       |
| Popolari                     | Angelo Tatarannogewählt | 57.852  | 50,3 | 11.755                               | 10,2    | 3    |         |
| Federazione Laburista        | Angelo Tatarannogewählt | 57.852  | 50,3 | 7.394                                | 6,4     | 2    |         |
| Patto dei Democratici        | Angelo Tatarannogewählt | 57.852  | 50,3 | 6.071                                | 5,3     | 1    |         |
| Federazione dei Verdi        | Angelo Tatarannogewählt | 57.852  | 50,3 | 4.520                                | 3,9     | 1    |         |
| ↳ Gesamt                     | Angelo Tatarannogewählt | 57.852  | 50,3 | 57.852                               | 50,3    | 14   |         |
|                              | Francesco Iuele         | 45.186  | 39,3 | Alleanza Nazionale                   | 14.317  | 12,5 | 3       |
| Partito Popolare Italiano    | Francesco Iuele         | 45.186  | 39,3 | 13.758                               | 12,0    | 2    |         |
| Forza Italia                 | Francesco Iuele         | 45.186  | 39,3 | 12.394                               | 10,8    | 2    |         |
| Centro Cristiano Democratico | Francesco Iuele         | 45.186  | 39,3 | 4.717                                | 4,1     | –    |         |
| Mandate der Listengruppe     | Francesco Iuele         | 45.186  | 39,3 | –                                    | –       | 1    |         |
| ↳ Gesamt                     | Francesco Iuele         | 45.186  | 39,3 | 45.186                               | 39,3    | 8    |         |
|                              | Domenico Giannace       | 9.713   | 8,4  | Partito della Rifondazione Comunista | 9.713   | 8,4  | 2       |
|                              | Leonardo Tauro          | 2.232   | 1,9  | Fiamma Tricolore                     | 2.232   | 1,9  | –       |
| Gesamt                       | Gesamt                  | 114.983 | 100  |                                      | 114.983 | 100  | 24      |

### Provinz Potenza
| Kandidaten                   | Kandidaten                | Stimmen | %    | Listen                               | Stimmen | %    | Mandate |
| ---------------------------- | ------------------------- | ------- | ---- | ------------------------------------ | ------- | ---- | ------- |
|                              | Domenico Salvatoregewählt | 122.188 | 52,7 | Partito Democratico della Sinistra   | 45.075  | 19,5 | 7       |
| Popolari                     | Domenico Salvatoregewählt | 122.188 | 52,7 | 29.858                               | 12,9    | 5    |         |
| Federazione Laburista        | Domenico Salvatoregewählt | 122.188 | 52,7 | 22.784                               | 9,8     | 4    |         |
| I Democratici                | Domenico Salvatoregewählt | 122.188 | 52,7 | 10.465                               | 4,5     | 1    |         |
| Patto dei Democratici        | Domenico Salvatoregewählt | 122.188 | 52,7 | 8.791                                | 3,8     | 1    |         |
| Federazione dei Verdi        | Domenico Salvatoregewählt | 122.188 | 52,7 | 5.215                                | 2,3     | –    |         |
| ↳ Gesamt                     | Domenico Salvatoregewählt | 122.188 | 52,7 | 122.188                              | 52,7    | 18   |         |
|                              | Vincenzo Laurita          | 95.770  | 41,3 | Alleanza Nazionale                   | 28.082  | 12,1 | 3       |
| Forza Italia                 | Vincenzo Laurita          | 95.770  | 41,3 | 27.909                               | 12,0    | 3    |         |
| Partito Popolare Italiano    | Vincenzo Laurita          | 95.770  | 41,3 | 26.179                               | 11,3    | 3    |         |
| Centro Cristiano Democratico | Vincenzo Laurita          | 95.770  | 41,3 | 13.600                               | 5,9     | 1    |         |
| Mandate der Listengruppe     | Vincenzo Laurita          | 95.770  | 41,3 | –                                    | –       | 1    |         |
| ↳ Gesamt                     | Vincenzo Laurita          | 95.770  | 41,3 | 95.770                               | 41,3    | 11   |         |
|                              | Antonio Brigante          | 13.738  | 5,9  | Partito della Rifondazione Comunista | 13.738  | 5,9  | 1       |
| Gesamt                       | Gesamt                    | 231.696 | 100  |                                      | 231.696 | 100  | 30      |

### Provinz Catanzaro
| Kandidaten                    | Kandidaten              | 2. Wahlgang | 2. Wahlgang | 1. Wahlgang | 1. Wahlgang | Listen                               | Stimmen | %    | Mandate |
| Kandidaten                    | Kandidaten              | Stimmen     | %           | Stimmen     | %           | Listen                               | Stimmen | %    | Mandate |
| ----------------------------- | ----------------------- | ----------- | ----------- | ----------- | ----------- | ------------------------------------ | ------- | ---- | ------- |
|                               | Giuseppe Martinogewählt | 81.066      | 41,1        | 88.903      | 45,1        | Alleanza Nazionale                   | 33.291  | 16,9 | 6       |
| Forza Italia                  | Giuseppe Martinogewählt | 81.066      | 41,1        | 88.903      | 45,1        | 31.611                               | 16,0    | 6    |         |
| Centro Cristiano Democratico  | Giuseppe Martinogewählt | 81.066      | 41,1        | 88.903      | 45,1        | 24.001                               | 12,2    | 4    |         |
| Partito Popolare Italiano (A) | Giuseppe Martinogewählt | 81.066      | 41,1        | 88.903      | 45,1        | 14.519                               | 7,4     | 2    |         |
| ↳ Gesamt                      | Giuseppe Martinogewählt | 81.066      | 41,1        | 88.903      | 45,1        | 103.422                              | 52,4    | 18   |         |
|                               | Marcello Barberio       | 74.250      | 37,6        | 69.703      | 35,3        | Progressisti                         | 42.952  | 21,8 | 6       |
| Popolari                      | Marcello Barberio       | 74.250      | 37,6        | 69.703      | 35,3        | 15.015                               | 7,6     | 2    |         |
| Patto dei Democratici         | Marcello Barberio       | 74.250      | 37,6        | 69.703      | 35,3        | 11.736                               | 5,9     | 1    |         |
| Mandate der Listengruppe      | Marcello Barberio       | 74.250      | 37,6        | 69.703      | 35,3        | –                                    | –       | 1    |         |
| ↳ Gesamt                      | Marcello Barberio       | 74.250      | 37,6        | 69.703      | 35,3        | 69.703                               | 35,3    | 10   |         |
|                               | Angelo Coniglio         |             |             | 18.808      | 9,5         | Partito della Rifondazione Comunista | 18.808  | 9,5  | 2       |
|                               | Maria Pia Faga          |             |             | 14.519      | 7,4         | (A)                                  | –       | –    | –       |
|                               | Domenico Loiero         |             |             | 2.258       | 1,1         | Lokale Liste                         | 2.258   | 1,1  | –       |
|                               | Pietro Torchia          |             |             | 2.100       | 1,1         | Lega Italia Federale                 | 2.100   | 1,1  | –       |
|                               | Jesu Giuliani           |             |             | 991         | 0,5         | Liberali                             | 991     | 0,5  | –       |
| Gesamt                        | Gesamt                  | 155.316     | 100         | 197.282     | 100         |                                      | 197.282 | 100  | 30      |

### Provinz Cosenza
| Kandidaten                              | Kandidaten          | 2. Wahlgang | 2. Wahlgang | 1. Wahlgang | 1. Wahlgang | Listen                               | Stimmen | %    | Mandate |
| Kandidaten                              | Kandidaten          | Stimmen     | %           | Stimmen     | %           | Listen                               | Stimmen | %    | Mandate |
| --------------------------------------- | ------------------- | ----------- | ----------- | ----------- | ----------- | ------------------------------------ | ------- | ---- | ------- |
|                                         | Antonio Acrigewählt | 164.273     | 43,2        | 159.699     | 42,0        | Progressisti                         | 80.390  | 21,1 | 12      |
| Patto dei Democratici                   | Antonio Acrigewählt | 164.273     | 43,2        | 159.699     | 42,0        | 36.516                               | 9,6     | 5    |         |
| Popolari                                | Antonio Acrigewählt | 164.273     | 43,2        | 159.699     | 42,0        | 32.778                               | 8,6     | 4    |         |
| Partito Socialista Democratico Italiano | Antonio Acrigewählt | 164.273     | 43,2        | 159.699     | 42,0        | 10.015                               | 2,6     | 1    |         |
| ↳ Gesamt                                | Antonio Acrigewählt | 164.273     | 43,2        | 159.699     | 42,0        | 159.699                              | 42,0    | 22   |         |
|                                         | Francesco Bisogno   | 131.496     | 34,6        | 137.538     | 36,2        | Alleanza Nazionale                   | 55.035  | 14,5 | 4       |
| Forza Italia                            | Francesco Bisogno   | 131.496     | 34,6        | 137.538     | 36,2        | 49.806                               | 13,1    | 3    |         |
| Centro Cristiano Democratico            | Francesco Bisogno   | 131.496     | 34,6        | 137.538     | 36,2        | 32.697                               | 8,6     | 2    |         |
| Partito Popolare Italiano (A)           | Francesco Bisogno   | 131.496     | 34,6        | 137.538     | 36,2        | 31.835                               | 8,4     | 2    |         |
| Mandate der Listengruppe                | Francesco Bisogno   | 131.496     | 34,6        | 137.538     | 36,2        | –                                    | –       | 1    |         |
| ↳ Gesamt                                | Francesco Bisogno   | 131.496     | 34,6        | 137.538     | 36,2        | 169.373                              | 44,5    | 12   |         |
|                                         | Francesco Veneziano |             |             | 41.488      | 10,9        | Partito della Rifondazione Comunista | 41.488  | 10,9 | 2       |
|                                         | Davide Gravina      |             |             | 31.835      | 8,4         | (A)                                  | –       | –    | –       |
|                                         | Giovanni Papasso    |             |             | 9.696       | 2,5         | Partito Socialista Riformista        | 9.696   | 2,5  | –       |
| Gesamt                                  | Gesamt              | 295.769     | 100         | 380.256     | 100         |                                      | 380.256 | 100  | 36      |

### Provinz Crotone
| Kandidaten               | Kandidaten              | Stimmen | %    | Listen                               | Stimmen | %    | Mandate |
| ------------------------ | ----------------------- | ------- | ---- | ------------------------------------ | ------- | ---- | ------- |
|                          | Carmine Talaricogewählt | 47.583  | 54,8 | Progressisti                         | 28.250  | 32,5 | 10      |
| Popolari                 | Carmine Talaricogewählt | 47.583  | 54,8 | 11.026                               | 12,7    | 3    |         |
| Federazione Laburista    | Carmine Talaricogewählt | 47.583  | 54,8 | 8.307                                | 9,6     | 2    |         |
| ↳ Gesamt                 | Carmine Talaricogewählt | 47.583  | 54,8 | 47.583                               | 54,8    | 15   |         |
|                          | Giuseppe Zampaglione    | 15.768  | 18,2 | Alleanza Nazionale                   | 8.850   | 10,2 | 2       |
| Forza Italia             | Giuseppe Zampaglione    | 15.768  | 18,2 | 6.918                                | 8,0     | 1    |         |
| Mandate der Listengruppe | Giuseppe Zampaglione    | 15.768  | 18,2 | –                                    | –       | 1    |         |
| ↳ Gesamt                 | Giuseppe Zampaglione    | 15.768  | 18,2 | 15.768                               | 18,2    | 4    |         |
|                          | Giovanni Greco          | 9.024   | 10,4 | Partito della Rifondazione Comunista | 9.024   | 10,4 | 2       |
|                          | Domenico Lucente        | 5.557   | 6,4  | Centro Cristiano Democratico         | 5.557   | 6,4  | 1       |
|                          | Ottavio Tesoriere       | 4.721   | 5,4  | Partito Popolare Italiano            | 4.721   | 5,4  | 1       |
|                          | Silvano Cavarretta      | 4.163   | 4,8  | Patto dei Democratici                | 4.163   | 4,8  | 1       |
| Gesamt                   | Gesamt                  | 86.816  | 100  |                                      | 86.816  | 100  | 24      |

### Provinz Vibo Valentia
| Kandidaten                                  | Kandidaten            | 2. Wahlgang | 2. Wahlgang | 1. Wahlgang | 1. Wahlgang | Listen                               | Stimmen | %    | Mandate |
| Kandidaten                                  | Kandidaten            | Stimmen     | %           | Stimmen     | %           | Listen                               | Stimmen | %    | Mandate |
| ------------------------------------------- | --------------------- | ----------- | ----------- | ----------- | ----------- | ------------------------------------ | ------- | ---- | ------- |
|                                             | Vincenzo Romeogewählt | 43.026      | 44,6        | 40.156      | 41,6        | Progressisti                         | 17.780  | 18,4 | 6       |
| Popolari                                    | Vincenzo Romeogewählt | 43.026      | 44,6        | 40.156      | 41,6        | 15.505                               | 16,1    | 6    |         |
| Patto dei Democratici                       | Vincenzo Romeogewählt | 43.026      | 44,6        | 40.156      | 41,6        | 6.871                                | 7,1     | 2    |         |
| ↳ Gesamt                                    | Vincenzo Romeogewählt | 43.026      | 44,6        | 40.156      | 41,6        | 40.156                               | 41,6    | 14   |         |
|                                             | Martino Grillo        | 37.759      | 39,1        | 40.182      | 41,6        | Alleanza Nazionale                   | 14.547  | 15,1 | 3       |
| Forza Italia                                | Martino Grillo        | 37.759      | 39,1        | 40.182      | 41,6        | 11.745                               | 12,2    | 2    |         |
| Partito Popolare Italiano                   | Martino Grillo        | 37.759      | 39,1        | 40.182      | 41,6        | 7.727                                | 8,0     | 1    |         |
| Centro Cristiano Democratico                | Martino Grillo        | 37.759      | 39,1        | 40.182      | 41,6        | 6.163                                | 6,4     | 1    |         |
| Partito Socialista Democratico Italiano (A) | Martino Grillo        | 37.759      | 39,1        | 40.182      | 41,6        | 5.052                                | 5,2     | 1    |         |
| Mandate der Listengruppe                    | Martino Grillo        | 37.759      | 39,1        | 40.182      | 41,6        | –                                    | –       | 1    |         |
| ↳ Gesamt                                    | Martino Grillo        | 37.759      | 39,1        | 40.182      | 41,6        | 45.234                               | 46,8    | 9    |         |
|                                             | Antonio Bagnato       |             |             | 6.780       | 7,0         | Partito della Rifondazione Comunista | 6.780   | 7,0  | 1       |
|                                             | Giuseppe Pileggi      |             |             | 5.052       | 5,2         | (A)                                  | –       | –    | –       |
|                                             | Vincenzo Curcio       |             |             | 4.389       | 4,5         | Partito Repubblicano Italiano        | 4.389   | 4,5  | –       |
| Gesamt                                      | Gesamt                | 80.785      | 100         | 96.559      | 100         |                                      | 96.559  | 100  | 24      |

### Provinz Cagliari
| Kandidaten                   | Kandidaten          | 2. Wahlgang | 2. Wahlgang | 1. Wahlgang                          | 1. Wahlgang | Listen | Stimmen | %   | Mandate |
| Kandidaten                   | Kandidaten          | Stimmen     | %           | Stimmen                              | %           | Listen | Stimmen | %   | Mandate |
| ---------------------------- | ------------------- | ----------- | ----------- | ------------------------------------ | ----------- | ------ | ------- | --- | ------- |
|                              | Nicola Scanogewählt | 190.460     | 45,5        | Partito Democratico della Sinistra   | 90.104      | 21,5   | 11      |     |         |
| Patto dei Democratici        | Nicola Scanogewählt | 190.460     | 45,5        | 35.588                               | 8,5         | 4      |         |     |         |
| Popolari                     | Nicola Scanogewählt | 190.460     | 45,5        | 24.302                               | 5,8         | 3      |         |     |         |
| Federazione Democratica      | Nicola Scanogewählt | 190.460     | 45,5        | 20.560                               | 4,9         | 2      |         |     |         |
| Partito Sardo d’Azione       | Nicola Scanogewählt | 190.460     | 45,5        | 15.867                               | 3,8         | 2      |         |     |         |
| Lista Civica                 | Nicola Scanogewählt | 190.460     | 45,5        | 4.039                                | 1,0         | –      |         |     |         |
| ↳ Gesamt                     | Nicola Scanogewählt | 190.460     | 45,5        | 190.460                              | 45,5        | 22     |         |     |         |
|                              | Giorgio La Spisa    | 167.145     | 39,9        | Forza Italia                         | 96.182      | 23,0   | 7       |     |         |
| Alleanza Nazionale           | Giorgio La Spisa    | 167.145     | 39,9        | 57.615                               | 13,8        | 4      |         |     |         |
| Centro Cristiano Democratico | Giorgio La Spisa    | 167.145     | 39,9        | 13.348                               | 3,2         | –      |         |     |         |
| Mandate der Listengruppe     | Giorgio La Spisa    | 167.145     | 39,9        | –                                    | –           | 1      |         |     |         |
| ↳ Gesamt                     | Giorgio La Spisa    | 167.145     | 39,9        | 167.145                              | 39,9        | 12     |         |     |         |
|                              | Francesco Tocco     | 34.849      | 8,3         | Partito della Rifondazione Comunista | 34.849      | 8,3    | 2       |     |         |
|                              | Piera Maria Musiu   | 10.124      | 2,4         | Federazione dei Verdi                | 10.124      | 2,4    | –       |     |         |
|                              | Matteo Pirina       | 9.170       | 2,2         | Lokale Liste                         | 9.170       | 2,2    | –       |     |         |
|                              | Patrizio Rovelli    | 7.058       | 1,7         | Autonome Liste                       | 7.058       | 1,7    | –       |     |         |
| Gesamt                       | Gesamt              | 340.303     | 100         | 418.806                              | 100         |        | 418.806 | 100 | 36      |

### Provinz Nuoro
| Kandidaten               | Kandidaten             | Stimmen | %    | Listen                               | Stimmen | %    | Mandate |
| ------------------------ | ---------------------- | ------- | ---- | ------------------------------------ | ------- | ---- | ------- |
|                          | Giuseppe Pirisigewählt | 84.847  | 54,4 | Partito Democratico della Sinistra   | 38.568  | 24,7 | 6       |
| Popolari                 | Giuseppe Pirisigewählt | 84.847  | 54,4 | 22.156                               | 14,2    | 4    |         |
| Federazione Democratica  | Giuseppe Pirisigewählt | 84.847  | 54,4 | 12.260                               | 7,9     | 2    |         |
| Patto dei Democratici    | Giuseppe Pirisigewählt | 84.847  | 54,4 | 11.863                               | 7,6     | 2    |         |
| ↳ Gesamt                 | Giuseppe Pirisigewählt | 84.847  | 54,4 | 84.847                               | 54,4    | 14   |         |
|                          | Giovanni Cualbu        | 38.629  | 24,8 | Forza Italia                         | 22.711  | 14,6 | 3       |
| Alleanza Nazionale       | Giovanni Cualbu        | 38.629  | 24,8 | 15.918                               | 10,2    | 2    |         |
| Mandate der Listengruppe | Giovanni Cualbu        | 38.629  | 24,8 | –                                    | –       | 1    |         |
| ↳ Gesamt                 | Giovanni Cualbu        | 38.629  | 24,8 | 38.629                               | 24,8    | 6    |         |
|                          | Ciriaco Davoli         | 14.397  | 9,2  | Partito della Rifondazione Comunista | 14.397  | 9,2  | 2       |
|                          | Lorenzo Palermo        | 13.244  | 8,5  | Autonome Liste                       | 13.244  | 8,5  | 2       |
|                          | Pasquale Carotti       | 4.886   | 3,1  | Centro Cristiano Democratico         | 4.886   | 3,1  | –       |
| Gesamt                   | Gesamt                 | 156.003 | 100  |                                      | 156.003 | 100  | 24      |

### Provinz Oristano
| Kandidaten               | Kandidaten                | Stimmen | %    | Listen                    | Stimmen | %    | Mandate |
| ------------------------ | ------------------------- | ------- | ---- | ------------------------- | ------- | ---- | ------- |
|                          | Gian Valerio Sannagewählt | 46.516  | 50,2 | Progressisti              | 19.070  | 20,6 | 6       |
| Popolari                 | Gian Valerio Sannagewählt | 46.516  | 50,2 | 12.011                    | 13,0    | 4    |         |
| Federazione Democratica  | Gian Valerio Sannagewählt | 46.516  | 50,2 | 8.410                     | 9,1     | 2    |         |
| Partito Sardo d’Azione   | Gian Valerio Sannagewählt | 46.516  | 50,2 | 7.025                     | 7,6     | 2    |         |
| ↳ Gesamt                 | Gian Valerio Sannagewählt | 46.516  | 50,2 | 46.516                    | 50,2    | 14   |         |
|                          | Andrea Delitala           | 27.402  | 29,6 | Forza Italia              | 15.877  | 17,1 | 4       |
| Alleanza Nazionale       | Andrea Delitala           | 27.402  | 29,6 | 11.525                    | 12,4    | 2    |         |
| Mandate der Listengruppe | Andrea Delitala           | 27.402  | 29,6 | –                         | –       | 1    |         |
| ↳ Gesamt                 | Andrea Delitala           | 27.402  | 29,6 | 27.402                    | 29,6    | 7    |         |
|                          | Piero Franceschi          | 7.807   | 8,4  | Partito Popolare Italiano | 7.807   | 8,4  | 2       |
|                          | Costantino Murru          | 7.621   | 8,2  | Patto dei Democratici     | 7.621   | 8,2  | 1       |
|                          | Rinaldo Casu              | 1.758   | 1,9  | Fiamma Tricolore          | 1.758   | 1,9  | –       |
|                          | Gavino Sale               | 1.593   | 1,7  | Autonome Liste            | 1.593   | 1,7  | –       |
| Gesamt                   | Gesamt                    | 92.697  | 100  |                           | 92.697  | 100  | 24      |

### Provinz Sassari
| Kandidaten               | Kandidaten             | Stimmen | %    | Listen                               | Stimmen | %    | Mandate |
| ------------------------ | ---------------------- | ------- | ---- | ------------------------------------ | ------- | ---- | ------- |
|                          | Pietro Soddugewählt    | 139.184 | 53,5 | Partito Democratico della Sinistra   | 51.054  | 19,6 | 7       |
| Popolari                 | Pietro Soddugewählt    | 139.184 | 53,5 | 27.275                               | 10,5    | 4    |         |
| Patto dei Democratici    | Pietro Soddugewählt    | 139.184 | 53,5 | 21.252                               | 8,2     | 3    |         |
| Federazione Democratica  | Pietro Soddugewählt    | 139.184 | 53,5 | 18.805                               | 7,2     | 2    |         |
| Partito Sardo d’Azione   | Pietro Soddugewählt    | 139.184 | 53,5 | 17.410                               | 6,7     | 2    |         |
| Lega Liberale            | Pietro Soddugewählt    | 139.184 | 53,5 | 3.388                                | 1,3     | –    |         |
| ↳ Gesamt                 | Pietro Soddugewählt    | 139.184 | 53,5 | 139.184                              | 53,5    | 18   |         |
|                          | Francesco Maria Masala | 96.826  | 37,2 | Forza Italia                         | 54.830  | 21,1 | 5       |
| Alleanza Nazionale       | Francesco Maria Masala | 96.826  | 37,2 | 41.996                               | 16,1    | 4    |         |
| Mandate der Listengruppe | Francesco Maria Masala | 96.826  | 37,2 | –                                    | –       | 1    |         |
| ↳ Gesamt                 | Francesco Maria Masala | 96.826  | 37,2 | 96.826                               | 37,2    | 10   |         |
|                          | Francesco Cordoni      | 17.316  | 6,7  | Partito della Rifondazione Comunista | 17.316  | 6,7  | 2       |
|                          | Giovanni Marras        | 6.744   | 2,6  | Autonome Liste                       | 6.744   | 2,6  | –       |
| Gesamt                   | Gesamt                 | 260.070 | 100  |                                      | 260.070 | 100  | 30      |